# Ducado de Osuna
El ducado de Osuna es un título nobiliario español, con grandeza de España, creado el 5 de octubre de 1562 por el rey Felipe II y otorgado a Pedro Téllez-Girón y de la Cueva, v conde de Ureña, ricohombre de Castilla, notario mayor de Castilla, consejero de Estado, virrey y capitán general de Nápoles, vi señor de la ciudad andaluza de Osuna, señor de Peñafiel, Olvera, Cazalla y Archidona.
La Casa de Osuna fue creciendo en importancia y riqueza, y en el XIX era la casa nobiliaria más importante de España, al reunirse en la persona del xii duque de Osuna veinte grandezas de España y, entre otros, los ducados de Arcos, Béjar, Benavente, Gandía, Infantado, Medina de Rioseco, Pastrana y los títulos italianos de príncipe de Éboli, de Melito y de Esquilache.

## Antecesores de la Casa de Osuna
El señorío de Osuna, junto con el de Ureña, se incorpora a los dominios de la familia a mediados del siglo XV en la figura de Pedro Girón, por merced de Enrique IV de Castilla.
La casa de Osuna desciende por vía paterna de la casa de los girones, de los Téllez de Meneses ricoshombres de Castilla (Tierra de Campos), de los condes de Haro, así como de las familias portuguesas de los Acuña (da Cunha) y de los Pacheco. Por vía materna, descienden del i duque de Alba y del ii duque de Alburquerque.

### Casas de los Girones y de los Téllez de Meneses
El patronímico de la Casa de Osuna, Téllez-Girón, proviene de los apellidos del matrimonio entre Gonzalo Ruiz Girón y María Téllez de Meneses (XIV). Los Girones provienen originalmente (siglo XII) del mayordomo real Rodrigo Gutiérrez Girón. Su hijo Gonzalo Rodríguez Girón y su nieto Rodrigo González Giron jugaron un papel clave al servicio de los reyes de Castilla durante el siglo XIII y contribuyeron al proceso de unificación con la corona de León. Por ello, recibieron diversas mercedes, entre las que destaca el señorío de Autillo. Por su parte María Téllez de Meneses desciende de Alfonso Téllez de Meneses.

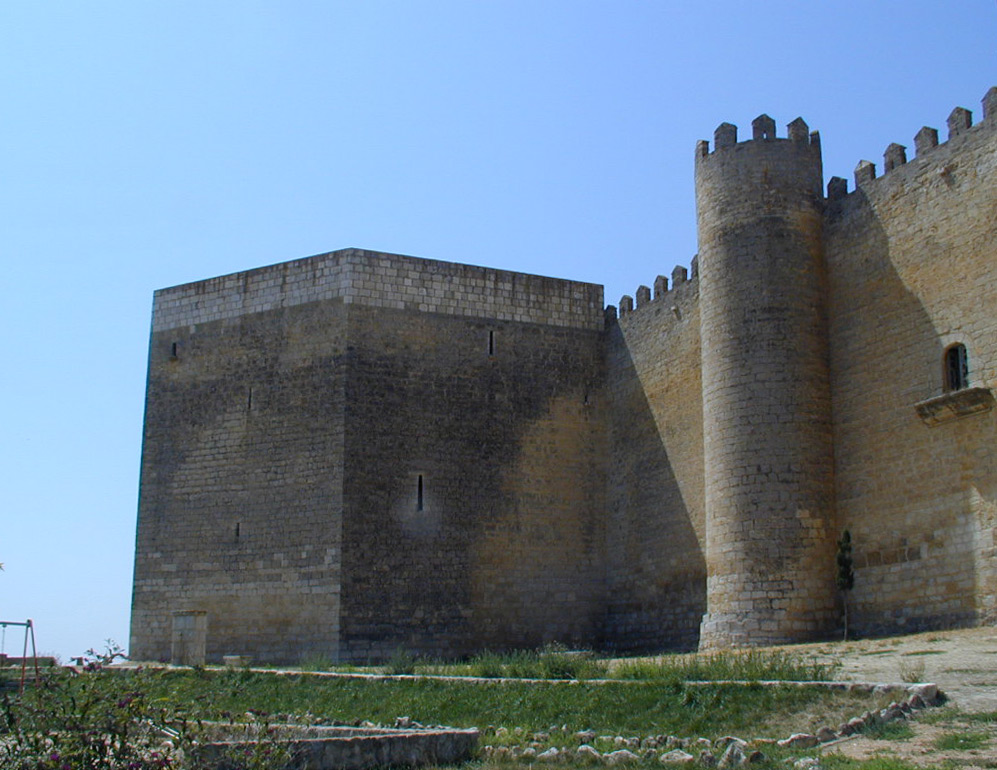
Castillo de Montealegre de Campos, construido a finales del o principios del por Alfonso de Meneses, como principal fortaleza de la familia (antes era el castillo de Villalba de los Alcores).

Entre el XII y el XIV existen otros vínculos matrimoniales anteriores entre ambas familias, fuertemente relacionadas.

### Primeros Téllez-Girón y vínculos con Portugal
Los descendientes de este Girón conforman una serie de nobles de la máxima influencia durante el siglo XIII, cuestión ligada a su papel en la reconquista y a sus alianzas y relaciones con las otras poderosas familias de Tierra de Campos. Esta influencia se quebró a mediados del siglo XIV cuando sufrieron la venganza del rey Pedro I de Castilla que dio muerte al primogénito de los girones Alfonso Téllez Girón y a su hermano, hijos de María Téllez de Meneses y posteriormente cuando Alfonso Téllez Girón, sobrino que sucede a estos y que permanece fiel al último de los borgoña, padece el exilio a la muerte de este rey. Su hija única, Teresa Téllez Girón se casó en Portugal con Martín Vázquez de Acuña, importante noble de ese reino que a su vez hubo de exiliarse de su patria junto con sus hermanos.
El hijo de Martín y Teresa, Alfonso Téllez Girón y Vázquez de Acuña se casó con María Pacheco, hija de Juan Fernández Pacheco, ricohombre portugués, señor de Ferreira de Aves, Penela y otros lugares, alcalde de Santarém, guarda mayor de Juan I de Portugal y primer señor de Belmonte.
Todas estas familias a las que pertenecía Alfonso, que permaneció bajo la protección de Juan II, fueron despojadas de casi todos sus títulos y señoríos, una situación que hubo de cambiar de forma radical su primogénito Juan Pacheco, con la ayuda de su hermano Pedro Girón.
La inmensa riqueza del ducado tiene su origen en el belmonteño Pedro Girón, bisabuelo de Pedro Téllez-Girón y de la Cueva, i duque de Osuna. Fue señor de Belmonte, maestre de la Orden de Calatrava y i señor de Ureña. Junto con su hermano Juan Pacheco, marqués de Villena y su tío, el arzobispo de Toledo Alfonso Carrillo de Acuña conformó la alianza familiar más poderosa de la corte de Enrique IV de Castilla. Recibió de este rey múltiples mercedes, entre otras la que le instituyó como I señor de la villa de Osuna. Instituyó en su primogénito Alfonso Téllez Girón el condado de Ureña, título que en 1520 fue incluido entre los primeros considerados con Grandeza de España y que subroga dicha grandeza en el ducado de Osuna. Los hermanos Pedro Girón y Juan Pacheco fueron los responsables del retorno de la familia a la alta nobleza.

#### Primeros Girón
- Rodrigo Gutiérrez Girón, mayordomo mayor del rey Alfonso VIII de Castilla entre 1173 y 1193. Casó con María de Guzmán.
- Gonzalo Rodríguez Girón y Guzmán (1160-1231) mayordomo del rey Alfonso VIII, desde 1198 hasta la muerte del monarca en 1214. Participó en la batalla de Las Navas de Tolosa en 1212. Mayordomo del rey Fernando III de Castilla, en 1221, el rey le recompensó por sus servicios con el señorío de Autillo de Campos. Casó con Sancha Rodríguez.Sepulcro de Alfonso Téllez-Giron y de su suegro el i señor de Belmonte, Colegiata de San Bartolomé, Belmonte (Cuenca)

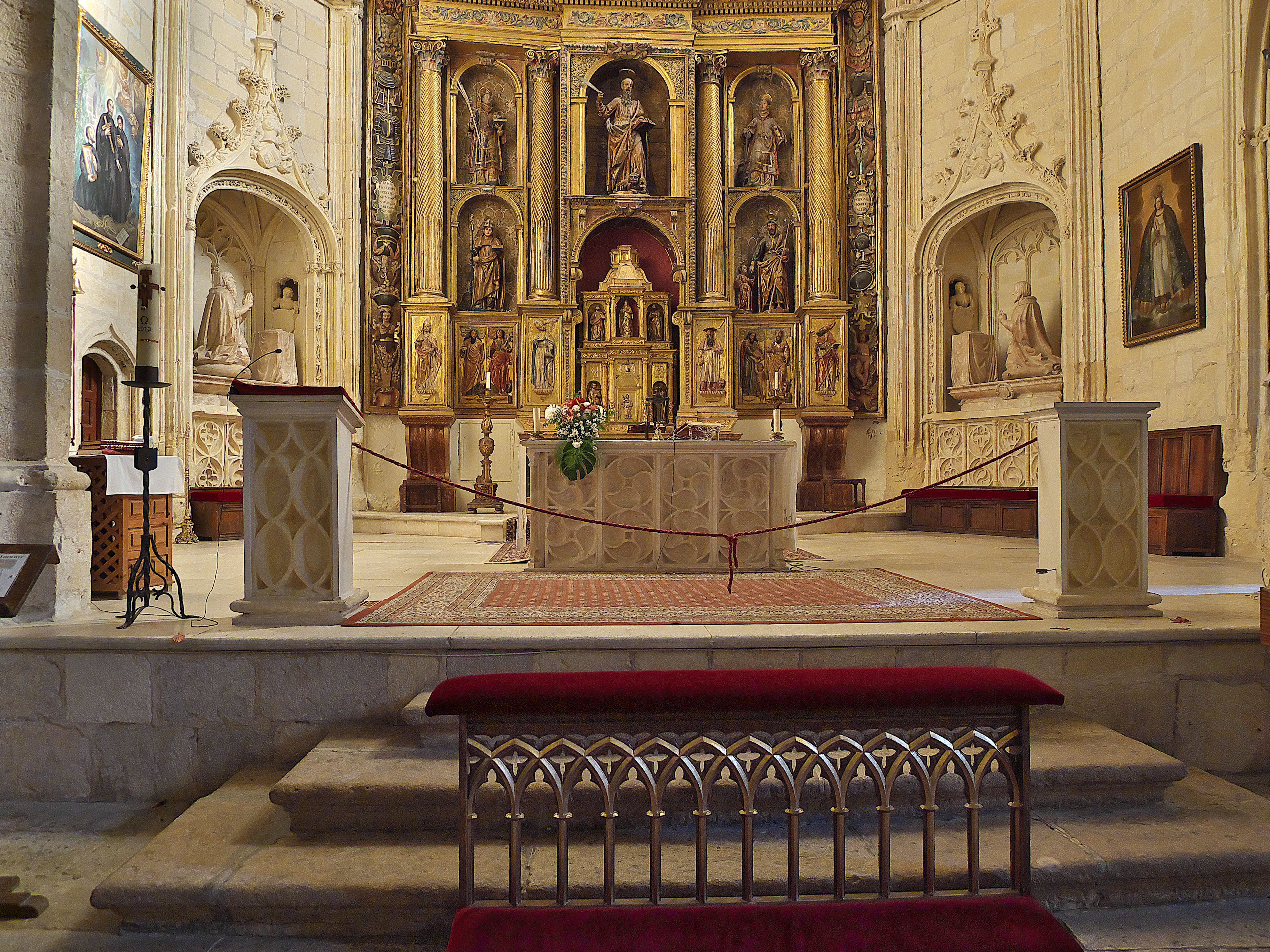
Sepulcro de Alfonso Téllez-Giron y de su suegro el i señor de Belmonte, Colegiata de San Bartolomé, Belmonte (Cuenca)

- Rodrigo González Girón, mayordomo mayor del rey Fernando III, participó en la conquista de Sevilla y en 1253 recibió de Alfonso X de Castilla un extenso territorio cercano a Sevilla conocido como Gironda. Casó con Juana Nuñez Daza.
- Gonzalo Ruiz Girón, participó en 1340 en la batalla del Salado y en 1345 en la conquista de Algeciras. Señor de Cisneros y San Román, casó con su prima hermana María Téllez de Meneses y Daza, señora e Villacís, hija de Ruy Téllez de Meneses y de María Daza. Con este matrimonio se creó el apellido compuesto de Téllez-Girón.[3]
- Teresa Téllez Girón, señora de la Casa de Girón, casó con Martín Vázquez de Acuña, i conde de Valencia de don Juan.
- Alfonso Téllez Girón y Vázquez de Acuña (1380-1449), señor de Frechilla. Casó en 1415 con María Pacheco, ii señora de Belmonte, hija única de Juan Fernández Pacheco e Inés Téllez de Meneses, i señores de Belmonte[4][5]. Fueron padres de:
  - Juan Pacheco Girón (Belmonte 1419-Santa Cruz de la Sierra 1474), iii señor de Belmonte, i marqués de Villena, i duque de Escalona.
  - Pedro Girón y Pacheco (Belmonte 1423-Villarrubia de los Ojos 1466), i señor de Ureña y Osuna.

## Pedro Girón, I señor de Ureña y Osuna

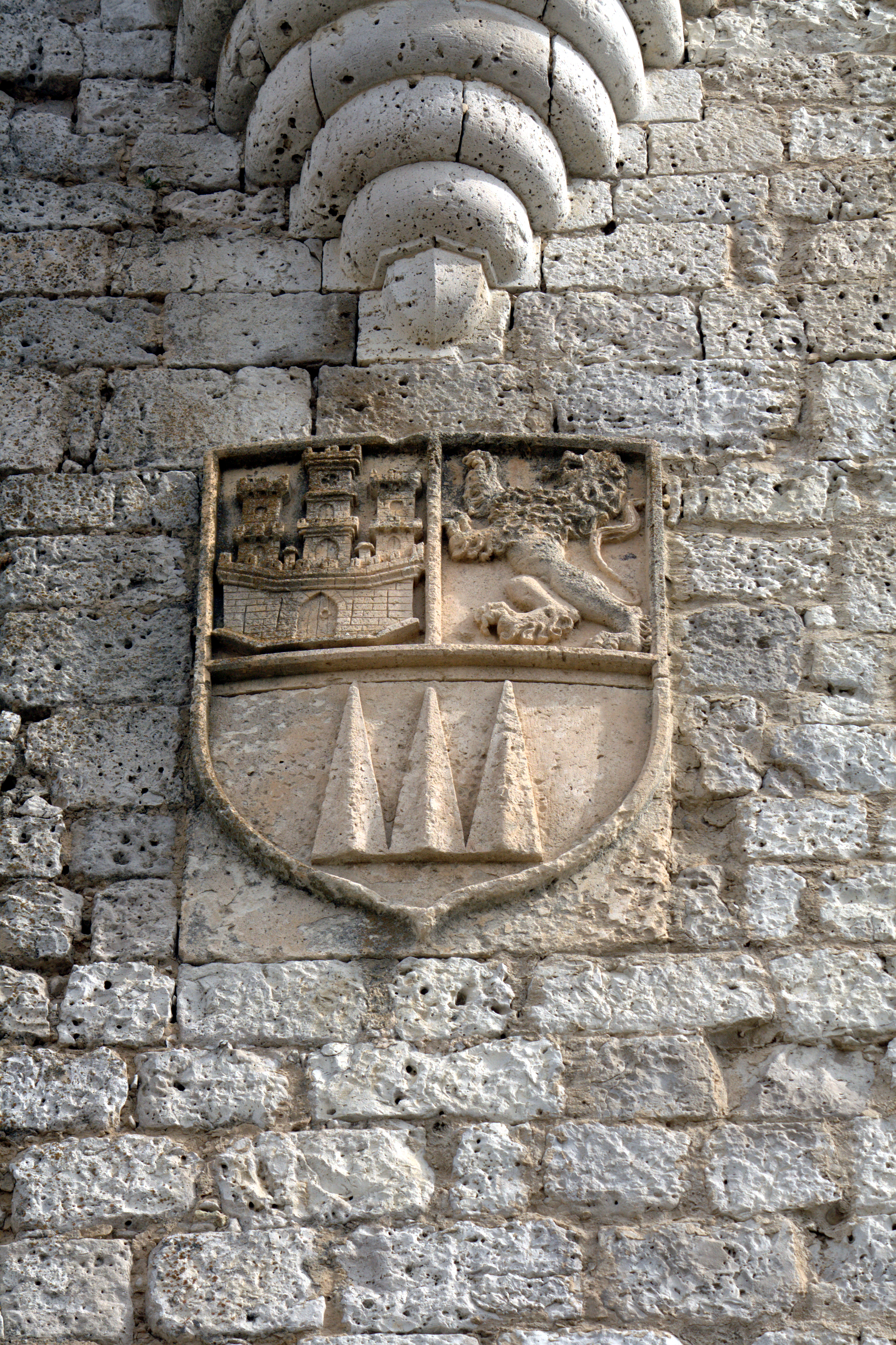
Escudo de los Téllez-Girón en el castillo de Peñafiel que pasó a ser propiedad de Pedro Girón

Pedro Girón y Pacheco (1423-Villarrubia de los Ojos 1466), i señor de Ureña y Osuna  maestre de la Orden de Calatrava (1445-1466), fue hijo de Alfonso Téllez Girón y Vázquez de Acuña y de María Pacheco, ii señora de Belmonte. Fue su hermano mayor Juan Pacheco Girón  que alteró el orden de sus apellidos para suceder a su madre en el señorío de Belmonte, gran privado de Enrique IV de Castilla fue i marqués de Villena, i conde de Xiquena y i duque Escalona. Ambos hermanos se criaron como pajes en la casa del condestable Álvaro de Luna y crecieron junto al rey Enrique IV al que asesoraron durante muchos años, acrecentando su propio poder y riqueza. Junto a su hermano tomo parte activa en las luchas de poder entre Enrique IV de Castilla y sus hermanos. Fue camarero mayor de Enrique IV de quien recibió las villas de Ureña y Tiedra, las tercias de la villa de Arevalo y en 1448 la villa de Peñafiel. En Peñafiel restauró el histórico castillo en cuya torre del homenaje puso el escudo de los Girón. Algunos años después adquirió Olvera (1460), Morón y Arahal (1461), Ortegicar(1462), Archidona, La Puebla de Cazalla y Osuna (1464). En 1464 por apoyar al rey le concedió la mano de su hermana la infanta Isabel, aunque no llegó a materializarse, Pedro Girón falleció y la infanta llegó a ser la reina Isabel I de Castilla.
Pedro Girón tuvo tres hijos con Inés de las Casas, que fueron legitimados por Enrique IV y por el papa Pío II en 1459:
- Alfonso Téllez Girón, que heredó el mayorazgo fundado por su padre siendo i conde de Ureña, murió en 1469, a la edad de 16 años.[8]
- Rodrigo Téllez Girón, que sucedió a su padre como maestre de la Orden de Calatrava.
- Juan Téllez-Girón, ii conde de Ureña.

## Condes de Ureña y señores de Osuna

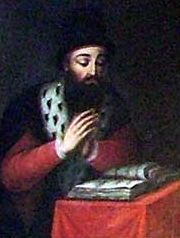
Retrato anónimo de Juan Téllez Girón, iv conde de Ureña en la capilla de la antigua Universidad de Osuna.

- Alfonso Téllez Girón, i conde de Ureña por concesión del rey Enrique IV de Castilla el 25 de mayo de 1464, sobre su villa vallisoletana de Urueña.
- Juan Téllez-Girón, ii conde de Ureña (1458-Osuna, 1528), sucedió a su hermano como conde de Ureña y señor de Osuna. Casó con Leonor de la Vega y Velasco, hija de los ii condes de Haro.
- Pedro Téllez-Girón y Velasco, iii conde de Ureña, señor de Osuna y Peñafiel (1494-1588). Casó en 1513 con Mencía de Guzmán y Velasco, hija de los duques de Medina-Sidonia.
- Juan Téllez-Girón y Velasco "El Santo", sucedió a su hermano siendo iv conde de Ureña, señor de Osuna, Peñafiel, Tiedra, Briones, Frechilla, Morón de la Frontera, Archidona, Arahal, La Puebla de Cazalla, Gelves, Olvera, Ortejícar, Villafrechós, y Gumiel de Izán. Casó con María de la Cueva y Toledo, hija de Francisco de la Cueva y de Francisca Álvarez de Toledo, ii duques de Alburquerque. Fueron padres de Pedro Téllez-Girón y de la Cueva, V conde de Ureña, i duque de Osuna. Magdalena Téllez-Girón y de la Cueva (1540-1562) casada con Juan Esteban Manrique de Lara Acuña y Manuel, iv duque de Nájera y de Leonor Téllez-Girón y de la Cueva (1542-1566) casada en 1554 con Pedro Fajardo y Fernández de Córdoba, iii marqués de los Vélez.

Los IV condes de Ureña asentados en su villa de Osuna, fundaron en ella la Universidad de Osuna, bajo la advocación de la Santa Concepción, con permiso del Papa Paulo III, que fue inaugurada el 8 de diciembre de 1548, a la que dotaron con 15 cátedras mayores, agrupadas en torno a las facultades de Teología, Derecho (Cánones y Leyes), Medicina y Artes, permaneció abierta y financiada por los duques de Osuna hasta 1824. A partir de 1993 está abierta de nuevo como centro oficial adscrito a la Universidad de Sevilla.
Los condes fundaron en 1535 la Colegiata de Nuestra Señora de la Asunción, sobre los restos de una antigua iglesia que pertenecía al conjunto del castillo de los Téllez-Girón en Osuna, en la que instalaron un sepulcro para la familia. También fundaron el Hospital de la Encarnación, que pasó a ser posteriormente un monasterio, el convento de Agustinos, el Convento de Clarisas, el convento de Santa Catalina, la iglesia de San Pedro y la de Santo Domingo.
Asimismo en el cercano Morón fundaron el monasterio del Corpus Christi, en Arahal el monasterio de Nuestra Señora de la Victoria, en Olvera el monasterio de la Natividad, y en Archidona el monasterio de Santa Catalina y el convento de Santo Domingo.

## Duques de Osuna
|                        | Titular                                                  | Periodo                |
| Creación por Felipe II | Creación por Felipe II                                   | Creación por Felipe II |
| ---------------------- | -------------------------------------------------------- | ---------------------- |
| i                      | Pedro Téllez-Girón y de la Cueva                         | 1562-1590              |
| ii                     | Juan Téllez-Girón y Pérez de Guzmán                      | 1590-1600              |
| iii                    | Pedro Téllez-Girón y Fernández de Velasco                | 1600-1624              |
| iv                     | Juan Téllez-Girón y Enríquez de Ribera                   | 1624-1656              |
| v                      | Gaspar Téllez-Girón y Sandoval                           | 1656-1694              |
| vi                     | Francisco María de Paula Téllez-Girón y Benavides        | 1694-1716              |
| vii                    | José María Téllez-Girón y Benavides                      | 1716-1733              |
| viii                   | Pedro Zoilo Téllez-Girón y Pérez de Guzmán               | 1733-1787              |
| ix                     | Pedro de Alcántara Téllez-Girón y Pacheco                | 1787-1807              |
| x                      | Francisco de Borja Téllez-Girón y Pimentel               | 1807-1820              |
| xi                     | Pedro de Alcántara Téllez-Girón y Beaufort Spontin       | 1820-1844              |
| xii                    | Mariano Téllez-Girón y Beaufort Spontin                  | 1844-1882              |
| xiii                   | Pedro de Alcántara Téllez-Girón y Fernández de Santillán | 1882-1900              |
| xiv                    | Luis María Téllez-Girón y Fernández de Córdoba           | 1900-1909              |
| xv                     | Mariano Téllez-Girón y Fernández de Córdoba              | 1909-1931              |
| xvi                    | Ángela María Téllez-Girón y Duque de Estrada             | 1931-2015              |
| xvii                   | Ángela María de Solís-Beaumont y Téllez-Girón            | 2016-                  |

### El I duque de Osuna (1537-1590)
Pedro Téllez-Girón y de la Cueva, i duque de Osuna (Osuna, 29 de julio de 1537-Madrid, 13 de septiembre de 1590), v conde de Ureña, señor de Osuna, Peñafiel, La Puebla de Cazalla, Arahal, Olvera, Archidona, Morón de la Frontera, Ortegícar, grande de España Inmemorial. El 5 de octubre de 1562 el rey Felipe II le concedió el título de i duque de Osuna, quedando desde entonces subrogada en este título la Grandeza de España Inmemorial que el emperador Carlos I de España y V de Alemania había otorgado en 1520 a su antepasado el conde de Ureña. El i duque de Osuna fue notario mayor de Castilla, camarero mayor del rey, consejero de Estado, embajador extraordinario en Roma y en Portugal, siendo virrey y capitán general del reino de Nápoles entre 1581-1586. En Nápoles se instaló con toda su familia embelleciendo la ciudad, dotando al reino de nuevas ordenanzas.
Sirvió a la corona en diversas ocasiones, en la rebelión de los moriscos de Granada y en la conquista de Portugal en la que sirvió con sus propias gentes. También sirvió en diversas embajadas extraordinarias al rey, así en Lisboa trató con el Cardenal Enrique, rey de Portugal, sobre la sucesión al trono luso. En 1570 formó parte de la expedición que trajo a España a la archiduquesa Ana de Austria para su matrimonio con el rey Felipe II. En 1580 por encargo del rey Felipe II formó parte de la comitiva que acompañó el cuerpo de la difunta reina Ana de Austria, en su traslado desde Badajoz hasta El Escorial.
El primer duque de Osuna casó en primeras nupcias en 1552 con Leonor Ana de Guzmán y Aragón, hija de Juan Alonso Pérez de Guzmán y Zúñiga y de Ana de Aragón y Gurrea, vi duques de Medina Sidonia. Fueron padres de : 1.º Juan Téllez-Girón, muerto al poco de nacer, 2.º Juan Téllez-Girón, que pasará a ser el ii duque de Osuna, 3.º Rodrigo, que murió niño, 4.º Pedro Téllez-Girón, que murió a corta edad, 5.º Pedro Téllez-Girón, caballero de la orden de Calatrava, comendador de la orden de Alcántara, 6.º María Girón, nacida en febrero de 1553, casada con Juan Fernández de Velasco, v duque de Frías, 7.º Leonor Girón, fallecida siendo niña, 8.º Leonor Girón, también fallecida siendo niña, 9.º Leonor Girón, igualmente fallecida siendo niña, 10.º Ana Girón, fallecida siendo niña, 11.º Ana Girón, nacida el 7 de diciembre de 1558, casada con Fernando Enríquez Rivera, iv marqués de Tarifa.

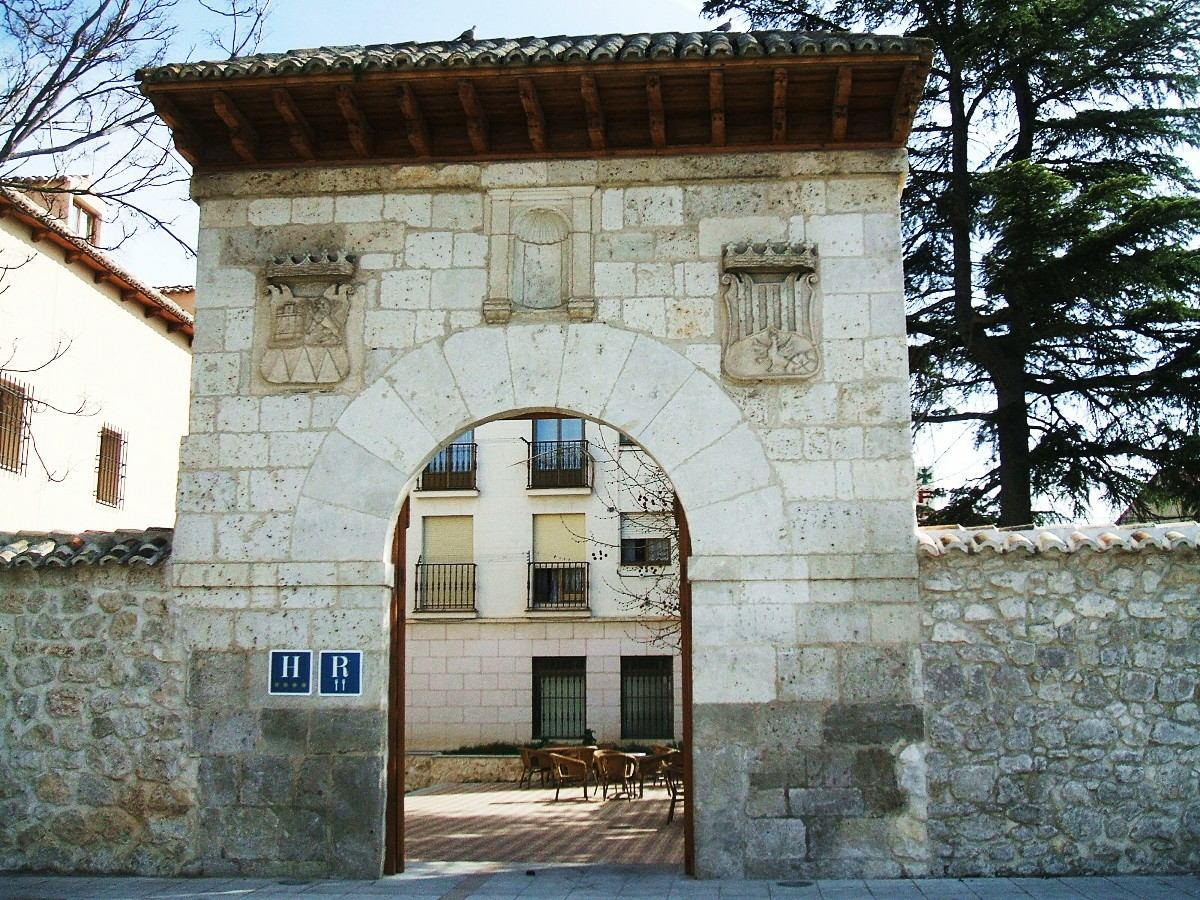
Portada del convento de Clarisas fundado por la i duquesa de Osuna en Peñafiel, con los escudos de los Téllez-Girón y de la Cueva.

Casó en 2.º nupcias en 1575 con su prima hermana Isabel de la Cueva y Castilla,hermana del vi duque de Alburquerque, hija de Diego de la Cueva y Toledo, mayordomo de Carlos I, y de María de Castilla. Fueron padres de : 12.º Antonio Girón, 13.º Alfonso Téllez-Girón. Falleció el i duque de Osuna en Madrid el 13 de septiembre de 1590, siendo enterrado en la Capilla del Santo Sepulcro de la iglesia Colegial de Osuna.
Su viuda fundó en 1607 el monasterio de Santa Clara de Peñafiel junto a unas casas de la familia en su villa de Peñafiel. Las clarisas ocuparon el convento sin interrupción hasta el año 2001 año que se disolvió la comunidad religiosa. En una entrada al antiguo patio del monasterio lucen los escudos labrados en piedra de los Téllez-Girón y de la Cueva.

### El II duque de Osuna
Juan Téllez-Girón y Guzmán, i marqués de Peñafiel por concesión del rey Felipe II el 1 de octubre de 1568 para los primogénitos de los duques de Osuna, ii duque de Osuna, vi conde de Ureña, notario mayor y camarero mayor del rey (20 de octubre de 1554 25 de noviembre de 1600). Nació en Osuna, siendo bautizado en la Colegiata de Osuna el 28 de octubre de 1554. Fue hijo de Pedro Girón y de la Cueva, y de Leonor Ana de Guzmán, i duques de Osuna.
Casó Ana María de Velasco hija de Iñigo Fernández de Velasco y Tovar, y de Ana Pérez de Guzmán y Aragón, iv duque de Frías. Nieta por línea paterna de Juan Sánchez de Velasco y Tovar, i marqués de Berlanga, y de María de Girón y Guzmán, señora de Gandul y Marchenilla. Siendo sus abuelos maternos Juan Alonso Pérez de Guzmán y Zúñiga, y Ana de Aragón y Gurrea, vi duques de Medina Sidonia.

### El gran duque de Osuna, III de la saga

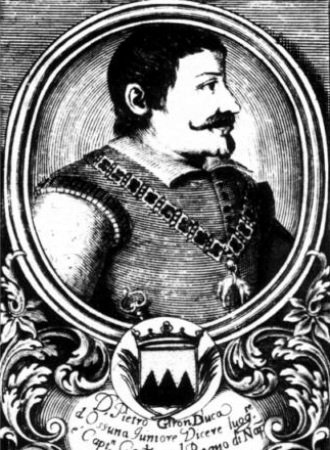
Pedro Téllez-Girón y Velasco, iii duque de Osuna

Pedro Téllez-Girón y Velasco, iii duque de Osuna (Osuna 17 de diciembre de 1574-Barajas 24 de septiembre de 1624), ii marqués de Peñafiel, vii conde de Ureña, caballero de la Orden del Toisón de Oro, virrey y capitán general de Sicilia en 1610 y de Nápoles en 1616. Era hijo de Juan Téllez-Girón y Guzmán y de Ana María de Velasco y Tovar, ii duques de Osuna.
En 1588 participó como voluntario en la Armada Invencible, asistiendo en 1589 a la defensa de La Coruña, ante el ataque del pirata inglés Francis Drake. En 1602 marchó como soldado a Flandes, donde se distinguió en diversas campañas como la toma de Mulheim en 1605. En 1608 regresó a Madrid y el rey Felipe III le otorgó el Toisón de Oro.
En febrero de 1610, Osuna era nombrado por el rey, virrey de Sicilia. Consiguió reformar el virreinato y consolidar su armada para defenderlo de la ofensiva naval de turcos y berberiscos. Impresionado por su eficacia, Felipe III le concedió el virreinato de Nápoles en 1616.
En Sicilia y Nápoles tuvo por secretario y hombre de confianza a Francisco de Quevedo que le dedicó su obra "El mundo por de dentro".
El duque de Osuna conseguía un fuerte bastión para España en Nápoles, consolidando su armada, a la que incorporó unas naves propias equipadas a sus expensas, 20 galeones, 22 galeras y otras 30 naves menores, que le permitió el control del mar Adriático. Esto propició que la república de Venecia, preocupada por sus barcos mercantes, empezase a intentar su caída, entraban en juego las intrigas políticas y diplomáticas que dieron origen a la denominada «Conjura de Venecia», y el embajador de Venecia en España acusó a Osuna de pretender atacar su ciudad.
Felipe III ordenó en 1620 al iii duque de Osuna que regresara a Madrid, para que respondiera de todos los cargos presentados contra él. El duque llegó a Madrid a los pocos meses, pero el rey prefirió no recibirle. Su esposa Catalina Enríquez elevó un memorial al rey destacando los grandes servicios de su esposo y su familia a la Corona y España. El Duque de Osuna nunca volvería a recobrar la libertad ni ser rehabilitado. Falleció el 24 de septiembre de 1625.
Había casado el iii duque de Osuna en Sevilla en 1594, con Catalina Enríquez de Ribera y Cortés de Zúñiga, hija Fernando Enríquez de Ribera, y de Juana Cortés Ramírez de Arellano, ii duques de Alcalá de los Gazules, nieta por vía materna del conquistador Hernán Cortés, gobernador y Capitán General de México y de Juana Ramírez de Arellano. Fueron padres de:
- Juan Téllez-Girón y Enríquez de Ribera (1598-1656), iv duque de Osuna.
- Antonia Téllez-Girón y Enríquez de Ribera (1610-1648), que casó con Francisco Fernández de Castro Andrade, ix conde de Lemos.

### El IV duque de Osuna (1597-1656)
Juan Téllez-Girón y Enríquez de Ribera (1597-1656) iv duque de Osuna, viii conde de Ureña, iii marqués de Peñafiel. Nació en el castillo de Peñafiel, siendo bautizado el 15 de noviembre de 1597. Notario mayor de Castilla, camarero mayor del rey, gentilhombre de la Cámara del rey Felipe III y del rey Felipe IV, virrey y capitán general del Reino de Sicilia, sirvió en Nápoles al lado de su padre. Casó en Madrid el 11 de diciembre de 1617 con Isabel Raimunda de Sandoval Padilla, siendo apadrinados por el rey Felipe III, y su nuera la princesa Isabel de Borbón. Isabel Raimunda era hija de Cristóbal Gómez de Sandoval y Rojas, i duque de Uceda, primer ministro de la Monarquía, Consejero de Estado y Guerra, Sumiller de Corps, Caballerizo y Mayordomo mayor, caballero de la Orden de Santiago, y de Mariana Manrique y Padilla. Fueron sus abuelos maternos los i duques de Lerma, y los i condes de Santa Gadea. Fueron padres de: 1.º Pedro Téllez-Girón, que sucedió como iv marqués de Peñafiel desde el 24 de septiembre de 1624, 2.º Gaspar Téllez-Girón, que sucedió como v duque de Osuna. Falleció el iv duque de Osuna en 1656 en Palermo a los 58 años.

### El V duque de Osuna (1625-1694)

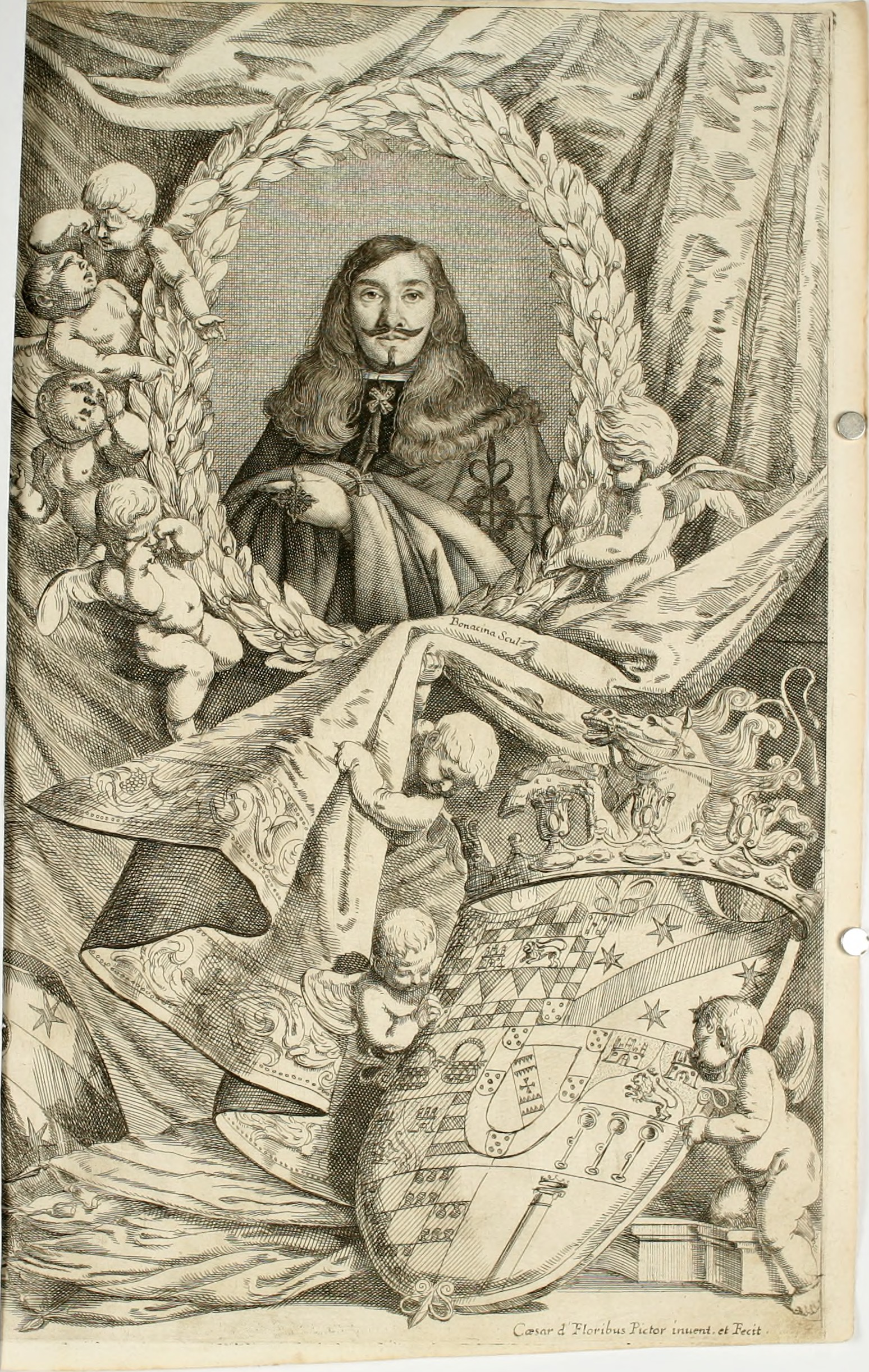
Gaspar Tellez-Girón y Sandoval, v duque de Osuna.

Gaspar Téllez-Girón y Sandoval v duque de Osuna (Madrid, 25 de mayo de 1625-2 de junio de 1694) V marqués de Peñafiel, ix conde de Ureña, señor de las villas de Osuna, Morón de la Frontera, Archidomna, Arahal, La Puebla de Cazalla, Olvera, Peñafiel, Briones y Gumiel de Izán. Fue hijo de Juan Téllez-Girón Enríquez de Ribera, iv duque de Osuna, iii marqués de Peñafiel, viii conde de Ureña, notario mayor de Castilla, gentilhombre de cámara de Felipe IV, virrey y capitán general de Sicilia, y de Isabel de Sandoval y Padilla, hija de los i duques de Uceda.
Sirvió a Felipe IV como general de caballería durante la Independencia de Portugal, virrey de Cataluña (1667-9), gobernador de Milán (1670-4), consejero de estado de Carlos II, presidente del Consejo de Órdenes y del Consejo de Aragón. Presidente del de las órdenes militares a su regreso a España en 1675, caballerizo de la reina María Luisa de Borbón en 1679.

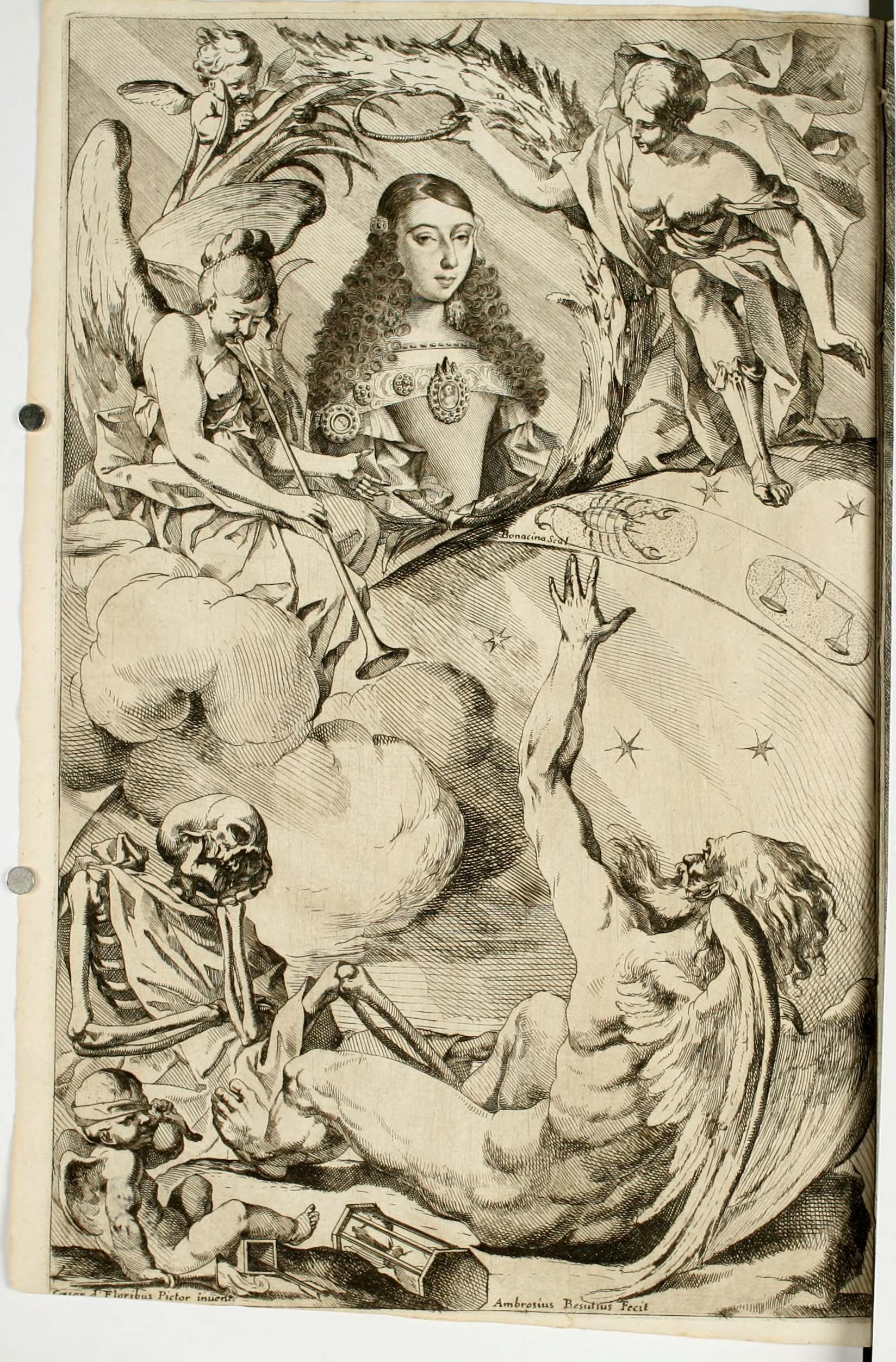
Felice de Sandoval, duquesa de Osuna y Uceda.

Casó en 1645 con su prima hermana Feliche de Sandoval y Rojas Ursino, iii duquesa de Uceda, marquesa de Belmonte, hija de Francisco de Sandoval y Rojas, y de Feliche Enríquez Colonna y Ursino, ii duques de Lerma, i de Uceda, y Cea. Falleció en Milán, el 7 de octubre de 1671. Fueron padres de:
- Isabel María Francisca Gómez de Sandoval y Téllez Girón, alteró el orden de sus apellidos sucediendo a su madre como iv duquesa de Uceda, marquesa de Belmonte. Casó en Madrid en 1677 con su pariente Juan Francisco Pacheco Téllez-Girón, iii conde de la Puebla de Montalbán, Gobernador y capitán general de Galicia, virrey de Sicilia, presidente del Consejo de Órdenes y del Consejo de Indias, miembro del Consejo de Estado.
- María de las Nieves Téllez-Girón y Sandoval, casó con Luis Francisco de la Cerda y Aragón, ix duque de Medinaceli. Sin sucesión.

Casó en segundas nupcias en 1672 con Ana Antonia de Benavides Carrillo y Toledo (Milán 1653-Madrid 1707), vi marquesa de Frómista, marquesa de Caracena y condesa de Pinto. Hija de Luis Francisco de Benavides Carrillo y Toledo, y de Catalina Ponce de León, v marqueses de Frómista. Fueron padres de:
- Francisco Téllez-Girón y Benavides, vi duque de Osuna (1678-1716).
- Manuela Téllez-Girón y Benavides (1681-1737) contrajo matrimonio con José de la Cerda Manrique de Lara, iv marqués de La Laguna de Camero Viejo (1683-1728).
- Ana María Téllez-Girón y Benavides, casó con José Manuel Fernández de Velasco y Tovar, viii duque de Frías.
- José María Téllez-Girón y Benavides, sucedió a su hermano y fue el vii duque de Osuna (1685-1733). Casó con Francisca Bibiana Pérez de Guzmán y Mendoza, hija de los xii duques de Medina Sidonia.

### El VI duque de Osuna
Francisco María de Paula Téllez-Girón y Benavides (Madrid, 1678-París, 3 de abril de 1716), vi duque de Osuna, marqués de Peñafiel, conde de Ureña, caballero de Calatrava en 1694, notario mayor de Castilla, camarero mayor y copero mayor del rey, clavero mayor de la Orden de Calatrava y gentilhombre de la cámara del rey Carlos II con ejercicio. Tomó parte por Felipe de Borbón, duque de Anjou, en la guerra de sucesión española, y fue maestre de campo, general de los Reales Ejércitos, siendo nombrado capitán de la primera compañía española de guardia de Corps en 1704, capitán general del Mar Océano y Costas de Andalucía en 1706. En 1711 el rey Felipe V le nombró embajador extraordinario y plenipotenciario para el Tratado de Utrecht. Falleció en París el 3 de abril de 1716. Recuerdo de su estancia en Utrech es el libro Premier des magnifiques carosses de Monseigneur de le duc d'Ossuna, ambassadeur extraordinaire et premier plenipotentiaire de Sa Majesté Catholique Philippe: V. pour la paix faits pour l'entreé publique de son Excellence a Utrecht MDCCXIII., Amsterdam, Bernard Picart, 1714.
Casó en la madrileña parroquia de San Ginés en 1695 con María Remigia Fernández de Velasco y Tovar, vii marquesa de Berlanga, hija de los vii duques de Frías. Fueron padres de María Lucía Téllez-Girón y Velasco, que por la agnación rigurosa de la Casa de Osuna no heredó esta casa, sucediendo a su madre como viii marquesa de Berlanga. Casó María Lucía con su sobrino Francisco Javier Pacheco Téllez-Girón, vii duque de Uceda, v conde de la Puebla de Montalbán, vi marqués de Belmonte, y iii de Menas Albas, hijo de Manuel Gaspar Gómez de Sandoval y Téllez-Girón, y de Josefa de Toledo y Portugal, vi duques de Uceda, nieto de Juan Francisco Pacheco Tellez-Girón, iii conde de la Puebla de Montalbán, y de Isabel María Gómez de Sandoval y Girón, v duquesa de Uceda). Fueron padres de: María Vicenta Pacheco y Téllez-Girón que casó con Pedro Zoilo Téllez-Girón y Pérez de Guzmán, viii duque de Osuna (1728-1787); María de la Portería Pacheco y Téllez-Girón, que casó con Antonio de Benavides y de la Cueva, ii duque de Santisteban del Puerto; y de Andrés Pacheco y Téllez-Girón, viii duque de Uceda, que casó en la iglesia de San Ginés de Madrid en 1748 con María de la Portería Fernández de Velasco, viii condesa de Peñaranda de Bracamonte, hija de los xi duques de Frías.

### El VII duque de Osuna
José María Téllez-Girón y Benavides, vii duque de Osuna (1685-Madrid, 18 de marzo de 1733), xi conde de Ureña, vii marqués de Peñafiel. Nació en Madrid el 25 de mayo de 1685, notario mayor de Castilla, camarero mayor del rey, coronel del Regimiento de Reales Guardias de Infantería Española y su director general, teniente general de los Reales Ejércitos, capitán de la Primera Compañía Española de Reales Guardias de Corps del rey Felipe V, gentilhombre de Cámara. En 1721 fue nombrado por el rey Felipe V embajador extraordinario en Francia, para representar a su hijo Luis, príncipe de Asturias para su matrimonio con la princesa Isabel de Orleans y Borbón, siendo nombrado caballero de la Orden del Santo Espíritu y mariscal de Castilla. Casó el duque el 21 de septiembre de 1721 con Francisca Bibiana Pérez de Guzmán el Bueno y Mendoza, hija de los xii duques de Medina Sidonia, Manuel Alonso Pérez de Guzmán el Bueno y Pimentel, y Luisa de Silva Mendoza y Méndez de Haro (hija de los ix duques del Infantado y v de Pastrana). Fueron padres de Pedro Zoilo Téllez Girón Y Pérez de Guzmán, que les sucederá siendo viii duque de Osuna, y de María Faustina Téllez Girón y Pérez de Guzmán, que casó con Francisco Alonso-Pimentel y Borja, conde-duque de Benavente.

### El VIII duque de Osuna
Pedro Zoilo Téllez-Girón y Pérez de Guzmán, viii duque de Osuna (1728-1787), marqués de Peñafiel, conde de Ureña, señor de Morón, Archidona, Arahal, Olvera, Ortegicar, Cazalla de la Sierra, Tiedra, Gumiel de Izán y Briones. Nació en Madrid el 27 de junio de 1728, siendo hijo de José María Téllez-Girón y Benavides, y de Francisca Pérez de Guzmán y Mendoza, vii duques de Osuna. Notario mayor de Castilla, camarero mayor del rey, coronel del Regimiento de Reales Guardias de Infantería Española, y su director general, teniente general de los Reales Ejércitos, capitán de la Compañía de Guardias Alabarderos, gentilhombre de cámara de Fernando VI, y de Carlos III con ejercicio, consejero del Consejo de Guerra, embajador extraordinario en Alemania, y en las cortes de Nápoles, Parma y Turín, caballero de la Orden del Toisón de Oro en 1780, Gran Cruz de Carlos III. Falleció en Madrid el 1 de abril de 1787.
Casó el 28 de febrero de 1753 con su sobrina María Vicenta Pacheco Téllez-Girón (28 de julio de 1735–?), hija de Francisco Javier Pacheco Téllez-Girón y Portugal, vii duque de Uceda, y de María Lucía Téllez-Girón y Fernández de Velasco, viii marquesa de Berlanga. Padres de José María de la Concepción Téllez-Girón y Pacheco, que falleció sin sucesión antes que su padre, y de Pedro Téllez-Girón y Pacheco.

### Los IX duques de Osuna y Goya

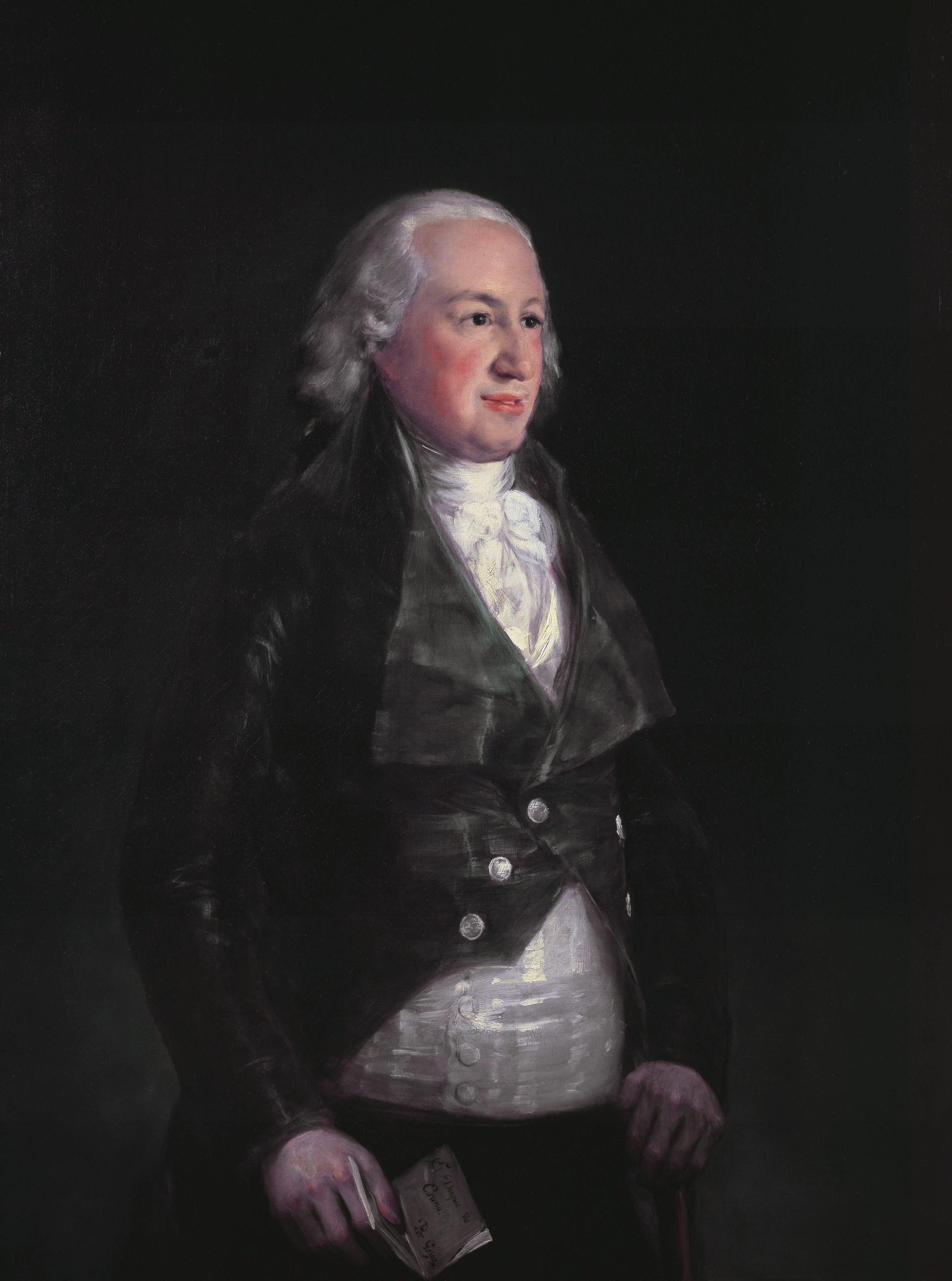
Pedro Téllez-Girón y Pacheco, ix duque de Osuna. Francisco de Goya 1798. Colección Frick. Nueva York

Pedro de Alcántara Téllez-Girón y Pacheco ix duque de Osuna (Madrid, 8 de agosto de 1755-7 de enero de 1807), x marqués de Peñafiel, xiii conde de Ureña, conde de Fontanar, señor de las villas de Morón de la Frontera, Archidona, Arahal, Olvera, Ortegicar, La Puebla de Cazalla, Tiedra, Gumiel de Izán y Briones.
Siguiendo la tradición de su padre y de su abuelo, fue educado desde muy joven en la carrera militar, ingresando en el Regimiento de Reales Guardias Españolas.
Grande de España de primera clase, camarero mayor del rey, notario mayor de los reinos de Castilla, coronel del regimiento de América, mariscal de campo en 1789, teniente general en 1791, consejero de Estado en 1795, coronel del Regimiento de Reales Guardias Españoles y su director general, miembro del Supremo Consejo de la Guerra, embajador extraordinario en Viena, miembro de la Real Academia Española en 1787 y académico de número en 1790, gentilhombre de cámara con ejercicio de los reyes Carlos III y de Carlos IV, caballero del Toisón de Oro en 1794, Gran Cruz de la Orden de Carlos III.
Casó el 29 de diciembre de 1771 en Madrid con su prima hermana María Josefa Pimentel y Téllez-Girón, (Madrid, 26 de noviembre de 1750–5 de octubre de 1834), hija de los xiv conde-duques de Benavente, Francisco Alfonso-Pimentel y Borja, y María Faustina Téllez-Girón y Pérez de Guzmán. Hija única, heredó a sus padres siendo xv condesa y xii duquesa de Benavente, xii duquesa de Arcos, xiii duquesa de Béjar, xiv duquesa de Gandía, duquesa de Medina de Rioseco, de Plasencia, de Mandas y Villanueva, marquesa de Gibraleón, de Jabalquinto, de Zahara, de Lombay, condesa de Bailén, de Mayorga, Mayalde, de Bañares, de Belalcázar, de Casares, de Oliva, de Osilo, de Coquinas, vizcondesa de Puebla de Alcocer, como heredera de las casas de Pimentel, Ponce de León, Zúñiga, Borja, y Enríquez. También ostentó varios títulos en Cerdeña como descendiente de la Casa de Centelles, siendo princesa de Anglona, duquesa de Monteagudo, marquesa de Marguiní y condesa de Coguinas. Siendo princesa de Esquilache y marquesa de Terranova en Italia, Dama de la Real Orden de Damas Nobles de la Reina María Luisa en 1792 y la descendiente más directa de San Francisco de Borja, iv duque de Gandia, y a través de este del Papa Alejandro VI (Rodrio de Borja, italianizado el apellido como Borgia), padre entre otros de Juan de Borja, ii duque de Gandía (1474–1497), y de los célebres César Borgia (1475–1507) y Lucrecia Borgia (1480–1519).

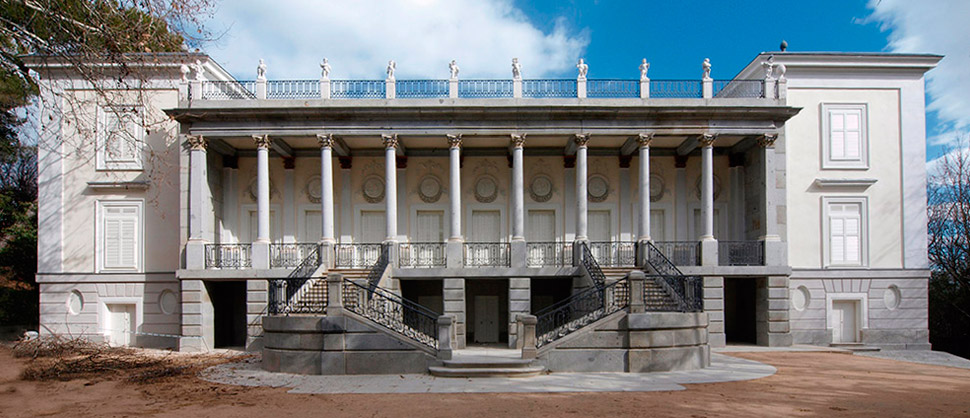
El Capricho, palacete de recreo de los ix duques de Osuna, en el barrio madrileño de la Alameda de Osuna.

El matrimonio de los ix duques de Osuna alternó su residencia en Madrid entre sus palacios de la cuesta de la Vega y la calle Leganitos. La duquesa construyó en las afueras de Madrid el parque de El Capricho, en parte de su gran finca, la Alameda de Osuna. Sus casas eran frecuentadas por intelectuales y artistas como Goya, Tomas de Iriarte y Moratín, y por los más importantes músicos españoles de la época, como Luis Misón, José Lidón, Luigi Boccherini, Manuel García o Mariano Rodríguez de Ledesma, ya que la duquesa era una gran aficionada a la música que realizó un contrato privado a Joseph Haydn, a través de Tomás de Iriarte, para que le enviara anualmente un número determinado de obras.
Fueron los principales clientes particulares del genial pintor Francisco de Goya y Lucientes, encargándole retratos de familia, y asuntos de campo y brujas, para decorar su palacete de la Alameda de Osuna, reuniendo más de 22 obras. Así en 1785 le encargaron el retrato de la duquesa, que hoy en día se conserva en la colección March. En 1788 le encargaron el retrato de familia, en el que acompañan a los IX duques de Osuna, sus cuatro hijos mayores, por donación de sus descendientes se puede contemplar en el Museo del Prado. En 1798 encargaron un retrato del duque, que hoy se conserva en la Frick Collection de Nueva York. Para el palacete del Capricho pintó Goya seis cuadros con asuntos de campo, El columpio, La cucaña, La caída, El asalto del coche, La procesión de aldea y El apartado de toros Asuntos de campo pintados por Goya para la Alameda de Osuna. Otros seis pintó con asuntos de brujas, El aquelarre y El conjuro, actualmente en el Museo Lázaro Galdiano, El vuelo de brujas, Museo del Prado, La cocina de los brujos, El hechizado por la fuerza, National Gallery de Londres, y El convidado de piedra. En 1798 encargaron el retrato de su amigo, el general José de Urrutia y de las Casas, que está en el Prado, y dos retratos de los reyes en paradero desconocido. En 1799 compraron a Goya la célebre Pradera de San Isidro, La gallina ciega y La ermita de San Isidro, pintadas en 1788, y actualmente en el Prado. En 1816 encargaron un retrato de su hijo primogénito, el x duque de Osuna, que se conserva en el Museo Bonnat de Bayona. Sin incluir los dos cuadros que encargaron para su capilla de la catedral de Valencia sobre la vida de San Francisco de Borja antepasado de la duquesa. Aparte de los retratos de sus hijas Joaquina Tellez-Girón y Pimentel, marquesa de Santa Cruz por matrimonio, y el de su hija menor Manuela Isidra Telléz-Girón y Pimentel, duquesa de Abrantes por matrimonio, ambas obras se conservan en el Museo del Prado.

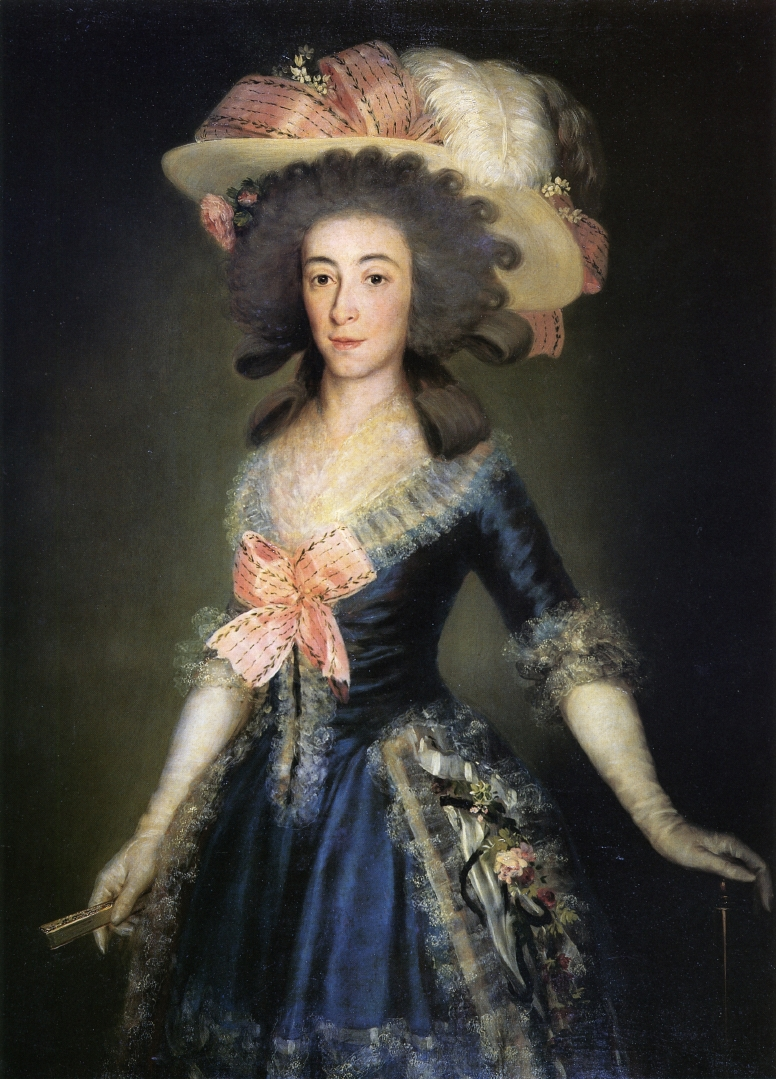
Josefa Pimentel y Téllez-Girón, condesa duquesa de Benavente, IX duquesa de Osuna, Goya 1785

En 1798 el ix duque de Osuna fue nombrado embajador extraordinario en Viena, cuando viajaba con su familia para el destino estando en París, recibió la noticia de que la embajada quedaba anulada debiendo realizar otro servicio, de regreso a España fue nombrado Coronel de la Guardia española.
El duque fue miembro de la Real Sociedad Económica Matritense de Amigos del País, una sociedad de carácter benéfico cultural sin ánimo de lucro fundada por Carlos III, siendo su director en 1775. Su esposa la condesa duquesa de Benavente junto con otras damas como María Isidra de Guzmán y de la Cerda, la primera mujer en doctorarse en España, intentaron entrar en esta institución consiguiendo que el rey Carlos III, crease la Junta de Damas de Honor y Mérito, una sección dentro de la Real Sociedad Matritense de Amigos del País que permitía la salida al espacio público de las mujeres. La condesa duquesa de Benavente fue la primera Presidenta de la Junta de Damas el 24 de enero de 1786. En 1787 su unieron la condesa de Fernán Nuñez, la duquesa de Almodóvar, la condesa de Montijo entre otras. Repetiría en el cargo como directora de la junta entre 1787-1790, 1801-1811 y 1814-1817. Tutelaban unas escuelas destinadas a dar un oficio a mujeres sin recursos, como la escuela de Bordados y la escuela de Flores Artificiales, gestionaron la Real Inclusa, consiguiendo reducir la mortalidad del 87 % al 34 %. Con intención de erradicar el analfabetismo entre la población femenina desarrollaron la Enseñanza Mutua, donde se suplía la falta de maestros mediante la enseñanza de la alumnas más avanzadas a las alumnas más pequeñas. Fueron padres de:
- Josefa Tellez-Girón y Pimentel (Barcelona 1783-1817), marquesa de Marchini, casó con Joaquín María Gayoso de los Cobos y Sarmiento, xii marqués de Camarasa.
- Joaquina Tellez-Girón y Pimentel (1784-1851), condesa de Osilo casó con José Gabriel de Silva-Bazán Waldstein, xi marqués de Santa Cruz.
- Francisco de Borja Tellez-Girón y Pimentel (1785-1820), x duque de Osuna, casó con María Francisca de Beaufort y Toledo, condesa de Beaufort-Spontin.
- Pedro de Alcántara Tellez-Girón y Pimentel (1786-1851),Teniente General, príncipe de Anglona y marqués de Jabalquinto, grande de España en 1820, casó con María del Rosario Fernández de Santillán y Valdivia.
- Manuela Tellez-Girón y Pimentel (1794-1838), condesa de Coquinas, casó con Ángel María de Carvajal y Fernández de Córdoba, viii duque de Abrantes.[46]

#### El palacio madrileño de los duques de Osuna en Leganitos
Los duques de Osuna tuvieron su palacio en Madrid donde esta la actual plaza de España, entre la calle de Leganitos y la calle de la Princesa, entre las antiguas plazoletas de Leganitos y la plazoleta de los Afligidos, en una zona comprendida entre el Palacio Real y el Palacio de Liria.La historia de este palacio desaparecido en el siglo XIX comenzaba en el XVII, En 1620 existía ya el Oratorio de los duques de Osuna junto a sus casas principales, y el 30 de agosto de 1629 compraron una casa y sus terrenos agregados en la calle Alta de Leganitos para ampliar su residencia. Los Osuna levantaron en esta parte de Madrid su palacio para su residencia en la Corte, instalándose posteriormente en un terreno próximo a ellos el Príncipe Francisco Pío de Saboya, conde de Castel Rodrigo, que erigió su palacio haciendo ángulo con la fachada principal del de Osuna.
El palacio constaba de un edificio rectangular con dos patios, con una fachada principal a la calle, llamada en aquella época calle del Duque de Osuna, no la actual calle Duque de Osuna que está entre la calle Princesa y la calle de San Bernardo. La fachada posterior del palacio daba a un jardín cuadrado limitado por algunas edificaciones que formaban parte del palacio, entre las que hay que destacar el teatro o coliseo particular, donde los Osuna organizaban los conciertos de música o representaciones de teatro a las que eran tan aficionados. Detrás de este jardín cuadrado estaba el gran jardín dispuesto al estilo italiano.En 1721 visitó el palacio el duque de Saint-Simon, embajador de Francia, que en sus memorias recogió: «La superbe maison de duc et de la duchesse d'Ossone, magnifiquement mueblé».
En 1746 el palacio fue elegido por la reina Isabel de Farnesio para instalar su residencia provisional tras fallecer su marido el rey Felipe V, y subir al trono su hijastro Fernando VI. Los duques de Osuna pasaron a residir en otro edificio en Madrid, y recuperaron su palacio de Leganitos en 1747. En 1799 los ix duques de Osuna pidieron al arquitecto francés Mandar un nuevo proyecto para embellecer su palacio, este proyectó añadir una -cour d'honneur- a la fachada principal al más puro estilo francés, diseñando también varias edificaciones para los jardines, pero tras la muerte del duque en 1807, y la invasión francesa en 1808 nunca se llevarían a cabo. El 25 de agosto de 1844 falleció en este palacio el xi duque de Osuna, Pedro de Alcántara Téllez-Girón y Beaufort-Spontin. Su hermano Mariano el xii duque se instaló en el Palacio de los Infantado en las Vistillas.

#### Castillos y palacios de la condesa duquesa de Benavente, IX duquesa de Osuna
Josefa Alonso Pimentel y Téllez-Girón, condesa duquesa de Benavente, al casarse con su primo el ix duque de Osuna aporto varios palacios y castillos, como señora de la Casa de Pimentel, conde duques de Benavente, el castillo de Benavente, el castillo de Puebla de Sanabria en Zamora, y el castillo de Portillo en Valladolid. Como señora de la casa de Arcos, los Ponce de León, destacar el castillo de Arcos de la Frontera, el palacio que tenían en Marchena, cuya portada se conserva en los jardines de los Reales Alcazares de Sevilla, y el Castillo de Rota en Cádiz. Como señora de la casa de Benavides el Palacio de Jabalquinto en Baeza y el de la calle de Segovia en Madrid, que heredó su hijo el ii príncipe de Anglona, pasando a ser denominado palacio del Príncipe de Anglona. Como señora de la Casa de Borja, el Palacio Ducal de Gandía, el palacio de los Borja en Valencia, y el castillo de Oliva. Como señora de la Casa de Zúñiga, duques de Béjar, el castillo palacio de Béjar, y su cercana finca de recreo y caza llamada El Bosque, en Salamanca.

### El X duque de Osuna

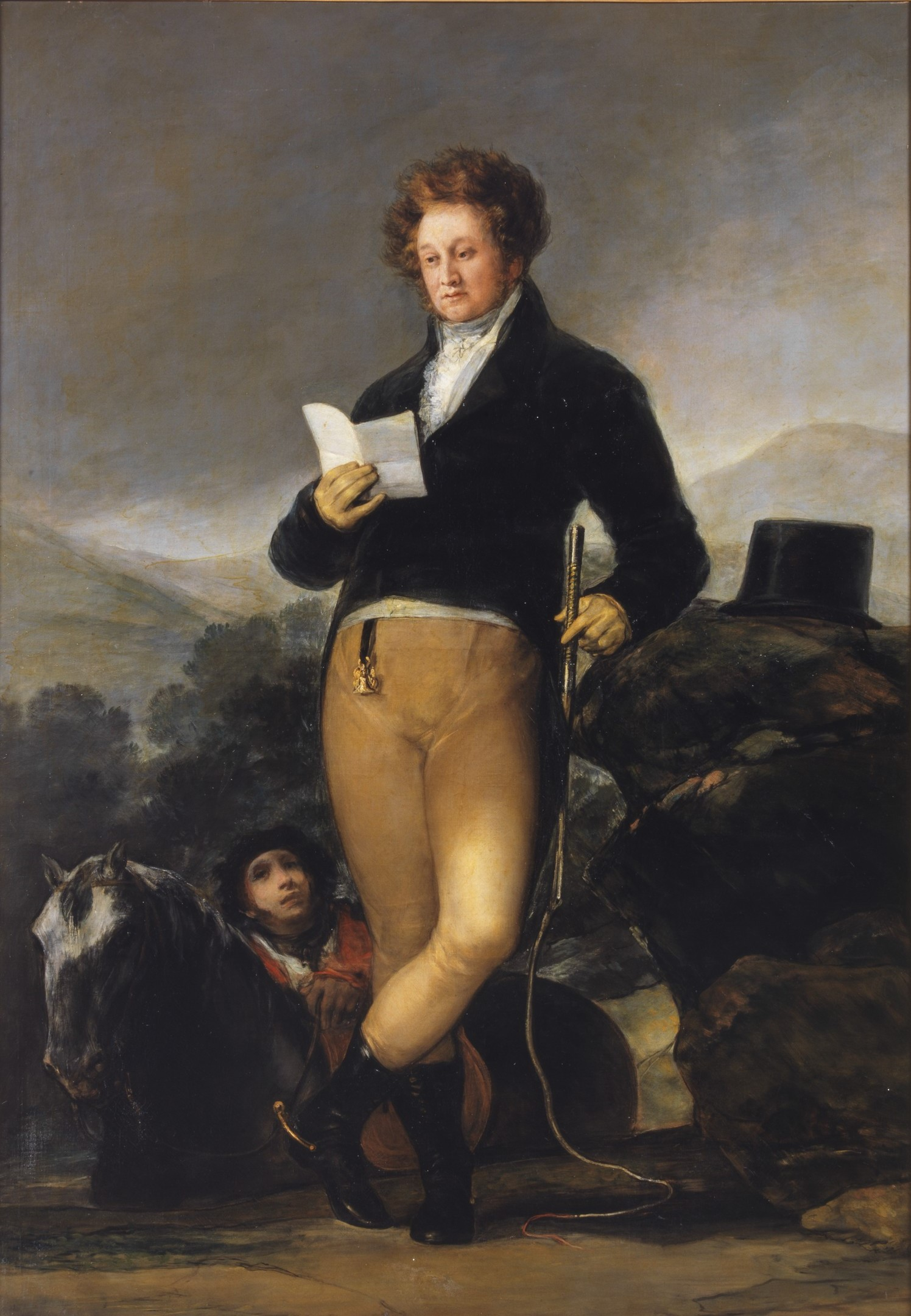
El x duque de Osuna por Francisco de Goya, 1816 en el Museo Bonnat, Bayona

Francisco de Borja Téllez-Girón y Pimentel, x duque de Osuna (Madrid, 1786-Pozuelo de Alarcón, 1820), xiv conde de Ureña, conde de Fontanar, conde de Mayorga y de Belalcázar, marqués de Peñafiel, de Lombay y de Zahara y duque de Monteagudo en Cerdeña. Bautizado en Madrid el 6 de octubre de 1785, fue notario mayor de Castilla, camarero mayor del rey y caballero de la Orden de Calatrava en 1796, primer teniente del Regimiento de Reales Guardias de Infantería Española, teniente coronel del Regimiento de Voluntarios de la Corona, caballero de la Orden de Calatrava desde 1796. Fue miembro de la Real Academia Española, y Gran Cruz de Carlos III.
Se casó el 12 de marzo de 1802 en Madrid con María Francisca Beaufort y Toledo, condesa de Beaufort y del Santo Imperio Romano (París, 1785-Madrid, 1830), hija de Federico Augusto Alejandro de Beaufort-Spontin, duque de Beaufort-Spontin, marqués de Florennes, conde de Beauraing, chambelán del emperador de Alemania. Su madre fue María de los Dolores Leopolda de Toledo y Salm Salm, y sus abuelos maternos Pedro de Alcántara Álvarez de Toledo y Silva, y Maria Ana de Salm-Salm, xii duques del Infantado, Pastrana, y Francavilla. Fue su tío materno el xiii duque del Infantado, Pedro de Alcántara de Toledo y Salm Salm, ministro de Estado y presidente del Gobierno (1824-1826). Falleció el x duque en Pozuelo de Alarcón el 21 de mayo de 1820.
Fueron padres de Pedro de Alcántara Téllez-Girón y Beaufort xi duque de Osuna (Cádiz, 1810-Madrid, 1844), y de Mariano Téllez-Girón y Beaufort xii duque de Osuna (Madrid, 1814-Bauraing, 1882).

### El XI duque de Osuna y la Casa del Infantado

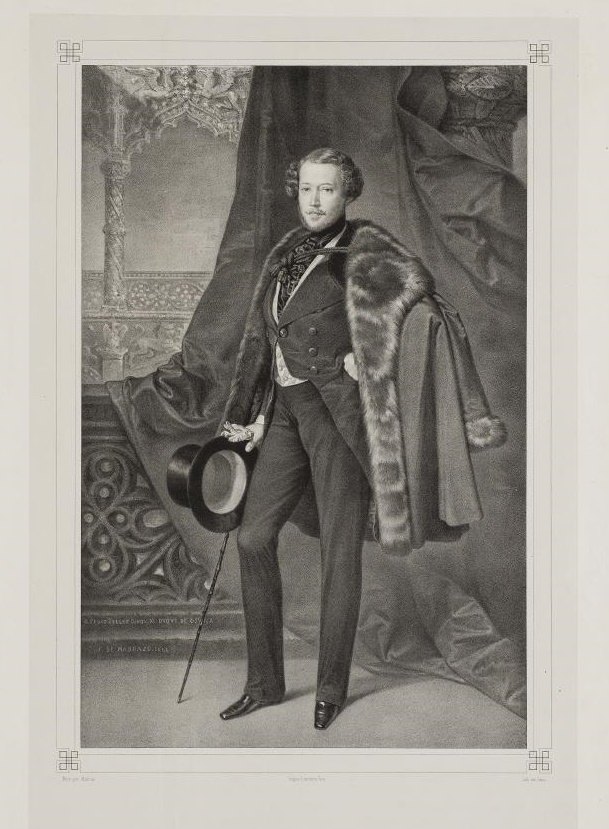
xi duque de Osuna y xiv del Infantado, en el palacio del Infantado de Guadalajara por Gaspar Sensi según retrato de Federico de Madrazo, 1844

Pedro de Alcántara Téllez-Girón y Beaufort Spontin, xi duque de Osuna (10 de septiembre de 1810-29 de septiembre de 1844) conde de Ureña, marqués de Peñafiel, notario mayor de Castilla, camarero mayor del rey, al suceder en la Casa de Osuna a su padre el 21 de mayo de 1820. Nació en Cádiz el 10 de septiembre de 1810, donde se encontraba refugiada la familia por la invasión napoleónica. En 1834 sucedió a su abuela paterna Josefa Pimentel, siendo xvi conde y xiii duque de Benavente, y cabeza de las casas de Arcos, Béjar, Mandas, y agregadas. En el parque de El Capricho mandó erigir una exedra en recuerdo de su abuela la condesa duquesa de Benavente, creadora del jardín. El xi duque de Osuna fue maestrante de Sevilla en 1827, caballero de Calatrava en 1840, Gran Cruz y Collar de la Orden de Carlos III, caballero de la legión de Honor, gentilhombre de cámaradel rey y prócer del Reino de 1834 a 1836. En 1834 la reina gobernadora lo nombró teniente coronel de las Milicias de Caballería. Fue presidente del Liceo Artístico y Literario de Madrid, siendo primer presidente de la Sociedad de Fomento de la Cría Caballar.
En 1841 falleció su tío abuelo Pedro de Alcántara Álvarez de Toledo y Salm-Salm, xiii duque del Infantado y de Pastrana, hermano de su abuela María de los Dolores Leopolda de Toledo Salm Salm Silva y Mendoza, sucediéndole como xiv duque del Infantado, XI duque de Lerma, xv marqués de Santillana, conde de Távara y Ampudia entre otros títulos. Heredó también diversos bienes de los Infantado como el palacio de las Vistillas en Madrid, y antiguos retratos de los Mendoza y los Silva destacando el de su antepasada la célebre Princesa de Éboli y el del v duque de Pastrana, Gregorio de Silva y Mendoza, obra pintada por Juan Carreño de Miranda en 1679, que hoy se puede admirar en el Museo del Prado.
El xi duque de Osuna falleció sin sucesión a los 33 años, tras sentirse indispuesto en su finca la Alameda de Osuna fue trasladado al palacio familiar de la calle Leganitos de Madrid donde falleció el 25 de agosto de 1844.

### El XII duque de Osuna yxvdel Infantado

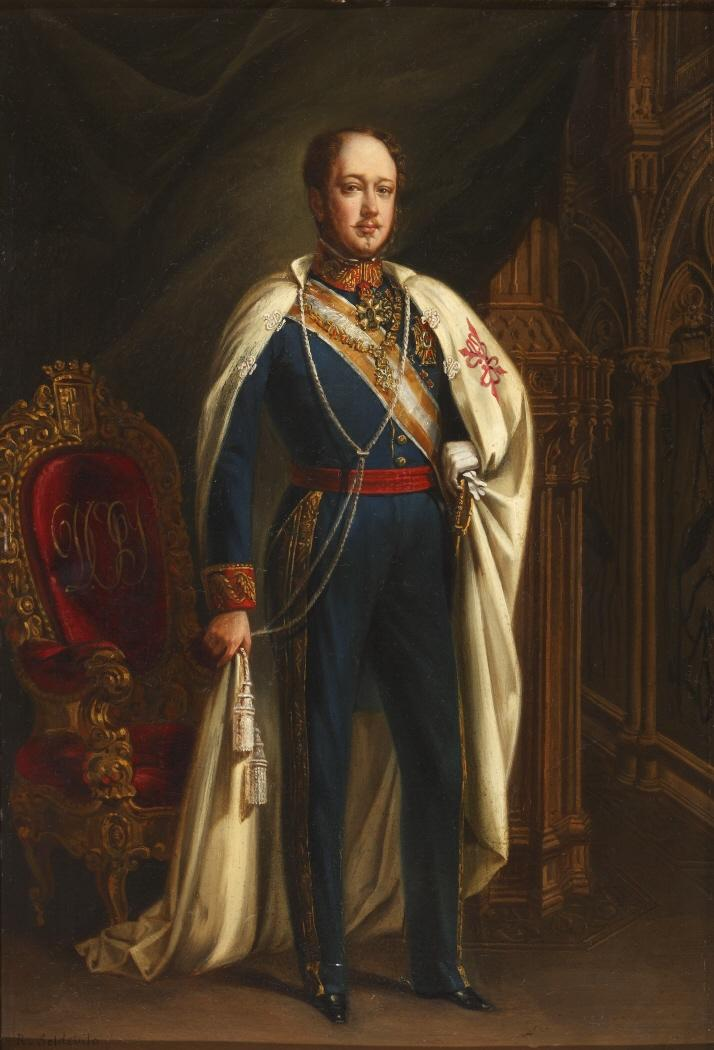
Mariano Téllez-Girón y Beaufort Spontin, XII duque de Osuna.

Mariano Téllez-Girón y Beaufort Spontin (Madrid el 19 de julio de 1814-castillo de Beuraing, Bélgica, 1882), xii duque de Osuna,  marqués de Terranova, y tras la muerte prematura de su hermano Pedro de Alcántara Téllez-Girón y Beaufort Spontin, en Madrid en 1844, heredó de este la Casa de Osuna, y las que habían pertenecido a su abuela materna Josefa Alonso Pimentel, heredando los títulos y bienes de los conde duques de Benavente, de los duques de Arcos, Gandia y Medina de Rioseco. Al igual que su hermano, y a través de su madre María Francisca Baeufort y Toledo, heredó la Casa de los Mendoza y los Silva, como sucesor de su tío abuelo Pedro de Alcántara Álvarez de Toledo Silva Mendoza y Salm Salm, fallecido en 1841, con los bienes y títulos de duque del Infantado, de Pastrana, de Lerma, de Estremera y sus anexas, siendo también príncipe de Éboli y Melito en Italia. Se convirtió en el grande de España con mayor acumulación de títulos nobiliarios de su época, y también el mayor terrateniente de España.
Heredó una de las más importantes colecciones de arte privado de España de su época, destacando 26 obras de Francisco de Goya, de Carreño, Pantoja, Van Dyck, Rubens y Madrazo. También heredó palacios en Madrid como el de Leganitos que le llegaba por los Osuna, el de Las Vistillas, que le llegaba por los Infantado, el parque El Capricho, que creó su abuela la condesa duquesa de Benavente, y una gran cantidad de castillos, palacios y fincas por toda España.

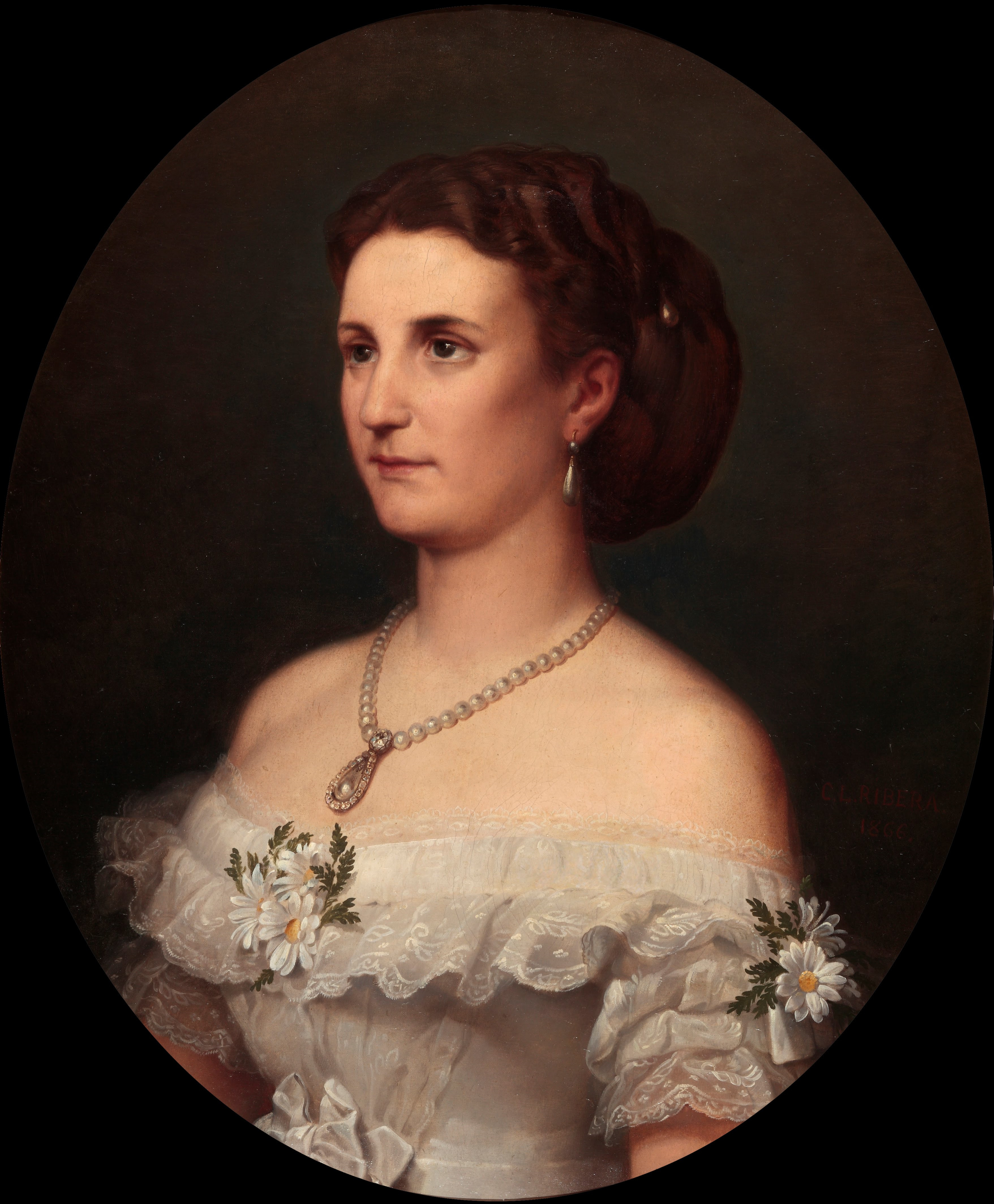
Leonor Salm Salm, duquesa consorte de Osuna, por Carlos Luis de Ribera 1866. Museo del Romanticismo

Militar y diplomático, restauró en Beuraing el castillo heredado de su madre donde pasó gran parte de su vida. El 16 de enero de 1838 asistió en Londres a las fiestas de la coronación de la reina Victoria de Inglaterra, formando parte de la delegación española. En 1853 fue testigo de Eugenia de Montijo en su boda con Napoleón III, emperador de Francia. A partir de 1856 asistió como representante del Reino de España en la corte del zar Alejandro II, siendo posteriormente nombrado embajador de España en Rusia cargó de desempeñó hasta 1868. Su elevado ritmo de vida en el extranjero le llevó a pedir un empréstito al banquero Estanislao Urquijo, emitiendo obligaciones hipotecarias con el respaldo de sus propiedades en España. Casó el 4 de abril de 1866 en Weisbaden (Alemania) con su prima María Leonor de Salm-Salm, princesa de Salm-Salm y del Santo Imperio Romano, careciendo de sucesión. 
El 21 de julio de 1878, el xii duque de Osuna y xv del Infantado, realizó una venta-donación del palacio del Infantado de Guadalajara al Ministerio de la Guerra, con el fin de instalar en el palacio un Colegio de Huérfanos de la Guerra.
El 2 de junio de 1882 falleció en su castillo de Beuraing, Bélgica, el xii duque de Osuna, Mariano Telléz-Girón y Beaufort. En su testamento dejó heredera de sus bienes a su esposa la princesa Leonor Salm-Salm. Los bienes del xii duque de Osuna en España estaban hipotecados y en 1896 se sacaron en pública almoneda en Madrid las obras de arte de la casa Osuna. Sus familiares directos compraron el cuadro que pintó Goya de la familia de los ix duques de Osuna, donándolo al Museo del Prado, con la condición que en el marco llevase un cartel con el nombre de los donatarios. El Museo del Prado recibió el cuadro en 1897, siendo el representante de la familia encargado de hacer la entrega el iv duque de Tamames.
En la Almoneda que se realizó en Madrid en 1896 de la Casa de Osuna salieron a la venta 26 obras de Goya. La duquesa viuda heredó los bienes del extranjero y el castillo de Beuraing que sufrió un incendio poco después.

#### 1882 se separan las casas de Osuna y del Infantado
En 1882 al fallecer Mariano Téllez Girón y Beaufort, Pimentel y Toledo, xii duque de Osuna, sin descendencia, la Casa de Osuna de los Téllez Girón y la de Benavente de los Pimentel, con las de Arcos, Gandía, Béjar, Plasencia, y Medina de Rioseco, y sus títulos agregados, heredadas a través de su padre el x duque de Osuna, y de su abuela paterna la xv condesa-duquesa de Benavente, pasaron en su mayor parte a los descendientes de su tío el Príncipe de Anglona, Pedro de Alcántara Téllez-Girón y Pimentel fallecido en 1851. Así su primo hermano Pedro de Alcántara Telléz-Girón Fernández de Santillán y Pimentel, Príncipe de Anglona y marqués de Jabalquinto, sucedió como xiii duque de Osuna, conde-duque de Benavente y duque de Gandía. 
Al haber fallecido en 1871 su primo hermano Tirso Téllez-Girón Fernández de Santillán y Pimentel, (casado con Bernardina Fernández de Velasco, x duquesa de Uceda), sucedieron sus hijos en varios títulos, su hija María del Rosario Téllez-Girón y Fernández de Velasco sucedió como xvi duquesa de Béjar, xv marquesa de Gibraleón, de Melgar, de Oliva, siendo vizcondesa de Puebla de Alcocer; su hija Piedad Téllez Girón y Fernández de Velasco sucedió como xvii duquesa de Medina de Rioseco; y sus nietos Luis María y Mariano Téllez-Girón Fernández de Córdoba, sucedieron como xiv y xv duques de Osuna (Hijos de Francisco de Borja Téllez-Girón y Fernández de Velasco). Por su parte los descendientes de María Josefa Telléz Girón y Pimentel (casada con Joaquín Gayoso de los Cobos, marqués de Camarasa), tía paterna del xii duque de Osuna, pleitearon con distintos pretendientes y obtuvieron los títulos de duques de Arcos, Plasencia, y Mandas.
En cambio la Casa del Infantado, que el xii duque de Osuna había heredado a través de su madre con las casas de Francavilla, Estremera, y sus títulos agregados pasaron a ser reclamadas judicialmente por diversos descendientes de los Mendoza. El sucesor en la Casa del Infantado fue Andrés Avelino de Arteaga y Silva, marqués de Valmediano, (hijo de Andrés Avelino de Arteaga Carvajal, marqués de Valmediano, y de Fernanda de Silva Téllez-Girón, Waldstein y Pimentel, prima hermana de Mariano Osuna) se amparaba su reclamación en que descendía de una hermana del v duque del Infantado, y que su familia llevaba cientos de años reclamando su mejor derecho a la sucesión de esta casa. Consiguió ser xvi duque del Infantado, xvii conde del Real de Manzanares, xvii marqués de Santillana, xiv marqués de Cea, xix conde de Saldaña.
Los títulos de duque de Pastrana, Estremera y Francavilla los ostentó Manuel de Toledo y Lasparre (1805-1886), hijo natural legitimado del xiii duque del Infantado, y al no tener sucesión pasaron a ser reclamados judicialmente por diversos descendientes de los Mendoza.

#### Escudo del XI y XII duque de Osuna y del Infantado
Escudo partido de seis: 1.º BENAVIDES (condado de Fontanar); 2.º partido de BORJA y GANDÍA (ducado de Gandía); 3.º cuartelado de ZÚÑIGA, GUZMÁN, MAZA Y LIZANA (ducado de Béjar); 4.º PONCE DE LEÓN (ducado de Arcos); 5.º ENRÍQUEZ (Ducado de Medina de Rioseco) y 6.º partido de seis con las armas de LA CERDA, ARAGÓN, TENORIO, LUNA, SANDÓVAL-ROJAS Y OSORIO y escusón en este cuartel partido de SILVA (ducado de Pastrana) y TOLEDO. Sobre el todo, escusón cuartelado:1.º TÉLLEZ-GIRÓN (ducado de Osuna); 2.º condado de Beaufort; 3.º PIMENTEL (ducado de Benavente) y 4.º MENDOZA (ducado del Infantado).
Acompañan al escudo el manto y corona ducal, con el timbre, a la derecha de un caballo blanco que es de los TÉLLEZ-GIRÓN, a la izquierda un buitre con el lema «Más vale volando», que es de los PIMENTEL, y en el centro un ángel de los ÁLVAREZ DE TOLEDO.

#### El palacio de las Vistillas
Mariano Téllez Girón se instaló en el palacio de las Vistillas que heredó de sus abuelos maternos, los duques del Infantado y Pastrana. Recibía el nombre de las vistillas, en alusión a las vistas que tenía por el desnivel divisando el río Manzanares y la Casa de Campo. La finca limitaba al este con el convento y la Basílica de San Francisco el Grande.

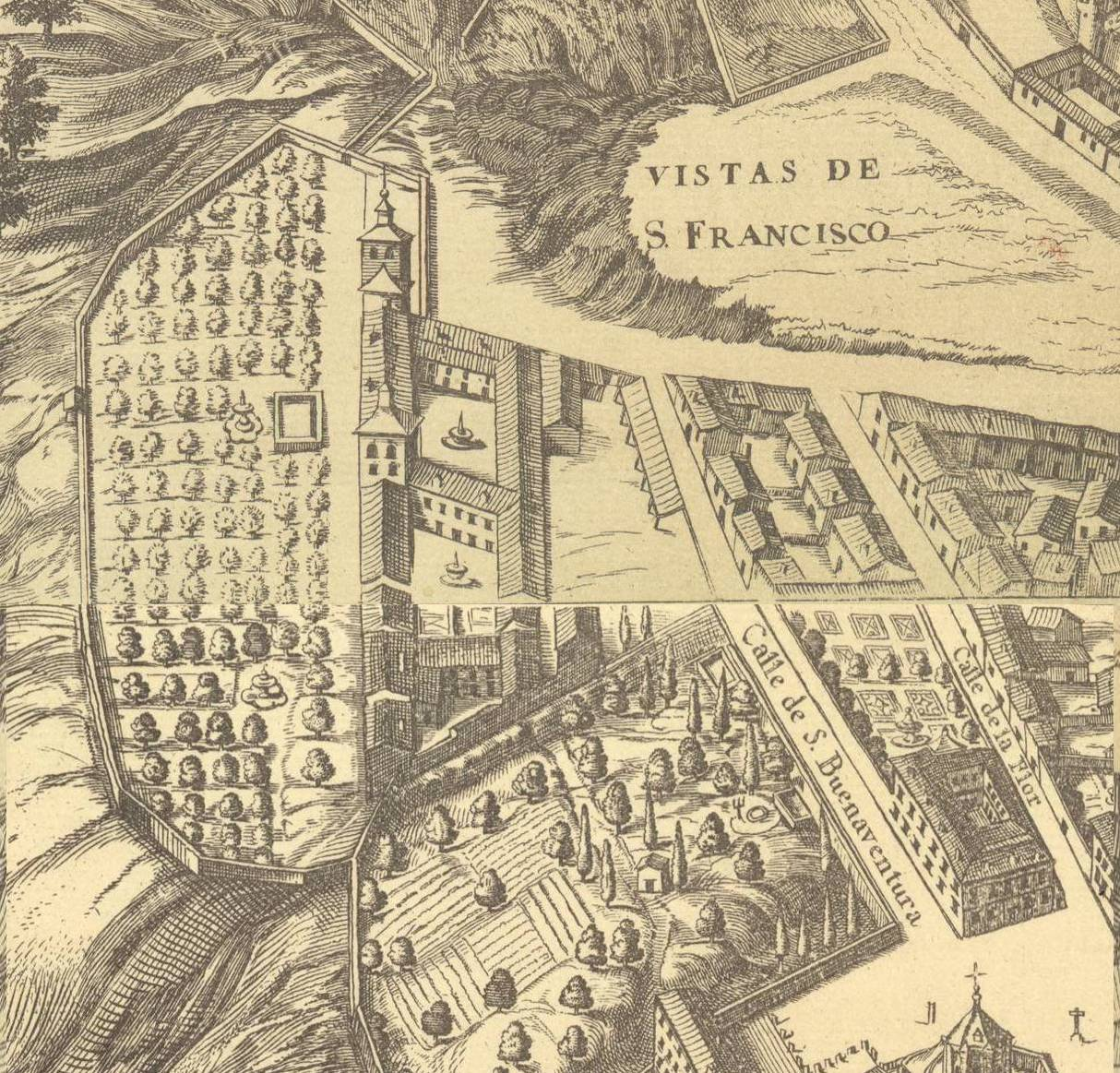
Palacio del duque de Osuna en las Vistillas. Plano de Pedro Teixera.

 Este gran palacio había sido construido por los duques de Pastrana en el siglo XVII, con dos torres, rematadas con tejados de pizarra.
Mariano mandó instalar en dos edificios adyacentes a su palacio de Las Vistillas, la Biblioteca y la Armería. La Biblioteca estuvo abierta al público. Contaba con 60.000 volúmenes dispuestos en 12 salas seguidas, forradas de librerías. Para atender la biblioteca el duque tenía un bibliotecario, destacando al sacerdote Miguél Salvá y Munar, que posteriormente fue bibliotecario de la Casa Real, y Obispo de Mallorca en 1851.
La Armería estaba dispuesta en otro edificio, y destacaba una gran sala en la que se mostraban 60 armaduras completas, de las distintas ramas de la familia, y una del emperador Carlos V.

### El XIII duque de Osuna
Pedro de Alcántara Téllez-Girón y Fernández Santillán, (Cádiz, 1812-Biarritz, 1900) sucedió como xiii duque de Osuna en 1882 al fallecer su primo hermano el xii duque de Osuna. Era hijo de Pedro de Alcántara Téllez-Girón y Pimentel (1787-1851), príncipe de Anglona, y x marqués de Javalquinto (el niño que aparece sentado sobre un cojín, en el retrato de los ix duques de Osuna y sus hijos), director del Museo del Prado 1820-1823, gobernador y capitán general de Cuba en 1840, teniente general de los Reales ejércitos, senador vitalicio, vicepresidente 1.º del Senado 1848-1851. Su madre, María del Rosario Fernández de Santillán y Valdivia, hija de los marqueses de la Motilla, de Valenciana, y condes de Casa-Alegre, fue dama de la reina dama noble de la Orden de la Reina María Luisa.
El xiii duque de Osuna fue gentilhombre de cámara con ejercicio y servidumbre de los reyes Isabel II, Alfonso XII y Alfonso XIII. Fue caballero de la Real Maestranza de Sevilla, senador del reino por derecho propio, Gran Cruz de Carlos III, y caballero de la Orden Militar de San Fernando por mérito de guerra. Casó con Julia Dominé y Desmasieres. Heredó de su padre el palacio de Anglona en Madrid y ciertos derechos de uso en el palacio de Jabalquinto en Baeza, donde heredó gran cantidad de propiedades. En Biarritz construyó un palacete al que llamó Jabalquinto, con un gran jardín y excelentes vistas a la playa de Biarritz, en cuya fachada luce el escudo de los Osuna. Tras su fallecimiento, este palacete fue comprado por el Ayuntamiento de Biarritz.
El xiii duque de Osuna sucedió a su padre como príncipe de Anglona y marqués de Javalquinto, y a su primo Mariano en la Casa de Osuna y en la de Benavente, que les llegaba por su abuela paterna Josefa Alonso Pimentel, siendo conde duque de Benavente, duque de Gandía, y sus casas agregadas.
Falleció en su palacete de Biarritz el 3 de septiembre de 1900. Su única hija María Dolores Téllez-Girón y Dominé falleció sin sucesión. La Casa de Osuna pasó a los nietos de su hermano Tirso, Luis María y Mariano Téllez-Girón Fernández de Córdoba y Fernández de Santillán, que sucedieron como xiv y xv duques de Osuna.

### El XV duque de Osuna

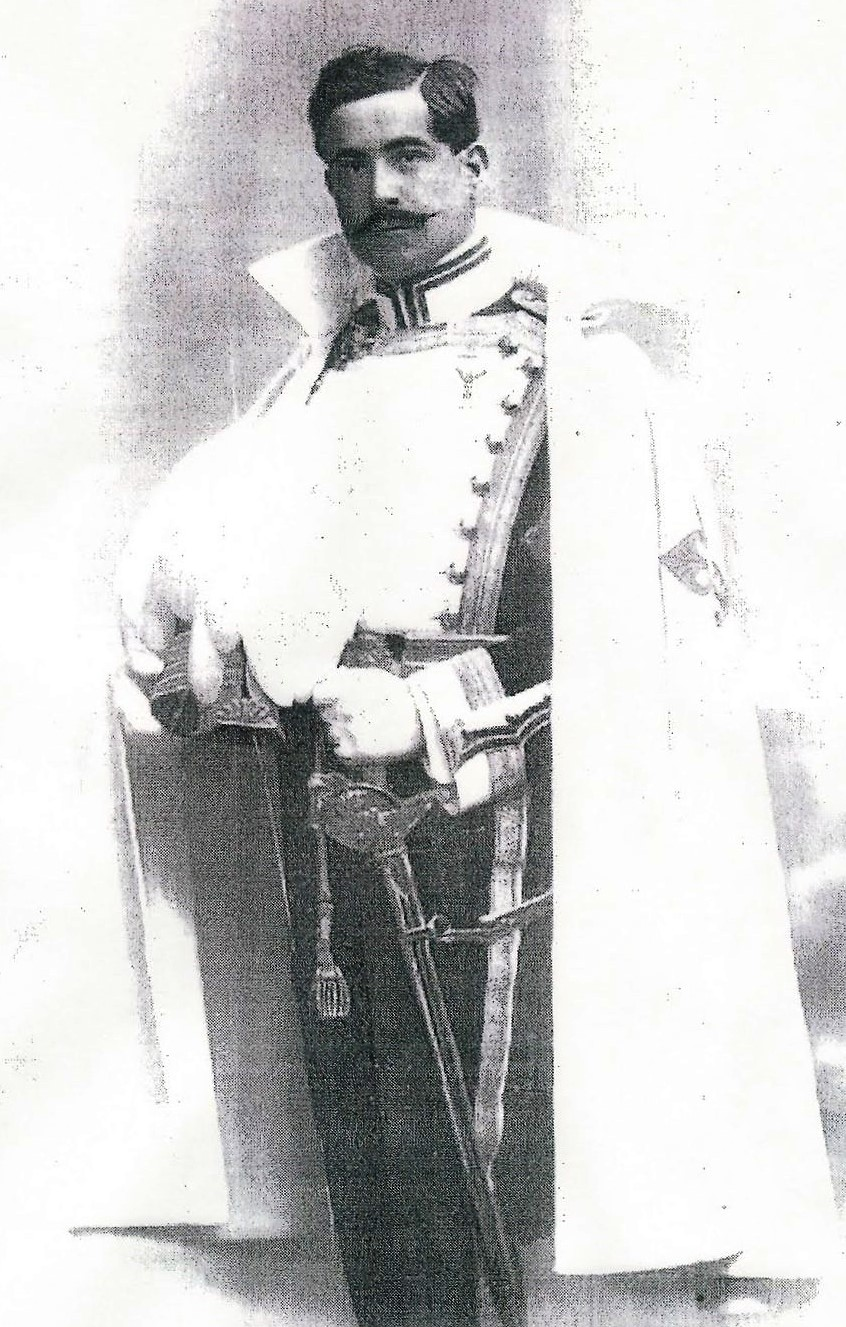
Mariano Téllez-Girón y Fernández de Córdoba, xv duque de Osuna, 1921 vistiendo el uniforme del Real Cuerpo de la Nobleza de Madrid.

Mariano Téllez-Girón y Fernández de Córdoba xv duque de Osuna,(Madrid, 9 de septiembre de 1887-San Sebastián, 3 de octubre de 1925), xiii duque de Uceda, xviii duque de Escalona, xxi conde de Alba de Liste, 4 veces grande de España, xvi marqués de Villena, xiii marqués de Belmonte, xix conde de Ureña, xiv conde de Pinto, xxvii señor de Espejo. Sucedió en la Casa de Osuna en 1909 al fallecer su hermano mayor Luis Téllez-Girón y Fernández de Córdoba (1870-1909), xiv duque de Osuna.
Fueron sus padres Francisco de Borja Téllez-Girón y Fernández de Velasco, (Madrid, 10 de octubre de 1839-8 de julio de 1897) y Ángela María de Constantinopla Fernández de Córdoba y Pérez de Barradas, (Madrid, 14 de agosto de 1849-15 de agosto de 1923), xi duques de Uceda, xvi duques de Escalona, xi marqueses de Belmonte, xv de Villena, xx condes de Alba de Liste, xi de Pinto, x de la Puebla de Montalbán. Herederos del palacio Uceda de la plaza Colón, en 1876 lo vendieron al marqués de Salamanca, comprándolo en 1878 su suegra Ángela María Pérez de Barradas, duquesa viuda de Medinaceli.
Fueron sus abuelos paternos Tirso María Téllez-Girón y Fernández de Santillán, Pimentel y Valdivia,(Madrid, 1817-1871) grande de España personal por concesión de Isabel II, y Bernardina Fernández de Velasco López-Pacheco y Roca de Togores, x duquesa de Uceda, hija del xiv duque de Frías. Los x duques de Uceda encargaron en 1864 un palacio para su residencia en la madrileña plaza de Colón que habitaron hasta su fallecimiento, conocido como palacio del Duque de Uceda. Este palacio puso de moda en Madrid el estilo francés, siendo su arquitecto el francés A. Delapore. Fueron sus abuelos maternos Luis Tomás Fernández de Córdoba y Figueroa, xv duque de Medinaceli, y Ángela María Pérez de Barradas y Bernuy, i duquesa de Denia y Tarifa, por concesión de Alfonso XII en 1882.
El xv duque de Osuna fue Gentilhombre de Cámara de Alfonso XIII, caballero de Santiago, Maestrante de la Real Maestranza de Sevilla, Caballero hijodalgo de la Nobleza de Madrid. Casó el 11 de noviembre de 1921 en Sevilla, con Petra María Duque de Estrada y Moreno de la Serna. Petra había nacido en el sevillano palacio de Villapanés el 9 de noviembre de 1900, siendo hija de Juan Antonio Duque de Estrada y Cabeza de Vaca, viii marqués de Villapanés, grande de España, V marqués de Torre Blanca de Aljarafe, viii marqués de Casa Estrada, y de María de la Consolación Moreno de la Serna y Zuleta, hija de los v condes de los Andes. Fueron padres de una única hija Ángela María de Constantinopla Téllez-Girón y Duque de Estrada, que nació en Pizarra, Málaga, el 6 de febrero de 1925. En octubre de ese mismo año falleció el duque tras una operación en San Sebastián. El xv duque de Osuna heredó de su madre el castillo de Espejo en la provincia de Córdoba, que esta había heredado de sus padres los duques de Medinaceli.
La xv duquesa viuda de Osuna, Uceda y Escalona falleció en el castillo de Espejo, Córdoba, el 26 de noviembre de 1985 a la edad de 85 años.

#### Hermanos del XV duque de Osuna
- Luis María de Constantinopla Téllez-Girón y Fernández de Córdoba, (Madrid 1870-1909) xiv duque de Osuna, xii de Uceda, xvi marqués de Villena y Jabalquinco, conde de Ureña. Gentilhombre de S. M., Doctor en Derecho civil y canónico.
- Ángela María Téllez-Girón y Fernández de Córdoba, (Madrid 1871) casada con Ricardo Martorell y Fivaller, v duque de Almenara Alta, fueron padres de Francisco de Borja Martorell y Téllez-Girón (1898-1940), vii duque de Almenara Alta, que al fallecer en 1925 su tío el xv duque de Osuna sucedió como xvii duque de Escalona, xviii marqués de Villena, y xxii conde de Alba de Liste. Casó con María Castillejo y Wall, su biznieto Francisco de Borja Soto Moreno-Santamaría y Martorell, actual duque de Escalona, y marqués de Villena, sucedió en 1999 como xix duque de Frías, y conde de Haro, al fallecer el anterior titular, José María Fernández de Velasco y Sforza.[78]
- María del Rosario Téllez-Girón y Fernández de Córdoba (Madrid 1872-1948), xiv condesa de Peñaranda de Bracamonte, casó en primeras nupcias con Victoriano de Chaves y Cistué, conde de Cobatillas, en segundas con Domingo de Chaves y Cistué, marqués de Velagomez, y en terceras con Francisco Ruiz de Arana y Osorio de Moscoso, marqués de Velada, sin sucesión.
- Bernardina de Sena Téllez-Girón y Fernández de Córdoba (1873-1964), duquesa de Medina de Rioseco, casó en dos ocasiones, la primera con Luis de Eizmendi y Ulloa, siendo padres de María de los Ángeles de Eizmendi y Téllez-Girón, condesa de Puebla de Montalban, que casó en 1932 con Francisco Javier de Azpiroz y Rolland,[79] sin sucesión. Casó Bernardina en segunda ocasión con Manuel Rodríguez de Acuña y Dorta, sin sucesión.[80]
- María Teresa Téllez-Girón y Fernández de Córdoba (Madrid 1891-San Sebastián 1930), casó en 1911 con Iván de Bustos y Ruiz de Arana, que rehabilitó en 1913 el título de duque de Estremera, Gentilhombre con ejercicio y servidumbre del Rey Alfonso XIII, con sucesión. Su cuñado Rafael de Bustos y Ruiz de Arana rehabilitó el ducado de Pastrana.[81][82]

### La XVI duquesa de Osuna
Ángela María Téllez-Girón y Duque de Estrada (Pizarra, 6 de febrero de 1925-Sevilla, 29 de mayo de 2015), xvi duquesa de Osuna, xix duquesa de Gandía, xvii condesa-duquesa de Benavente, xvi duquesa de Arcos, xix duquesa de Plasencia, xiv duquesa de Uceda, xx duquesa de Medina de Rioseco, xii marquesa de Jabalquinto, xvii condesa de Peñaranda de Bracamonte, xx condesa de Oropesa, diez veces grande de España, xviii marquesa de Berlanga, xiv marquesa de Belmonte, xviii marquesa de Frechilla y Villarramiel, xii marquesa de Toral, xix marquesa de Lombay, xv marquesa de Frómista, marquesa de Jarandilla, xx condesa de Ureña, xv condesa de Pinto, xix condesa de Alcaudete, xiii condesa de Puebla de Montalbán, xiv marquesa de Villar de Grajanejos.
Dama de la Real Maestranza de Caballería de Zaragoza y de la de Valencia, Gran Cruz de la Orden Constantiniana de San Jorge, dama de la Orden de Malta, de la Real Asociación de Hidalgos de España y de la Real Hermandad del Santo Cáliz de Valencia. Nombrada Hija adoptiva de la villa de Osuna en 1967, por concesión de la Corporación Mucicipal ursaonense en consideración a sus desvelos por los problemas de Osuna. Miembro del Consejo Permanente de la Diputación de la Grandeza de España.
Heredó la xvi duquesa de Osuna a través de su padre algunos edificios históricos como el castillo de Espejo, en Córdoba, donde se casó en 1946, el castillo de San Martín de Montalbán y el Palacio de los Condes de Montalbán en la Puebla de Montalbán, provincia de Toledo, donde se celebraron los matrimonios de tres de sus hijas, la duquesa de Arcos en 1973, la de Plasencia en 1975 y la de Medina de Rioseco en 1997.

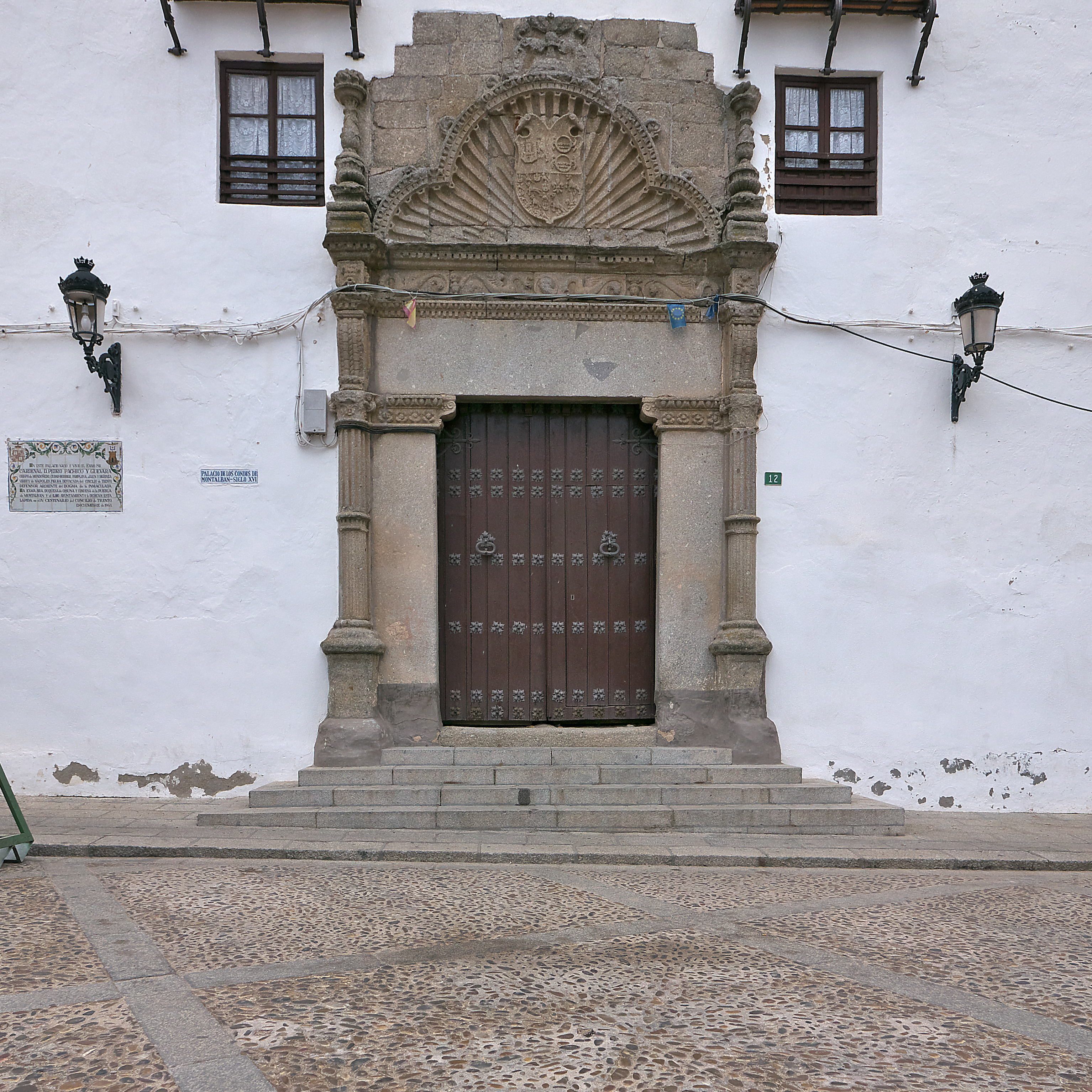
Palacio de los Condes de Puebla de Montalbán. La Puebla de Montalbán. Toledo.

El palacio de Puebla de Montalbán fue muy querido por la xvi duquesa de Osuna que lo restauró, y embelleció sus salones con antiguos tapices y reposteros de la familia. Construido en el siglo XV por el i señor de Puebla de Montalbán, Alfonso Téllez-Girón que recibió esta villa en 1467 de su padre Juan Pacheco y Téllez-Girón, i duque de Escalona, ha permanecido en sus descendientes hasta la actualidad. Ocupa este palacio un frente de la plaza Mayor de la Puebla de Montalbán, destacando en su fachada la portada plateresca, rematada con el escudo de los señores de Montalbán. En el interior hay tres artísticos artesonados uno de estilo mudéjar, otro gótico y el otro plateresco. En este palacio nació en 1488 el Cardenal Pedro Pacheco y Vélez de Guevara, enviado por el emperador Carlos I al Concilió de Trento en 1545 donde tuvo un destacado papel, Virrey de Nápoles en 1553. En La Puebla de Montalbán los señores y posteriormente condes fundaron en 1522 el Monasterio de la Concepción para mujeres y en 1560 el Convento de San Francisco para varones.
Casó la xvi duquesa de Osuna en 1946 en la parroquia de San Bartolomé, junto a su castillo de Espejo, Córdoba, con Pedro de Solís-Beaumont y Lasso de la Vega (1916-1959). Caballero de la Real Maestranza de Caballería de Sevilla y de la Real Hermandad del Santo Cáliz de Valencia, Hermano Mayor de la Hermandad del Santísimo Cristo de la Expiración y de la Hermandad de Nuestra Señora de las Aguas de Sevilla. Hijo de Pedro de Solís-Beaumont y Desmaissieres, Teniente de Hermano Mayor de la Real Maestranza de Caballería de Sevilla y María de Gracia Lasso de la Vega y Quintanilla, nieto de los marqueses de la Motilla y de los marqueses de Torres de la Presa.
Tras enviudar casó en segundas nupcias en Madrid en 1963 con el diplomático José María Latorre y Montalvo, vi marqués de Montemuzo y viii marqués de Alcántara del Cuervo, Caballero de la Orden de Malta y del Santo Cáliz de Valencia, Maestrante de Zaragoza y Sevilla, Caballero del real cuerpo de Hijosdalgo de Madrid y Cataluña. Hijo de Manuel Latorre y López-Fernández de Heredia y de Pilar Montalvo y Orovio, marqueses de Montemuzo. Falleció en el castillo de Espejo el 31 de julio de 1991.

#### Sucesión de la XVI duquesa de Osuna
- Ángela María de Solís-Beaumont y Téllez-Girón, xvii duquesa de Osuna, condesa-duquesa de Benavente, marquesa de Javalquinto, condesa de Peñaranda de Bracamonte y de Oropesa, condesa de la Puebla de Montalbán, de Pinto y de Alcaudete, marquesa de Lombay, de Berlanga y de Toral. Casó en 1973 en Puebla de Montalbán con Álvaro de Ulloa y Suelves, conde de Adanero y marqués de Castro Serna. Padres de:
  1. Ángela María de Ulloa y Solís-Beaumont, duquesa de Gandia, marquesa de Peñafiel y condesa de Ureña.
  2. María Cristina de Ulloa y Solís-Beaumont, duquesa de Arcos, marquesa de Jarandilla, casada con Jaime Álvarez de las Asturias-Bohorques y Rumeu de Armas, de los duques de Gor.
- María de Gracia de Solís-Beaumont y Téllez-Girón, duquesa de Plasencia. Casó en 1975 en Puebla de Montalbán con Carlo Emanuele Ruspoli y Soler, iii duque de Morignano. Padres de:
  1. María de Gracia Ruspoli y Solís-Beaumont, marquesa de Villar de Grajanejos, casada con Javier Isidro González de Gregorio y Molina, de los condes de la Puebla de Valverde.
- María del Pilar de Latorre y Téllez-Girón, duquesa de Uceda, marquesa de Montemuzo y Belmonte. Casó en el castillo de Espejo con Miguel Ángel Pastor y Vélez.
- María Asunción de Latorre y Téllez Girón, duquesa de Medina de Rioseco y condesa de Salazar de Velasco. Casó en Puebla de Montalbán con Cristóbal del Castillo e Ybarra.

### La XVII duquesa de Osuna
Ángela María de Solís-Beaumont y Téllez-Girón, xvii duquesa de Osuna, condesa-duquesa de Benavente, marquesa de Javalquinto, condesa de Peñaranda de Bracamonte y de Oropesa, condesa de Puebla de Montalbán, de Pinto y de Alcaudete, marquesa de Lombay, de Berlanga y de Toral.
Casó en 1973 en Puebla de Montalbán con Álvaro de Ulloa y Suelves, conde de Adanero y marqués de Castro Serna.

#### Sucesión de la XVII duquesa de Osuna
- Ángela María de Ulloa y Solís-Beaumont, duquesa de Gandía, marquesa de Peñafiel y condesa de Ureña.
- María Cristina de Ulloa y Solís-Beaumont, duquesa de Arcos, marquesa de Jarandilla, casada con Jaime Álvarez de las Asturias-Bohorques y Rumeu de Armas.

### Árbol genealógico de los duques de Osuna
| \| \| \| \| \| \| \| \| \| \| \| \| \| \| \| \| \| Pedro Téllez-Girón i duque de Osuna 1562 -Leonor de Guzmán \| \| \| \| \| \| \| \| \| \| \| \| \| \| \| \| \| \| \| \| \| \| \| \| \| \| \| \| \| \| \| \| \| \| \| \| \| \| \| \| \| \| \| \| \| \| \| \| \| \| \| \| \| \| \| \| \| \| \| \| \| \| \| \| \| \| \| \| \| \| \| \| \| \| \| \| \| \| \| \| \| \| \| \| \| \| \| \| \| \| \| \| \| \| \| \| \| \| \| \| \| \| \| \| \| \| \| \| \| \| \| \| \| \| \| \| \| \| \| \| \| \| \| \| \| \| \| \| \| \| \| \| \| \| \| \| \| \| \| \| \| \| \| \| \| \| Juan Téllez-Girón ii duque de Osuna -Ana María Fernández de Velasco \| \| \| \| \| \| \| \| \| \| \| \| \| \| \| \| \| \| \| \| \| \| \| \| \| \| \| \| \| \| \| \| \| \| \| \| \| \| \| \| \| \| \| \| \| \| \| \| \| \| \| \| \| \| \| \| \| \| \| \| \| \| \| \| \| \| \| \| \| \| \| \| \| \| \| \| \| \| \| \| \| \| \| \| \| \| \| \| \| \| \| \| \| \| \| \| \| \| \| \| \| \| \| \| \| \| \| \| \| \| \| \| \| \| \| \| \| \| \| \| \| \| \| \| \| \| \| \| \| \| \| \| \| \| \| \| \| \| \| \| \| \| \| \| \| \| Pedro Téllez-Girón iii duque de Osuna -Catalina Enríquez de Ribera y Cortés \| \| \| \| \| \| \| \| \| \| \| \| \| \| \| \| \| \| \| \| \| \| \| \| \| \| \| \| \| \| \| \| \| \| \| \| \| \| \| \| \| \| \| \| \| \| \| \| \| \| \| \| \| \| \| \| \| \| \| \| \| \| \| \| \| \| \| \| \| \| \| \| \| \| \| \| \| \| \| \| \| \| \| \| \| \| \| \| \| \| \| \| \| \| \| \| \| \| \| \| \| \| \| \| \| \| \| \| \| \| \| \| \| \| \| \| \| \| \| \| \| \| \| \| \| \| \| \| \| \| \| \| \| \| \| \| \| \| \| \| \| \| \| \| \| \| Juan Téllez-Girón iv duque de Osuna -Isabel de Sandobal \| \| \| \| \| \| \| \| \| \| \| \| \| \| \| \| \| \| \| \| \| \| \| \| \| \| \| \| \| \| \| \| \| \| \| \| \| \| \| \| \| \| \| \| \| \| \| \| \| \| \| \| \| \| \| \| \| \| \| \| \| \| \| \| \| \| \| \| \| \| \| \| \| \| \| \| \| \| \| \| \| \| \| \| \| \| \| \| \| \| \| \| \| \| \| \| \| \| \| \| \| \| \| \| \| \| \| \| \| \| \| \| \| \| \| \| \| \| \| \| \| \| \| \| \| \| \| \| \| \| \| \| \| \| \| \| \| \| \| \| \| \| \| \| \| \| Gaspar Téllez-Girón v duque de Osuna -Antonia Benavides \| \| \| \| \| \| \| \| \| \| \| \| \| \| \| \| \| \| \| \| \| \| \| \| \| \| \| \| \| \| \| \| \| \| \| \| \| \| \| \| \| \| \| \| \| \| \| \| \| \| \| \| \| \| \| \| \| \| \| \| \| \| \| \| \| \| \| \| \| \| \| \| \| \| \| \| \| \| \| \| \| \| \| \| \| \| \| \| \| \| \| \| \| \| \| \| \| \| \| \| \| \| \| \| \| \| \| \| \| \| \| \| \| \| \| \| \| \| \| \| \| \| \| \| \| \| \| \| \| \| \| \| \| \| \| \| \| \| \| \| \| \| \| \| \| \| \| \| \| \| \| \| \| \| \| \| \| \| \| \| \| \| \| \| \| \| \| \| \| \| \| \| \| \| \| \| \| \| \| \| \| \| \| \| \| \| \| \| \| \| \| \| \| \| \| \| \| \| \| \| \| \| \| \| \| \| \| \| \| \| \| \| \| \| \| \| \| \| \| \| \| \| \| \| \| \| \| \| \| \| \| \| \| \| \| \| \| \| \| \| \| \| \| \| \| \| \| \| \| \| \| \| \| \| \| \| \| \| \| \| \| \| \| \| \| \| \| \| \| \| \| \| \| \| \| \| \| \| \| \| \| \| \| \| Francisco de Paula Téllez-Girón vi duque de Osuna \| Francisco de Paula Téllez-Girón vi duque de Osuna \| Francisco de Paula Téllez-Girón vi duque de Osuna \| Francisco de Paula Téllez-Girón vi duque de Osuna \| Francisco de Paula Téllez-Girón vi duque de Osuna \| Francisco de Paula Téllez-Girón vi duque de Osuna \| \| \| José María Téllez-Girón vii duque de Osuna -Francisca Pérez de Guzmán \| José María Téllez-Girón vii duque de Osuna -Francisca Pérez de Guzmán \| José María Téllez-Girón vii duque de Osuna -Francisca Pérez de Guzmán \| José María Téllez-Girón vii duque de Osuna -Francisca Pérez de Guzmán \| José María Téllez-Girón vii duque de Osuna -Francisca Pérez de Guzmán \| José María Téllez-Girón vii duque de Osuna -Francisca Pérez de Guzmán \| \| \| \| \| \| \| \| \| \| \| \| \| \| \| \| \| \| \| \| \| \| \| \| \| \| \| \| \| \| \| \| \| \| \| \| \| \| \| \| \| \| \| \| \| \| \| \| \| \| \| \| \| \| \| \| \| \| \| \| Francisco de Paula Téllez-Girón vi duque de Osuna \| Francisco de Paula Téllez-Girón vi duque de Osuna \| Francisco de Paula Téllez-Girón vi duque de Osuna \| Francisco de Paula Téllez-Girón vi duque de Osuna \| Francisco de Paula Téllez-Girón vi duque de Osuna \| Francisco de Paula Téllez-Girón vi duque de Osuna \| \| \| José María Téllez-Girón vii duque de Osuna -Francisca Pérez de Guzmán \| José María Téllez-Girón vii duque de Osuna -Francisca Pérez de Guzmán \| José María Téllez-Girón vii duque de Osuna -Francisca Pérez de Guzmán \| José María Téllez-Girón vii duque de Osuna -Francisca Pérez de Guzmán \| José María Téllez-Girón vii duque de Osuna -Francisca Pérez de Guzmán \| José María Téllez-Girón vii duque de Osuna -Francisca Pérez de Guzmán \| \| \| \| \| \| \| \| \| \| \| \| \| \| \| \| \| \| \| \| \| \| \| \| \| \| \| \| \| \| \| \| \| \| \| \| \| \| \| \| \| \| \| \| \| \| \| \| \| \| \| \| \| \| \| \| \| \| \| \| \| \| \| \| \| \| \| \| Pedro Zoilo Téllez-Girón viii duque de Osuna -Vicenta Pacheco \| \| \| \| \| \| \| \| \| \| \| \| \| \| \| \| \| \| \| \| \| \| \| \| \| \| \| \| \| \| \| \| \| \| \| \| \| \| \| \| \| \| \| \| \| \| \| \| \| \| \| \| \| \| \| \| \| \| \| \| \| \| \| \| \| \| \| \| \| \| \| \| \| \| \| \| \| \| \| \| \| \| \| \| \| \| \| \| \| \| \| \| \| \| \| \| \| \| \| \| \| \| \| \| \| \| \| \| \| \| \| \| \| \| \| \| \| \| \| \| \| \| \| \| \| \| \| \| \| \| \| \| \| \| \| \| \| \| \| \| \| \| \| \| \| \| Pedro de Alcántara Téllez-Girón ix duque de Osuna -María Josefa Pimentel xv condesa xii duquesa de Benavente \| \| \| \| \| \| \| \| \| \| \| \| \| \| \| \| \| \| \| \| \| \| \| \| \| \| \| \| \| \| \| \| \| \| \| \| \| \| \| \| \| \| \| \| \| \| \| \| \| \| \| \| \| \| \| \| \| \| \| \| \| \| \| \| \| \| \| \| \| \| \| \| \| \| \| \| \| \| \| \| \| \| \| \| \| \| \| \| \| \| \| \| \| \| \| \| \| \| \| \| \| \| \| \| \| \| \| \| \| \| \| \| \| \| \| \| \| \| \| \| \| \| \| \| \| \| \| \| \| \| \| \| \| \| \| \| \| \| \| \| \| \| \| \| \| \| \| \| \| \| \| \| \| \| \| \| \| \| \| \| \| \| \| \| \| \| \| \| \| \| \| \| \| \| \| \| \| \| \| \| \| \| \| \| \| \| \| \| \| \| \| \| \| \| \| \| \| \| \| \| \| \| \| \| \| \| \| \| \| \| \| Francisco de Borja Téllez-Girón x duque de Osuna (1785-1820) -Francisca de Beaufort y Toledo \| Francisco de Borja Téllez-Girón x duque de Osuna (1785-1820) -Francisca de Beaufort y Toledo \| Francisco de Borja Téllez-Girón x duque de Osuna (1785-1820) -Francisca de Beaufort y Toledo \| Francisco de Borja Téllez-Girón x duque de Osuna (1785-1820) -Francisca de Beaufort y Toledo \| Francisco de Borja Téllez-Girón x duque de Osuna (1785-1820) -Francisca de Beaufort y Toledo \| Francisco de Borja Téllez-Girón x duque de Osuna (1785-1820) -Francisca de Beaufort y Toledo \| \| \| Pedro de Alcántara Téllez-Girón ii príncipe de Anglona (1786-1851) -Mª Rosario Fdez de Santillán \| Pedro de Alcántara Téllez-Girón ii príncipe de Anglona (1786-1851) -Mª Rosario Fdez de Santillán \| Pedro de Alcántara Téllez-Girón ii príncipe de Anglona (1786-1851) -Mª Rosario Fdez de Santillán \| Pedro de Alcántara Téllez-Girón ii príncipe de Anglona (1786-1851) -Mª Rosario Fdez de Santillán \| Pedro de Alcántara Téllez-Girón ii príncipe de Anglona (1786-1851) -Mª Rosario Fdez de Santillán \| Pedro de Alcántara Téllez-Girón ii príncipe de Anglona (1786-1851) -Mª Rosario Fdez de Santillán \| \| \| \| \| \| \| \| \| \| \| \| \| \| \| \| \| \| \| \| \| \| \| \| \| \| \| \| \| \| \| \| \| \| \| \| \| \| \| \| \| \| \| \| \| \| \| \| \| \| \| \| \| \| \| \| \| \| \| \| Francisco de Borja Téllez-Girón x duque de Osuna (1785-1820) -Francisca de Beaufort y Toledo \| Francisco de Borja Téllez-Girón x duque de Osuna (1785-1820) -Francisca de Beaufort y Toledo \| Francisco de Borja Téllez-Girón x duque de Osuna (1785-1820) -Francisca de Beaufort y Toledo \| Francisco de Borja Téllez-Girón x duque de Osuna (1785-1820) -Francisca de Beaufort y Toledo \| Francisco de Borja Téllez-Girón x duque de Osuna (1785-1820) -Francisca de Beaufort y Toledo \| Francisco de Borja Téllez-Girón x duque de Osuna (1785-1820) -Francisca de Beaufort y Toledo \| \| \| Pedro de Alcántara Téllez-Girón ii príncipe de Anglona (1786-1851) -Mª Rosario Fdez de Santillán \| Pedro de Alcántara Téllez-Girón ii príncipe de Anglona (1786-1851) -Mª Rosario Fdez de Santillán \| Pedro de Alcántara Téllez-Girón ii príncipe de Anglona (1786-1851) -Mª Rosario Fdez de Santillán \| Pedro de Alcántara Téllez-Girón ii príncipe de Anglona (1786-1851) -Mª Rosario Fdez de Santillán \| Pedro de Alcántara Téllez-Girón ii príncipe de Anglona (1786-1851) -Mª Rosario Fdez de Santillán \| Pedro de Alcántara Téllez-Girón ii príncipe de Anglona (1786-1851) -Mª Rosario Fdez de Santillán \| \| \| \| \| \| \| \| \| \| \| \| \| \| \| \| \| \| \| \| \| \| \| \| \| \| \| \| \| \| \| \| \| \| \| \| \| \| \| \| \| \| \| \| \| \| \| \| \| \| \| \| \| \| \| \| \| \| \| \| \| \| \| \| \| \| \| \| \| \| \| \| \| \| \| \| \| \| \| \| \| \| \| \| \| \| \| \| \| \| \| \| \| \| \| \| \| \| \| \| \| \| \| \| \| \| \| \| \| \| \| \| \| \| \| \| \| \| \| \| \| \| \| \| \| Pedro de Alcántara Téllez-Girón, xi duque de Osuna, xiv duque del Infantado (1810-1844) \| Pedro de Alcántara Téllez-Girón, xi duque de Osuna, xiv duque del Infantado (1810-1844) \| Pedro de Alcántara Téllez-Girón, xi duque de Osuna, xiv duque del Infantado (1810-1844) \| Pedro de Alcántara Téllez-Girón, xi duque de Osuna, xiv duque del Infantado (1810-1844) \| Pedro de Alcántara Téllez-Girón, xi duque de Osuna, xiv duque del Infantado (1810-1844) \| Pedro de Alcántara Téllez-Girón, xi duque de Osuna, xiv duque del Infantado (1810-1844) \| \| \| Mariano Téllez-Girón, xii duque de Osuna, xv duque del Infantado (1814-1882) -Leonor Salm-Salm \| Mariano Téllez-Girón, xii duque de Osuna, xv duque del Infantado (1814-1882) -Leonor Salm-Salm \| Mariano Téllez-Girón, xii duque de Osuna, xv duque del Infantado (1814-1882) -Leonor Salm-Salm \| Mariano Téllez-Girón, xii duque de Osuna, xv duque del Infantado (1814-1882) -Leonor Salm-Salm \| Mariano Téllez-Girón, xii duque de Osuna, xv duque del Infantado (1814-1882) -Leonor Salm-Salm \| Mariano Téllez-Girón, xii duque de Osuna, xv duque del Infantado (1814-1882) -Leonor Salm-Salm \| \| \| Pedro de Alcántara Téllez-Girón xiii duque de Osuna (1812-1900) -Julia Dominé \| Pedro de Alcántara Téllez-Girón xiii duque de Osuna (1812-1900) -Julia Dominé \| Pedro de Alcántara Téllez-Girón xiii duque de Osuna (1812-1900) -Julia Dominé \| Pedro de Alcántara Téllez-Girón xiii duque de Osuna (1812-1900) -Julia Dominé \| Pedro de Alcántara Téllez-Girón xiii duque de Osuna (1812-1900) -Julia Dominé \| Pedro de Alcántara Téllez-Girón xiii duque de Osuna (1812-1900) -Julia Dominé \| \| \| Tirso María Téllez-Girón y F. de Santillán (1817-1871) -Bernardina Fernández de Velasco y Roca de Togores x duquesa de Uceda \| Tirso María Téllez-Girón y F. de Santillán (1817-1871) -Bernardina Fernández de Velasco y Roca de Togores x duquesa de Uceda \| Tirso María Téllez-Girón y F. de Santillán (1817-1871) -Bernardina Fernández de Velasco y Roca de Togores x duquesa de Uceda \| Tirso María Téllez-Girón y F. de Santillán (1817-1871) -Bernardina Fernández de Velasco y Roca de Togores x duquesa de Uceda \| Tirso María Téllez-Girón y F. de Santillán (1817-1871) -Bernardina Fernández de Velasco y Roca de Togores x duquesa de Uceda \| Tirso María Téllez-Girón y F. de Santillán (1817-1871) -Bernardina Fernández de Velasco y Roca de Togores x duquesa de Uceda \| \| \| \| \| \| \| \| \| \| \| \| \| \| \| \| \| \| \| \| \| \| \| \| \| \| \| \| \| \| \| \| \| \| \| \| \| \| \| \| \| \| \| \| Pedro de Alcántara Téllez-Girón, xi duque de Osuna, xiv duque del Infantado (1810-1844) \| Pedro de Alcántara Téllez-Girón, xi duque de Osuna, xiv duque del Infantado (1810-1844) \| Pedro de Alcántara Téllez-Girón, xi duque de Osuna, xiv duque del Infantado (1810-1844) \| Pedro de Alcántara Téllez-Girón, xi duque de Osuna, xiv duque del Infantado (1810-1844) \| Pedro de Alcántara Téllez-Girón, xi duque de Osuna, xiv duque del Infantado (1810-1844) \| Pedro de Alcántara Téllez-Girón, xi duque de Osuna, xiv duque del Infantado (1810-1844) \| \| \| Mariano Téllez-Girón, xii duque de Osuna, xv duque del Infantado (1814-1882) -Leonor Salm-Salm \| Mariano Téllez-Girón, xii duque de Osuna, xv duque del Infantado (1814-1882) -Leonor Salm-Salm \| Mariano Téllez-Girón, xii duque de Osuna, xv duque del Infantado (1814-1882) -Leonor Salm-Salm \| Mariano Téllez-Girón, xii duque de Osuna, xv duque del Infantado (1814-1882) -Leonor Salm-Salm \| Mariano Téllez-Girón, xii duque de Osuna, xv duque del Infantado (1814-1882) -Leonor Salm-Salm \| Mariano Téllez-Girón, xii duque de Osuna, xv duque del Infantado (1814-1882) -Leonor Salm-Salm \| \| \| Pedro de Alcántara Téllez-Girón xiii duque de Osuna (1812-1900) -Julia Dominé \| Pedro de Alcántara Téllez-Girón xiii duque de Osuna (1812-1900) -Julia Dominé \| Pedro de Alcántara Téllez-Girón xiii duque de Osuna (1812-1900) -Julia Dominé \| Pedro de Alcántara Téllez-Girón xiii duque de Osuna (1812-1900) -Julia Dominé \| Pedro de Alcántara Téllez-Girón xiii duque de Osuna (1812-1900) -Julia Dominé \| Pedro de Alcántara Téllez-Girón xiii duque de Osuna (1812-1900) -Julia Dominé \| \| \| Tirso María Téllez-Girón y F. de Santillán (1817-1871) -Bernardina Fernández de Velasco y Roca de Togores x duquesa de Uceda \| Tirso María Téllez-Girón y F. de Santillán (1817-1871) -Bernardina Fernández de Velasco y Roca de Togores x duquesa de Uceda \| Tirso María Téllez-Girón y F. de Santillán (1817-1871) -Bernardina Fernández de Velasco y Roca de Togores x duquesa de Uceda \| Tirso María Téllez-Girón y F. de Santillán (1817-1871) -Bernardina Fernández de Velasco y Roca de Togores x duquesa de Uceda \| Tirso María Téllez-Girón y F. de Santillán (1817-1871) -Bernardina Fernández de Velasco y Roca de Togores x duquesa de Uceda \| Tirso María Téllez-Girón y F. de Santillán (1817-1871) -Bernardina Fernández de Velasco y Roca de Togores x duquesa de Uceda \| \| \| \| \| \| \| \| \| \| \| \| \| \| \| \| \| \| \| \| \| \| \| \| \| \| \| \| \| \| \| \| \| \| \| \| \| \| \| \| \| \| \| \| \| \| \| \| \| \| \| \| \| \| \| \| \| \| \| \| \| \| \| \| \| \| \| \| \| \| \| \| \| \| \| \| \| \| \| \| \| \| \| \| \| \| \| \| \| \| \| \| \| \| \| \| \| \| \| \| \| \| \| \| \| \| \| \| \| \| \| \| \| \| \| \| \| \| \| \| \| \| \| \| \| \| \| \| \| \| \| \| \| María Dolores Téllez-Girón, xix condesa xvi duquesa de Benavente \| María Dolores Téllez-Girón, xix condesa xvi duquesa de Benavente \| María Dolores Téllez-Girón, xix condesa xvi duquesa de Benavente \| María Dolores Téllez-Girón, xix condesa xvi duquesa de Benavente \| María Dolores Téllez-Girón, xix condesa xvi duquesa de Benavente \| María Dolores Téllez-Girón, xix condesa xvi duquesa de Benavente \| \| \| Francisco de Borja Téllez-Girón xi duque de Uceda y de Escalona (1839-1897) -Ángela María Fernández de Córdoba \| Francisco de Borja Téllez-Girón xi duque de Uceda y de Escalona (1839-1897) -Ángela María Fernández de Córdoba \| Francisco de Borja Téllez-Girón xi duque de Uceda y de Escalona (1839-1897) -Ángela María Fernández de Córdoba \| Francisco de Borja Téllez-Girón xi duque de Uceda y de Escalona (1839-1897) -Ángela María Fernández de Córdoba \| Francisco de Borja Téllez-Girón xi duque de Uceda y de Escalona (1839-1897) -Ángela María Fernández de Córdoba \| Francisco de Borja Téllez-Girón xi duque de Uceda y de Escalona (1839-1897) -Ángela María Fernández de Córdoba \| \| \| Mª Rosario Téllez-Girón, xvi duquesa de Béjar -Luis Roca de Togores \| Mª Rosario Téllez-Girón, xvi duquesa de Béjar -Luis Roca de Togores \| Mª Rosario Téllez-Girón, xvi duquesa de Béjar -Luis Roca de Togores \| Mª Rosario Téllez-Girón, xvi duquesa de Béjar -Luis Roca de Togores \| Mª Rosario Téllez-Girón, xvi duquesa de Béjar -Luis Roca de Togores \| Mª Rosario Téllez-Girón, xvi duquesa de Béjar -Luis Roca de Togores \| \| \| \| \| \| \| \| \| \| \| \| \| \| \| \| \| \| \| \| \| \| \| \| \| \| \| \| \| \| \| \| \| \| \| \| \| \| \| \| \| \| \| \| \| \| \| \| \| \| \| \| María Dolores Téllez-Girón, xix condesa xvi duquesa de Benavente \| María Dolores Téllez-Girón, xix condesa xvi duquesa de Benavente \| María Dolores Téllez-Girón, xix condesa xvi duquesa de Benavente \| María Dolores Téllez-Girón, xix condesa xvi duquesa de Benavente \| María Dolores Téllez-Girón, xix condesa xvi duquesa de Benavente \| María Dolores Téllez-Girón, xix condesa xvi duquesa de Benavente \| \| \| Francisco de Borja Téllez-Girón xi duque de Uceda y de Escalona (1839-1897) -Ángela María Fernández de Córdoba \| Francisco de Borja Téllez-Girón xi duque de Uceda y de Escalona (1839-1897) -Ángela María Fernández de Córdoba \| Francisco de Borja Téllez-Girón xi duque de Uceda y de Escalona (1839-1897) -Ángela María Fernández de Córdoba \| Francisco de Borja Téllez-Girón xi duque de Uceda y de Escalona (1839-1897) -Ángela María Fernández de Córdoba \| Francisco de Borja Téllez-Girón xi duque de Uceda y de Escalona (1839-1897) -Ángela María Fernández de Córdoba \| Francisco de Borja Téllez-Girón xi duque de Uceda y de Escalona (1839-1897) -Ángela María Fernández de Córdoba \| \| \| Mª Rosario Téllez-Girón, xvi duquesa de Béjar -Luis Roca de Togores \| Mª Rosario Téllez-Girón, xvi duquesa de Béjar -Luis Roca de Togores \| Mª Rosario Téllez-Girón, xvi duquesa de Béjar -Luis Roca de Togores \| Mª Rosario Téllez-Girón, xvi duquesa de Béjar -Luis Roca de Togores \| Mª Rosario Téllez-Girón, xvi duquesa de Béjar -Luis Roca de Togores \| Mª Rosario Téllez-Girón, xvi duquesa de Béjar -Luis Roca de Togores \| \| \| \| \| \| \| \| \| \| \| \| \| \| \| \| \| \| \| \| \| \| \| \| \| \| \| \| \| \| \| \| \| \| \| \| \| \| \| \| \| \| \| \| \| \| \| \| \| \| \| \| \| \| \| \| \| \| \| \| \| \| \| \| \| \| \| \| \| \| \| \| \| \| \| \| \| \| \| \| \| \| \| \| \| \| \| \| \| \| \| \| \| \| \| \| \| \| \| \| \| \| \| \| \| \| \| \| \| \| \| \| \| \| \| \| \| \| \| \| \| \| \| \| \| \| \| \| \| \| \| \| \| Luis María Téllez-Girón, xiv duque de Osuna, Uceda y Escalona (1870-1909) \| Luis María Téllez-Girón, xiv duque de Osuna, Uceda y Escalona (1870-1909) \| Luis María Téllez-Girón, xiv duque de Osuna, Uceda y Escalona (1870-1909) \| Luis María Téllez-Girón, xiv duque de Osuna, Uceda y Escalona (1870-1909) \| Luis María Téllez-Girón, xiv duque de Osuna, Uceda y Escalona (1870-1909) \| Luis María Téllez-Girón, xiv duque de Osuna, Uceda y Escalona (1870-1909) \| \| \| Mariano Téllez-Girón xv duque de Osuna, de Uceda y Escalona (1887-1925) -Petra Duque de Estrada \| Mariano Téllez-Girón xv duque de Osuna, de Uceda y Escalona (1887-1925) -Petra Duque de Estrada \| Mariano Téllez-Girón xv duque de Osuna, de Uceda y Escalona (1887-1925) -Petra Duque de Estrada \| Mariano Téllez-Girón xv duque de Osuna, de Uceda y Escalona (1887-1925) -Petra Duque de Estrada \| Mariano Téllez-Girón xv duque de Osuna, de Uceda y Escalona (1887-1925) -Petra Duque de Estrada \| Mariano Téllez-Girón xv duque de Osuna, de Uceda y Escalona (1887-1925) -Petra Duque de Estrada \| \| \| Ángela María Téllez-Girón -Ricardo Martorell, duque de Almenara Alta \| Ángela María Téllez-Girón -Ricardo Martorell, duque de Almenara Alta \| Ángela María Téllez-Girón -Ricardo Martorell, duque de Almenara Alta \| Ángela María Téllez-Girón -Ricardo Martorell, duque de Almenara Alta \| Ángela María Téllez-Girón -Ricardo Martorell, duque de Almenara Alta \| Ángela María Téllez-Girón -Ricardo Martorell, duque de Almenara Alta \| \| \| María Teresa Téllez-Girón -Iván de Bustos, duque de Estremera \| María Teresa Téllez-Girón -Iván de Bustos, duque de Estremera \| María Teresa Téllez-Girón -Iván de Bustos, duque de Estremera \| María Teresa Téllez-Girón -Iván de Bustos, duque de Estremera \| María Teresa Téllez-Girón -Iván de Bustos, duque de Estremera \| María Teresa Téllez-Girón -Iván de Bustos, duque de Estremera \| \| \| \| \| \| \| \| \| \| \| \| \| \| \| \| \| \| \| \| \| \| \| \| \| \| \| \| \| \| \| \| \| \| \| \| \| \| \| \| \| \| \| \| Luis María Téllez-Girón, xiv duque de Osuna, Uceda y Escalona (1870-1909) \| Luis María Téllez-Girón, xiv duque de Osuna, Uceda y Escalona (1870-1909) \| Luis María Téllez-Girón, xiv duque de Osuna, Uceda y Escalona (1870-1909) \| Luis María Téllez-Girón, xiv duque de Osuna, Uceda y Escalona (1870-1909) \| Luis María Téllez-Girón, xiv duque de Osuna, Uceda y Escalona (1870-1909) \| Luis María Téllez-Girón, xiv duque de Osuna, Uceda y Escalona (1870-1909) \| \| \| Mariano Téllez-Girón xv duque de Osuna, de Uceda y Escalona (1887-1925) -Petra Duque de Estrada \| Mariano Téllez-Girón xv duque de Osuna, de Uceda y Escalona (1887-1925) -Petra Duque de Estrada \| Mariano Téllez-Girón xv duque de Osuna, de Uceda y Escalona (1887-1925) -Petra Duque de Estrada \| Mariano Téllez-Girón xv duque de Osuna, de Uceda y Escalona (1887-1925) -Petra Duque de Estrada \| Mariano Téllez-Girón xv duque de Osuna, de Uceda y Escalona (1887-1925) -Petra Duque de Estrada \| Mariano Téllez-Girón xv duque de Osuna, de Uceda y Escalona (1887-1925) -Petra Duque de Estrada \| \| \| Ángela María Téllez-Girón -Ricardo Martorell, duque de Almenara Alta \| Ángela María Téllez-Girón -Ricardo Martorell, duque de Almenara Alta \| Ángela María Téllez-Girón -Ricardo Martorell, duque de Almenara Alta \| Ángela María Téllez-Girón -Ricardo Martorell, duque de Almenara Alta \| Ángela María Téllez-Girón -Ricardo Martorell, duque de Almenara Alta \| Ángela María Téllez-Girón -Ricardo Martorell, duque de Almenara Alta \| \| \| María Teresa Téllez-Girón -Iván de Bustos, duque de Estremera \| María Teresa Téllez-Girón -Iván de Bustos, duque de Estremera \| María Teresa Téllez-Girón -Iván de Bustos, duque de Estremera \| María Teresa Téllez-Girón -Iván de Bustos, duque de Estremera \| María Teresa Téllez-Girón -Iván de Bustos, duque de Estremera \| María Teresa Téllez-Girón -Iván de Bustos, duque de Estremera \| \| \| \| \| \| \| \| \| \| \| \| \| \| \| \| \| \| \| \| \| \| \| \| \| \| \| \| \| \| \| \| \| \| \| \| \| \| \| \| \| \| \| \| \| \| \| \| \| \| \| \| Ángela María Téllez-Girón xvi duquesa de Osuna, de Benavente, Gandía, Arcos, Plasencia y Uceda (1925-2015) -Pedro de Solís-Beaumont -José María Latorre \| \| \| \| \| \| \| \| \| \| \| \| \| \| \| \| \| \| \| \| \| \| \| \| \| \| \| \| \| \| \| \| \| \| \| \| \| \| \| \| \| \| \| \| \| \| \| \| \| \| \| \| \| \| \| \| \| \| \| \| \| \| \| \| \| \| \| \| \| \| \| \| \| \| \| \| \| \| \| \| \| \| \| \| \| \| \| \| \| \| \| \| \| \| \| \| \| \| \| \| \| \| \| \| \| \| \| \| \| \| \| \| \| \| \| \| \| \| \| \| \| \| \| \| \| \| \| \| \| \| \| \| \| \| \| \| \| \| \| \| \| \| \| \| \| \| \| \| \| \| \| \| \| \| \| \| \| \| \| \| \| \| \| \| \| \| \| \| \| \| \| \| \| \| \| \| \| \| \| \| \| \| \| \| \| \| \| \| \| \| \| \| \| \| \| \| \| \| \| \| \| \| \| \| \| \| \| \| \| \| \| \| \| \| \| \| \| \| \| Ángela María de Solís-Beaumont y Téllez-Girón xvii duquesa de Osuna 2016 \| Ángela María de Solís-Beaumont y Téllez-Girón xvii duquesa de Osuna 2016 \| Ángela María de Solís-Beaumont y Téllez-Girón xvii duquesa de Osuna 2016 \| Ángela María de Solís-Beaumont y Téllez-Girón xvii duquesa de Osuna 2016 \| Ángela María de Solís-Beaumont y Téllez-Girón xvii duquesa de Osuna 2016 \| Ángela María de Solís-Beaumont y Téllez-Girón xvii duquesa de Osuna 2016 \| \| \| María de Gracia de Solís-Beaumont y Téllez-Girón xx duquesa de Plasencia \| María de Gracia de Solís-Beaumont y Téllez-Girón xx duquesa de Plasencia \| María de Gracia de Solís-Beaumont y Téllez-Girón xx duquesa de Plasencia \| María de Gracia de Solís-Beaumont y Téllez-Girón xx duquesa de Plasencia \| María de Gracia de Solís-Beaumont y Téllez-Girón xx duquesa de Plasencia \| María de Gracia de Solís-Beaumont y Téllez-Girón xx duquesa de Plasencia \| \| \| María del Pilar de Latorre y Téllez-Girón xv duquesa de Uceda \| María del Pilar de Latorre y Téllez-Girón xv duquesa de Uceda \| María del Pilar de Latorre y Téllez-Girón xv duquesa de Uceda \| María del Pilar de Latorre y Téllez-Girón xv duquesa de Uceda \| María del Pilar de Latorre y Téllez-Girón xv duquesa de Uceda \| María del Pilar de Latorre y Téllez-Girón xv duquesa de Uceda \| \| \| María de la Asunción de Latorre y Téllez-Girón xxi duquesa de Medina de Rioseco \| María de la Asunción de Latorre y Téllez-Girón xxi duquesa de Medina de Rioseco \| María de la Asunción de Latorre y Téllez-Girón xxi duquesa de Medina de Rioseco \| María de la Asunción de Latorre y Téllez-Girón xxi duquesa de Medina de Rioseco \| María de la Asunción de Latorre y Téllez-Girón xxi duquesa de Medina de Rioseco \| María de la Asunción de Latorre y Téllez-Girón xxi duquesa de Medina de Rioseco \| \| \| \| \| \| \| \| \| \| \| \| \| \| \| \| \| \| \| \| \| \| \| \| \| \| \| \| \| \| \| \| \| \| \| \| \| \| \| \| \| \| \| \| Ángela María de Solís-Beaumont y Téllez-Girón xvii duquesa de Osuna 2016 \| Ángela María de Solís-Beaumont y Téllez-Girón xvii duquesa de Osuna 2016 \| Ángela María de Solís-Beaumont y Téllez-Girón xvii duquesa de Osuna 2016 \| Ángela María de Solís-Beaumont y Téllez-Girón xvii duquesa de Osuna 2016 \| Ángela María de Solís-Beaumont y Téllez-Girón xvii duquesa de Osuna 2016 \| Ángela María de Solís-Beaumont y Téllez-Girón xvii duquesa de Osuna 2016 \| \| \| María de Gracia de Solís-Beaumont y Téllez-Girón xx duquesa de Plasencia \| María de Gracia de Solís-Beaumont y Téllez-Girón xx duquesa de Plasencia \| María de Gracia de Solís-Beaumont y Téllez-Girón xx duquesa de Plasencia \| María de Gracia de Solís-Beaumont y Téllez-Girón xx duquesa de Plasencia \| María de Gracia de Solís-Beaumont y Téllez-Girón xx duquesa de Plasencia \| María de Gracia de Solís-Beaumont y Téllez-Girón xx duquesa de Plasencia \| \| \| María del Pilar de Latorre y Téllez-Girón xv duquesa de Uceda \| María del Pilar de Latorre y Téllez-Girón xv duquesa de Uceda \| María del Pilar de Latorre y Téllez-Girón xv duquesa de Uceda \| María del Pilar de Latorre y Téllez-Girón xv duquesa de Uceda \| María del Pilar de Latorre y Téllez-Girón xv duquesa de Uceda \| María del Pilar de Latorre y Téllez-Girón xv duquesa de Uceda \| \| \| María de la Asunción de Latorre y Téllez-Girón xxi duquesa de Medina de Rioseco \| María de la Asunción de Latorre y Téllez-Girón xxi duquesa de Medina de Rioseco \| María de la Asunción de Latorre y Téllez-Girón xxi duquesa de Medina de Rioseco \| María de la Asunción de Latorre y Téllez-Girón xxi duquesa de Medina de Rioseco \| María de la Asunción de Latorre y Téllez-Girón xxi duquesa de Medina de Rioseco \| María de la Asunción de Latorre y Téllez-Girón xxi duquesa de Medina de Rioseco \| \| \| \| \| \| \| \| \| \| \| \| \| \| \| \| \| \| \| \| \| \| \| \| \| \| \| \| \| \| \| \| \| \| \| \| \| \| \| \| \| \| \| \| \| \| \| \| \| \| \| \| \| \| \| \| \| \| \| \| \| \| \| \| \| \| \| \| \| \| \| \| \| \| \| \| \| \| \| \| \| \| \| \| \| \| \| \| \| \| \| \| \| \| \| \| \| \| \| \| \| \| \| \| \| \| \| \| \| \| \| \| \| \| \| Ángela María de Ulloa y Solís-Beaumont, xx duquesa de Gandía \| Ángela María de Ulloa y Solís-Beaumont, xx duquesa de Gandía \| Ángela María de Ulloa y Solís-Beaumont, xx duquesa de Gandía \| Ángela María de Ulloa y Solís-Beaumont, xx duquesa de Gandía \| Ángela María de Ulloa y Solís-Beaumont, xx duquesa de Gandía \| Ángela María de Ulloa y Solís-Beaumont, xx duquesa de Gandía \| \| \| Cristina de Ulloa y Solís-Beaumont xviii duquesa de Arcos \| Cristina de Ulloa y Solís-Beaumont xviii duquesa de Arcos \| Cristina de Ulloa y Solís-Beaumont xviii duquesa de Arcos \| Cristina de Ulloa y Solís-Beaumont xviii duquesa de Arcos \| Cristina de Ulloa y Solís-Beaumont xviii duquesa de Arcos \| Cristina de Ulloa y Solís-Beaumont xviii duquesa de Arcos \| \| \| \| \| \| \| \| \| \| \| \| \| \| \| \| \| \| \| \| \| \| \| \| \| \| \| \| \| |                                                                                         |                                                                                         |                                                                                         |                                                                                         |                                                                                         |  |  |                                                                                                |                                                                                                |                                                                                                |                                                                                                |                                                                                                |                                                                                                |  |  | |                                                                                                  |                                                                                                  |                                                                                                  |                                                                                                  |                                                                                                  |  |  | | | | | | |                                                              |                                                              | |                                                                                                 |                                                                                                 |                                                                                                 |                                                                                                 |                                                                                                 |                                                           |                                                           |                                                                          |                                                                          |                                                                          |                                                                          |                                                                          |                                                                          |  |  |                                                               |                                                               |                                                               |                                                               |                                                               |                                                               |  |  |                                                                                 |                                                                                 |                                                                                 |                                                                                 |                                                                                 |                                                                                 |  |  |  |  |  |  |  |  |  |  |
| |                                                                                         |                                                                                         |                                                                                         |                                                                                         |                                                                                         |  |  |                                                                                                |                                                                                                |                                                                                                |                                                                                                |                                                                                                |                                                                                                |  |  | Pedro Téllez-Girón i duque de Osuna 1562 -Leonor de Guzmán                                                   |                                                                                                  |                                                                                                  |                                                                                                  |                                                                                                  |                                                                                                  |  |  | | | | | | |                                                              |                                                              | |                                                                                                 |                                                                                                 |                                                                                                 |                                                                                                 |                                                                                                 |                                                           |                                                           |                                                                          |                                                                          |                                                                          |                                                                          |                                                                          |                                                                          |  |  |                                                               |                                                               |                                                               |                                                               |                                                               |                                                               |  |  |                                                                                 |                                                                                 |                                                                                 |                                                                                 |                                                                                 |                                                                                 |  |  |  |  |  |  |  |  |  |  |
| |                                                                                         |                                                                                         |                                                                                         |                                                                                         |                                                                                         |  |  |                                                                                                |                                                                                                |                                                                                                |                                                                                                |                                                                                                |                                                                                                |  |  | |                                                                                                  |                                                                                                  |                                                                                                  |                                                                                                  |                                                                                                  |  |  | | | | | | |                                                              |                                                              | |                                                                                                 |                                                                                                 |                                                                                                 |                                                                                                 |                                                                                                 |                                                           |                                                           |                                                                          |                                                                          |                                                                          |                                                                          |                                                                          |                                                                          |  |  |                                                               |                                                               |                                                               |                                                               |                                                               |                                                               |  |  |                                                                                 |                                                                                 |                                                                                 |                                                                                 |                                                                                 |                                                                                 |  |  |  |  |  |  |  |  |  |  |
| |                                                                                         |                                                                                         |                                                                                         |                                                                                         |                                                                                         |  |  |                                                                                                |                                                                                                |                                                                                                |                                                                                                |                                                                                                |                                                                                                |  |  | Juan Téllez-Girón ii duque de Osuna -Ana María Fernández de Velasco                                          |                                                                                                  |                                                                                                  |                                                                                                  |                                                                                                  |                                                                                                  |  |  | | | | | | |                                                              |                                                              | |                                                                                                 |                                                                                                 |                                                                                                 |                                                                                                 |                                                                                                 |                                                           |                                                           |                                                                          |                                                                          |                                                                          |                                                                          |                                                                          |                                                                          |  |  |                                                               |                                                               |                                                               |                                                               |                                                               |                                                               |  |  |                                                                                 |                                                                                 |                                                                                 |                                                                                 |                                                                                 |                                                                                 |  |  |  |  |  |  |  |  |  |  |
| |                                                                                         |                                                                                         |                                                                                         |                                                                                         |                                                                                         |  |  |                                                                                                |                                                                                                |                                                                                                |                                                                                                |                                                                                                |                                                                                                |  |  | |                                                                                                  |                                                                                                  |                                                                                                  |                                                                                                  |                                                                                                  |  |  | | | | | | |                                                              |                                                              | |                                                                                                 |                                                                                                 |                                                                                                 |                                                                                                 |                                                                                                 |                                                           |                                                           |                                                                          |                                                                          |                                                                          |                                                                          |                                                                          |                                                                          |  |  |                                                               |                                                               |                                                               |                                                               |                                                               |                                                               |  |  |                                                                                 |                                                                                 |                                                                                 |                                                                                 |                                                                                 |                                                                                 |  |  |  |  |  |  |  |  |  |  |
| |                                                                                         |                                                                                         |                                                                                         |                                                                                         |                                                                                         |  |  |                                                                                                |                                                                                                |                                                                                                |                                                                                                |                                                                                                |                                                                                                |  |  | Pedro Téllez-Girón iii duque de Osuna -Catalina Enríquez de Ribera y Cortés                                  |                                                                                                  |                                                                                                  |                                                                                                  |                                                                                                  |                                                                                                  |  |  | | | | | | |                                                              |                                                              | |                                                                                                 |                                                                                                 |                                                                                                 |                                                                                                 |                                                                                                 |                                                           |                                                           |                                                                          |                                                                          |                                                                          |                                                                          |                                                                          |                                                                          |  |  |                                                               |                                                               |                                                               |                                                               |                                                               |                                                               |  |  |                                                                                 |                                                                                 |                                                                                 |                                                                                 |                                                                                 |                                                                                 |  |  |  |  |  |  |  |  |  |  |
| |                                                                                         |                                                                                         |                                                                                         |                                                                                         |                                                                                         |  |  |                                                                                                |                                                                                                |                                                                                                |                                                                                                |                                                                                                |                                                                                                |  |  | |                                                                                                  |                                                                                                  |                                                                                                  |                                                                                                  |                                                                                                  |  |  | | | | | | |                                                              |                                                              | |                                                                                                 |                                                                                                 |                                                                                                 |                                                                                                 |                                                                                                 |                                                           |                                                           |                                                                          |                                                                          |                                                                          |                                                                          |                                                                          |                                                                          |  |  |                                                               |                                                               |                                                               |                                                               |                                                               |                                                               |  |  |                                                                                 |                                                                                 |                                                                                 |                                                                                 |                                                                                 |                                                                                 |  |  |  |  |  |  |  |  |  |  |
| |                                                                                         |                                                                                         |                                                                                         |                                                                                         |                                                                                         |  |  |                                                                                                |                                                                                                |                                                                                                |                                                                                                |                                                                                                |                                                                                                |  |  | Juan Téllez-Girón iv duque de Osuna -Isabel de Sandobal                                                      |                                                                                                  |                                                                                                  |                                                                                                  |                                                                                                  |                                                                                                  |  |  | | | | | | |                                                              |                                                              | |                                                                                                 |                                                                                                 |                                                                                                 |                                                                                                 |                                                                                                 |                                                           |                                                           |                                                                          |                                                                          |                                                                          |                                                                          |                                                                          |                                                                          |  |  |                                                               |                                                               |                                                               |                                                               |                                                               |                                                               |  |  |                                                                                 |                                                                                 |                                                                                 |                                                                                 |                                                                                 |                                                                                 |  |  |  |  |  |  |  |  |  |  |
| |                                                                                         |                                                                                         |                                                                                         |                                                                                         |                                                                                         |  |  |                                                                                                |                                                                                                |                                                                                                |                                                                                                |                                                                                                |                                                                                                |  |  | |                                                                                                  |                                                                                                  |                                                                                                  |                                                                                                  |                                                                                                  |  |  | | | | | | |                                                              |                                                              | |                                                                                                 |                                                                                                 |                                                                                                 |                                                                                                 |                                                                                                 |                                                           |                                                           |                                                                          |                                                                          |                                                                          |                                                                          |                                                                          |                                                                          |  |  |                                                               |                                                               |                                                               |                                                               |                                                               |                                                               |  |  |                                                                                 |                                                                                 |                                                                                 |                                                                                 |                                                                                 |                                                                                 |  |  |  |  |  |  |  |  |  |  |
| |                                                                                         |                                                                                         |                                                                                         |                                                                                         |                                                                                         |  |  |                                                                                                |                                                                                                |                                                                                                |                                                                                                |                                                                                                |                                                                                                |  |  | Gaspar Téllez-Girón v duque de Osuna -Antonia Benavides                                                      |                                                                                                  |                                                                                                  |                                                                                                  |                                                                                                  |                                                                                                  |  |  | | | | | | |                                                              |                                                              | |                                                                                                 |                                                                                                 |                                                                                                 |                                                                                                 |                                                                                                 |                                                           |                                                           |                                                                          |                                                                          |                                                                          |                                                                          |                                                                          |                                                                          |  |  |                                                               |                                                               |                                                               |                                                               |                                                               |                                                               |  |  |                                                                                 |                                                                                 |                                                                                 |                                                                                 |                                                                                 |                                                                                 |  |  |  |  |  |  |  |  |  |  |
| |                                                                                         |                                                                                         |                                                                                         |                                                                                         |                                                                                         |  |  |                                                                                                |                                                                                                |                                                                                                |                                                                                                |                                                                                                |                                                                                                |  |  | |                                                                                                  |                                                                                                  |                                                                                                  |                                                                                                  |                                                                                                  |  |  | | | | | | |                                                              |                                                              | |                                                                                                 |                                                                                                 |                                                                                                 |                                                                                                 |                                                                                                 |                                                           |                                                           |                                                                          |                                                                          |                                                                          |                                                                          |                                                                          |                                                                          |  |  |                                                               |                                                               |                                                               |                                                               |                                                               |                                                               |  |  |                                                                                 |                                                                                 |                                                                                 |                                                                                 |                                                                                 |                                                                                 |  |  |  |  |  |  |  |  |  |  |
| |                                                                                         |                                                                                         |                                                                                         |                                                                                         |                                                                                         |  |  |                                                                                                |                                                                                                |                                                                                                |                                                                                                |                                                                                                |                                                                                                |  |  | |                                                                                                  |                                                                                                  |                                                                                                  |                                                                                                  |                                                                                                  |  |  | | | | | | |                                                              |                                                              | |                                                                                                 |                                                                                                 |                                                                                                 |                                                                                                 |                                                                                                 |                                                           |                                                           |                                                                          |                                                                          |                                                                          |                                                                          |                                                                          |                                                                          |  |  |                                                               |                                                               |                                                               |                                                               |                                                               |                                                               |  |  |                                                                                 |                                                                                 |                                                                                 |                                                                                 |                                                                                 |                                                                                 |  |  |  |  |  |  |  |  |  |  |
| |                                                                                         |                                                                                         |                                                                                         |                                                                                         |                                                                                         |  |  |                                                                                                |                                                                                                |                                                                                                |                                                                                                |                                                                                                |                                                                                                |  |  | |                                                                                                  |                                                                                                  |                                                                                                  |                                                                                                  |                                                                                                  |  |  | | | | | | |                                                              |                                                              | |                                                                                                 |                                                                                                 |                                                                                                 |                                                                                                 |                                                                                                 |                                                           |                                                           |                                                                          |                                                                          |                                                                          |                                                                          |                                                                          |                                                                          |  |  |                                                               |                                                               |                                                               |                                                               |                                                               |                                                               |  |  |                                                                                 |                                                                                 |                                                                                 |                                                                                 |                                                                                 |                                                                                 |  |  |  |  |  |  |  |  |  |  |
| |                                                                                         |                                                                                         |                                                                                         |                                                                                         |                                                                                         |  |  | Francisco de Paula Téllez-Girón vi duque de Osuna                                              | Francisco de Paula Téllez-Girón vi duque de Osuna                                              | Francisco de Paula Téllez-Girón vi duque de Osuna                                              | Francisco de Paula Téllez-Girón vi duque de Osuna                                              | Francisco de Paula Téllez-Girón vi duque de Osuna                                              | Francisco de Paula Téllez-Girón vi duque de Osuna                                              |  |  | José María Téllez-Girón vii duque de Osuna -Francisca Pérez de Guzmán                                        | José María Téllez-Girón vii duque de Osuna -Francisca Pérez de Guzmán                            | José María Téllez-Girón vii duque de Osuna -Francisca Pérez de Guzmán                            | José María Téllez-Girón vii duque de Osuna -Francisca Pérez de Guzmán                            | José María Téllez-Girón vii duque de Osuna -Francisca Pérez de Guzmán                            | José María Téllez-Girón vii duque de Osuna -Francisca Pérez de Guzmán                            |  |  | | | | | | |                                                              |                                                              | |                                                                                                 |                                                                                                 |                                                                                                 |                                                                                                 |                                                                                                 |                                                           |                                                           |                                                                          |                                                                          |                                                                          |                                                                          |                                                                          |                                                                          |  |  |                                                               |                                                               |                                                               |                                                               |                                                               |                                                               |  |  |                                                                                 |                                                                                 |                                                                                 |                                                                                 |                                                                                 |                                                                                 |  |  |  |  |  |  |  |  |  |  |
| |                                                                                         |                                                                                         |                                                                                         |                                                                                         |                                                                                         |  |  | Francisco de Paula Téllez-Girón vi duque de Osuna                                              | Francisco de Paula Téllez-Girón vi duque de Osuna                                              | Francisco de Paula Téllez-Girón vi duque de Osuna                                              | Francisco de Paula Téllez-Girón vi duque de Osuna                                              | Francisco de Paula Téllez-Girón vi duque de Osuna                                              | Francisco de Paula Téllez-Girón vi duque de Osuna                                              |  |  | José María Téllez-Girón vii duque de Osuna -Francisca Pérez de Guzmán                                        | José María Téllez-Girón vii duque de Osuna -Francisca Pérez de Guzmán                            | José María Téllez-Girón vii duque de Osuna -Francisca Pérez de Guzmán                            | José María Téllez-Girón vii duque de Osuna -Francisca Pérez de Guzmán                            | José María Téllez-Girón vii duque de Osuna -Francisca Pérez de Guzmán                            | José María Téllez-Girón vii duque de Osuna -Francisca Pérez de Guzmán                            |  |  | | | | | | |                                                              |                                                              | |                                                                                                 |                                                                                                 |                                                                                                 |                                                                                                 |                                                                                                 |                                                           |                                                           |                                                                          |                                                                          |                                                                          |                                                                          |                                                                          |                                                                          |  |  |                                                               |                                                               |                                                               |                                                               |                                                               |                                                               |  |  |                                                                                 |                                                                                 |                                                                                 |                                                                                 |                                                                                 |                                                                                 |  |  |  |  |  |  |  |  |  |  |
| |                                                                                         |                                                                                         |                                                                                         |                                                                                         |                                                                                         |  |  |                                                                                                |                                                                                                |                                                                                                |                                                                                                |                                                                                                |                                                                                                |  |  | Pedro Zoilo Téllez-Girón viii duque de Osuna -Vicenta Pacheco                                                |                                                                                                  |                                                                                                  |                                                                                                  |                                                                                                  |                                                                                                  |  |  | | | | | | |                                                              |                                                              | |                                                                                                 |                                                                                                 |                                                                                                 |                                                                                                 |                                                                                                 |                                                           |                                                           |                                                                          |                                                                          |                                                                          |                                                                          |                                                                          |                                                                          |  |  |                                                               |                                                               |                                                               |                                                               |                                                               |                                                               |  |  |                                                                                 |                                                                                 |                                                                                 |                                                                                 |                                                                                 |                                                                                 |  |  |  |  |  |  |  |  |  |  |
| |                                                                                         |                                                                                         |                                                                                         |                                                                                         |                                                                                         |  |  |                                                                                                |                                                                                                |                                                                                                |                                                                                                |                                                                                                |                                                                                                |  |  | |                                                                                                  |                                                                                                  |                                                                                                  |                                                                                                  |                                                                                                  |  |  | | | | | | |                                                              |                                                              | |                                                                                                 |                                                                                                 |                                                                                                 |                                                                                                 |                                                                                                 |                                                           |                                                           |                                                                          |                                                                          |                                                                          |                                                                          |                                                                          |                                                                          |  |  |                                                               |                                                               |                                                               |                                                               |                                                               |                                                               |  |  |                                                                                 |                                                                                 |                                                                                 |                                                                                 |                                                                                 |                                                                                 |  |  |  |  |  |  |  |  |  |  |
| |                                                                                         |                                                                                         |                                                                                         |                                                                                         |                                                                                         |  |  |                                                                                                |                                                                                                |                                                                                                |                                                                                                |                                                                                                |                                                                                                |  |  | Pedro de Alcántara Téllez-Girón ix duque de Osuna -María Josefa Pimentel xv condesa xii duquesa de Benavente |                                                                                                  |                                                                                                  |                                                                                                  |                                                                                                  |                                                                                                  |  |  | | | | | | |                                                              |                                                              | |                                                                                                 |                                                                                                 |                                                                                                 |                                                                                                 |                                                                                                 |                                                           |                                                           |                                                                          |                                                                          |                                                                          |                                                                          |                                                                          |                                                                          |  |  |                                                               |                                                               |                                                               |                                                               |                                                               |                                                               |  |  |                                                                                 |                                                                                 |                                                                                 |                                                                                 |                                                                                 |                                                                                 |  |  |  |  |  |  |  |  |  |  |
| |                                                                                         |                                                                                         |                                                                                         |                                                                                         |                                                                                         |  |  |                                                                                                |                                                                                                |                                                                                                |                                                                                                |                                                                                                |                                                                                                |  |  | |                                                                                                  |                                                                                                  |                                                                                                  |                                                                                                  |                                                                                                  |  |  | | | | | | |                                                              |                                                              | |                                                                                                 |                                                                                                 |                                                                                                 |                                                                                                 |                                                                                                 |                                                           |                                                           |                                                                          |                                                                          |                                                                          |                                                                          |                                                                          |                                                                          |  |  |                                                               |                                                               |                                                               |                                                               |                                                               |                                                               |  |  |                                                                                 |                                                                                 |                                                                                 |                                                                                 |                                                                                 |                                                                                 |  |  |  |  |  |  |  |  |  |  |
| |                                                                                         |                                                                                         |                                                                                         |                                                                                         |                                                                                         |  |  |                                                                                                |                                                                                                |                                                                                                |                                                                                                |                                                                                                |                                                                                                |  |  | |                                                                                                  |                                                                                                  |                                                                                                  |                                                                                                  |                                                                                                  |  |  | | | | | | |                                                              |                                                              | |                                                                                                 |                                                                                                 |                                                                                                 |                                                                                                 |                                                                                                 |                                                           |                                                           |                                                                          |                                                                          |                                                                          |                                                                          |                                                                          |                                                                          |  |  |                                                               |                                                               |                                                               |                                                               |                                                               |                                                               |  |  |                                                                                 |                                                                                 |                                                                                 |                                                                                 |                                                                                 |                                                                                 |  |  |  |  |  |  |  |  |  |  |
| |                                                                                         |                                                                                         |                                                                                         |                                                                                         |                                                                                         |  |  | Francisco de Borja Téllez-Girón x duque de Osuna (1785-1820) -Francisca de Beaufort y Toledo   | Francisco de Borja Téllez-Girón x duque de Osuna (1785-1820) -Francisca de Beaufort y Toledo   | Francisco de Borja Téllez-Girón x duque de Osuna (1785-1820) -Francisca de Beaufort y Toledo   | Francisco de Borja Téllez-Girón x duque de Osuna (1785-1820) -Francisca de Beaufort y Toledo   | Francisco de Borja Téllez-Girón x duque de Osuna (1785-1820) -Francisca de Beaufort y Toledo   | Francisco de Borja Téllez-Girón x duque de Osuna (1785-1820) -Francisca de Beaufort y Toledo   |  |  | Pedro de Alcántara Téllez-Girón ii príncipe de Anglona (1786-1851) -Mª Rosario Fdez de Santillán             | Pedro de Alcántara Téllez-Girón ii príncipe de Anglona (1786-1851) -Mª Rosario Fdez de Santillán | Pedro de Alcántara Téllez-Girón ii príncipe de Anglona (1786-1851) -Mª Rosario Fdez de Santillán | Pedro de Alcántara Téllez-Girón ii príncipe de Anglona (1786-1851) -Mª Rosario Fdez de Santillán | Pedro de Alcántara Téllez-Girón ii príncipe de Anglona (1786-1851) -Mª Rosario Fdez de Santillán | Pedro de Alcántara Téllez-Girón ii príncipe de Anglona (1786-1851) -Mª Rosario Fdez de Santillán |  |  | | | | | | |                                                              |                                                              | |                                                                                                 |                                                                                                 |                                                                                                 |                                                                                                 |                                                                                                 |                                                           |                                                           |                                                                          |                                                                          |                                                                          |                                                                          |                                                                          |                                                                          |  |  |                                                               |                                                               |                                                               |                                                               |                                                               |                                                               |  |  |                                                                                 |                                                                                 |                                                                                 |                                                                                 |                                                                                 |                                                                                 |  |  |  |  |  |  |  |  |  |  |
| |                                                                                         |                                                                                         |                                                                                         |                                                                                         |                                                                                         |  |  | Francisco de Borja Téllez-Girón x duque de Osuna (1785-1820) -Francisca de Beaufort y Toledo   | Francisco de Borja Téllez-Girón x duque de Osuna (1785-1820) -Francisca de Beaufort y Toledo   | Francisco de Borja Téllez-Girón x duque de Osuna (1785-1820) -Francisca de Beaufort y Toledo   | Francisco de Borja Téllez-Girón x duque de Osuna (1785-1820) -Francisca de Beaufort y Toledo   | Francisco de Borja Téllez-Girón x duque de Osuna (1785-1820) -Francisca de Beaufort y Toledo   | Francisco de Borja Téllez-Girón x duque de Osuna (1785-1820) -Francisca de Beaufort y Toledo   |  |  | Pedro de Alcántara Téllez-Girón ii príncipe de Anglona (1786-1851) -Mª Rosario Fdez de Santillán             | Pedro de Alcántara Téllez-Girón ii príncipe de Anglona (1786-1851) -Mª Rosario Fdez de Santillán | Pedro de Alcántara Téllez-Girón ii príncipe de Anglona (1786-1851) -Mª Rosario Fdez de Santillán | Pedro de Alcántara Téllez-Girón ii príncipe de Anglona (1786-1851) -Mª Rosario Fdez de Santillán | Pedro de Alcántara Téllez-Girón ii príncipe de Anglona (1786-1851) -Mª Rosario Fdez de Santillán | Pedro de Alcántara Téllez-Girón ii príncipe de Anglona (1786-1851) -Mª Rosario Fdez de Santillán |  |  | | | | | | |                                                              |                                                              | |                                                                                                 |                                                                                                 |                                                                                                 |                                                                                                 |                                                                                                 |                                                           |                                                           |                                                                          |                                                                          |                                                                          |                                                                          |                                                                          |                                                                          |  |  |                                                               |                                                               |                                                               |                                                               |                                                               |                                                               |  |  |                                                                                 |                                                                                 |                                                                                 |                                                                                 |                                                                                 |                                                                                 |  |  |  |  |  |  |  |  |  |  |
| |                                                                                         |                                                                                         |                                                                                         |                                                                                         |                                                                                         |  |  |                                                                                                |                                                                                                |                                                                                                |                                                                                                |                                                                                                |                                                                                                |  |  | |                                                                                                  |                                                                                                  |                                                                                                  |                                                                                                  |                                                                                                  |  |  | | | | | | |                                                              |                                                              | |                                                                                                 |                                                                                                 |                                                                                                 |                                                                                                 |                                                                                                 |                                                           |                                                           |                                                                          |                                                                          |                                                                          |                                                                          |                                                                          |                                                                          |  |  |                                                               |                                                               |                                                               |                                                               |                                                               |                                                               |  |  |                                                                                 |                                                                                 |                                                                                 |                                                                                 |                                                                                 |                                                                                 |  |  |  |  |  |  |  |  |  |  |
| Pedro de Alcántara Téllez-Girón, xi duque de Osuna, xiv duque del Infantado (1810-1844) | Pedro de Alcántara Téllez-Girón, xi duque de Osuna, xiv duque del Infantado (1810-1844) | Pedro de Alcántara Téllez-Girón, xi duque de Osuna, xiv duque del Infantado (1810-1844) | Pedro de Alcántara Téllez-Girón, xi duque de Osuna, xiv duque del Infantado (1810-1844) | Pedro de Alcántara Téllez-Girón, xi duque de Osuna, xiv duque del Infantado (1810-1844) | Pedro de Alcántara Téllez-Girón, xi duque de Osuna, xiv duque del Infantado (1810-1844) |  |  | Mariano Téllez-Girón, xii duque de Osuna, xv duque del Infantado (1814-1882) -Leonor Salm-Salm | Mariano Téllez-Girón, xii duque de Osuna, xv duque del Infantado (1814-1882) -Leonor Salm-Salm | Mariano Téllez-Girón, xii duque de Osuna, xv duque del Infantado (1814-1882) -Leonor Salm-Salm | Mariano Téllez-Girón, xii duque de Osuna, xv duque del Infantado (1814-1882) -Leonor Salm-Salm | Mariano Téllez-Girón, xii duque de Osuna, xv duque del Infantado (1814-1882) -Leonor Salm-Salm | Mariano Téllez-Girón, xii duque de Osuna, xv duque del Infantado (1814-1882) -Leonor Salm-Salm |  |  | Pedro de Alcántara Téllez-Girón xiii duque de Osuna (1812-1900) -Julia Dominé                                | Pedro de Alcántara Téllez-Girón xiii duque de Osuna (1812-1900) -Julia Dominé                    | Pedro de Alcántara Téllez-Girón xiii duque de Osuna (1812-1900) -Julia Dominé                    | Pedro de Alcántara Téllez-Girón xiii duque de Osuna (1812-1900) -Julia Dominé                    | Pedro de Alcántara Téllez-Girón xiii duque de Osuna (1812-1900) -Julia Dominé                    | Pedro de Alcántara Téllez-Girón xiii duque de Osuna (1812-1900) -Julia Dominé                    |  |  | Tirso María Téllez-Girón y F. de Santillán (1817-1871) -Bernardina Fernández de Velasco y Roca de Togores x duquesa de Uceda | Tirso María Téllez-Girón y F. de Santillán (1817-1871) -Bernardina Fernández de Velasco y Roca de Togores x duquesa de Uceda | Tirso María Téllez-Girón y F. de Santillán (1817-1871) -Bernardina Fernández de Velasco y Roca de Togores x duquesa de Uceda | Tirso María Téllez-Girón y F. de Santillán (1817-1871) -Bernardina Fernández de Velasco y Roca de Togores x duquesa de Uceda | Tirso María Téllez-Girón y F. de Santillán (1817-1871) -Bernardina Fernández de Velasco y Roca de Togores x duquesa de Uceda | Tirso María Téllez-Girón y F. de Santillán (1817-1871) -Bernardina Fernández de Velasco y Roca de Togores x duquesa de Uceda |                                                              |                                                              | |                                                                                                 |                                                                                                 |                                                                                                 |                                                                                                 |                                                                                                 |                                                           |                                                           |                                                                          |                                                                          |                                                                          |                                                                          |                                                                          |                                                                          |  |  |                                                               |                                                               |                                                               |                                                               |                                                               |                                                               |  |  |                                                                                 |                                                                                 |                                                                                 |                                                                                 |                                                                                 |                                                                                 |  |  |  |  |  |  |  |  |  |  |
| Pedro de Alcántara Téllez-Girón, xi duque de Osuna, xiv duque del Infantado (1810-1844) | Pedro de Alcántara Téllez-Girón, xi duque de Osuna, xiv duque del Infantado (1810-1844) | Pedro de Alcántara Téllez-Girón, xi duque de Osuna, xiv duque del Infantado (1810-1844) | Pedro de Alcántara Téllez-Girón, xi duque de Osuna, xiv duque del Infantado (1810-1844) | Pedro de Alcántara Téllez-Girón, xi duque de Osuna, xiv duque del Infantado (1810-1844) | Pedro de Alcántara Téllez-Girón, xi duque de Osuna, xiv duque del Infantado (1810-1844) |  |  | Mariano Téllez-Girón, xii duque de Osuna, xv duque del Infantado (1814-1882) -Leonor Salm-Salm | Mariano Téllez-Girón, xii duque de Osuna, xv duque del Infantado (1814-1882) -Leonor Salm-Salm | Mariano Téllez-Girón, xii duque de Osuna, xv duque del Infantado (1814-1882) -Leonor Salm-Salm | Mariano Téllez-Girón, xii duque de Osuna, xv duque del Infantado (1814-1882) -Leonor Salm-Salm | Mariano Téllez-Girón, xii duque de Osuna, xv duque del Infantado (1814-1882) -Leonor Salm-Salm | Mariano Téllez-Girón, xii duque de Osuna, xv duque del Infantado (1814-1882) -Leonor Salm-Salm |  |  | Pedro de Alcántara Téllez-Girón xiii duque de Osuna (1812-1900) -Julia Dominé                                | Pedro de Alcántara Téllez-Girón xiii duque de Osuna (1812-1900) -Julia Dominé                    | Pedro de Alcántara Téllez-Girón xiii duque de Osuna (1812-1900) -Julia Dominé                    | Pedro de Alcántara Téllez-Girón xiii duque de Osuna (1812-1900) -Julia Dominé                    | Pedro de Alcántara Téllez-Girón xiii duque de Osuna (1812-1900) -Julia Dominé                    | Pedro de Alcántara Téllez-Girón xiii duque de Osuna (1812-1900) -Julia Dominé                    |  |  | Tirso María Téllez-Girón y F. de Santillán (1817-1871) -Bernardina Fernández de Velasco y Roca de Togores x duquesa de Uceda | Tirso María Téllez-Girón y F. de Santillán (1817-1871) -Bernardina Fernández de Velasco y Roca de Togores x duquesa de Uceda | Tirso María Téllez-Girón y F. de Santillán (1817-1871) -Bernardina Fernández de Velasco y Roca de Togores x duquesa de Uceda | Tirso María Téllez-Girón y F. de Santillán (1817-1871) -Bernardina Fernández de Velasco y Roca de Togores x duquesa de Uceda | Tirso María Téllez-Girón y F. de Santillán (1817-1871) -Bernardina Fernández de Velasco y Roca de Togores x duquesa de Uceda | Tirso María Téllez-Girón y F. de Santillán (1817-1871) -Bernardina Fernández de Velasco y Roca de Togores x duquesa de Uceda |                                                              |                                                              | |                                                                                                 |                                                                                                 |                                                                                                 |                                                                                                 |                                                                                                 |                                                           |                                                           |                                                                          |                                                                          |                                                                          |                                                                          |                                                                          |                                                                          |  |  |                                                               |                                                               |                                                               |                                                               |                                                               |                                                               |  |  |                                                                                 |                                                                                 |                                                                                 |                                                                                 |                                                                                 |                                                                                 |  |  |  |  |  |  |  |  |  |  |
| |                                                                                         |                                                                                         |                                                                                         |                                                                                         |                                                                                         |  |  |                                                                                                |                                                                                                |                                                                                                |                                                                                                |                                                                                                |                                                                                                |  |  | |                                                                                                  |                                                                                                  |                                                                                                  |                                                                                                  |                                                                                                  |  |  | | | | | | |                                                              |                                                              | |                                                                                                 |                                                                                                 |                                                                                                 |                                                                                                 |                                                                                                 |                                                           |                                                           |                                                                          |                                                                          |                                                                          |                                                                          |                                                                          |                                                                          |  |  |                                                               |                                                               |                                                               |                                                               |                                                               |                                                               |  |  |                                                                                 |                                                                                 |                                                                                 |                                                                                 |                                                                                 |                                                                                 |  |  |  |  |  |  |  |  |  |  |
| |                                                                                         |                                                                                         |                                                                                         |                                                                                         |                                                                                         |  |  |                                                                                                |                                                                                                |                                                                                                |                                                                                                |                                                                                                |                                                                                                |  |  | María Dolores Téllez-Girón, xix condesa xvi duquesa de Benavente                                             | María Dolores Téllez-Girón, xix condesa xvi duquesa de Benavente                                 | María Dolores Téllez-Girón, xix condesa xvi duquesa de Benavente                                 | María Dolores Téllez-Girón, xix condesa xvi duquesa de Benavente                                 | María Dolores Téllez-Girón, xix condesa xvi duquesa de Benavente                                 | María Dolores Téllez-Girón, xix condesa xvi duquesa de Benavente                                 |  |  | Francisco de Borja Téllez-Girón xi duque de Uceda y de Escalona (1839-1897) -Ángela María Fernández de Córdoba               | Francisco de Borja Téllez-Girón xi duque de Uceda y de Escalona (1839-1897) -Ángela María Fernández de Córdoba               | Francisco de Borja Téllez-Girón xi duque de Uceda y de Escalona (1839-1897) -Ángela María Fernández de Córdoba               | Francisco de Borja Téllez-Girón xi duque de Uceda y de Escalona (1839-1897) -Ángela María Fernández de Córdoba               | Francisco de Borja Téllez-Girón xi duque de Uceda y de Escalona (1839-1897) -Ángela María Fernández de Córdoba               | Francisco de Borja Téllez-Girón xi duque de Uceda y de Escalona (1839-1897) -Ángela María Fernández de Córdoba               |                                                              |                                                              | Mª Rosario Téllez-Girón, xvi duquesa de Béjar -Luis Roca de Togores                                                                                     | Mª Rosario Téllez-Girón, xvi duquesa de Béjar -Luis Roca de Togores                             | Mª Rosario Téllez-Girón, xvi duquesa de Béjar -Luis Roca de Togores                             | Mª Rosario Téllez-Girón, xvi duquesa de Béjar -Luis Roca de Togores                             | Mª Rosario Téllez-Girón, xvi duquesa de Béjar -Luis Roca de Togores                             | Mª Rosario Téllez-Girón, xvi duquesa de Béjar -Luis Roca de Togores                             |                                                           |                                                           |                                                                          |                                                                          |                                                                          |                                                                          |                                                                          |                                                                          |  |  |                                                               |                                                               |                                                               |                                                               |                                                               |                                                               |  |  |                                                                                 |                                                                                 |                                                                                 |                                                                                 |                                                                                 |                                                                                 |  |  |  |  |  |  |  |  |  |  |
| |                                                                                         |                                                                                         |                                                                                         |                                                                                         |                                                                                         |  |  |                                                                                                |                                                                                                |                                                                                                |                                                                                                |                                                                                                |                                                                                                |  |  | María Dolores Téllez-Girón, xix condesa xvi duquesa de Benavente                                             | María Dolores Téllez-Girón, xix condesa xvi duquesa de Benavente                                 | María Dolores Téllez-Girón, xix condesa xvi duquesa de Benavente                                 | María Dolores Téllez-Girón, xix condesa xvi duquesa de Benavente                                 | María Dolores Téllez-Girón, xix condesa xvi duquesa de Benavente                                 | María Dolores Téllez-Girón, xix condesa xvi duquesa de Benavente                                 |  |  | Francisco de Borja Téllez-Girón xi duque de Uceda y de Escalona (1839-1897) -Ángela María Fernández de Córdoba               | Francisco de Borja Téllez-Girón xi duque de Uceda y de Escalona (1839-1897) -Ángela María Fernández de Córdoba               | Francisco de Borja Téllez-Girón xi duque de Uceda y de Escalona (1839-1897) -Ángela María Fernández de Córdoba               | Francisco de Borja Téllez-Girón xi duque de Uceda y de Escalona (1839-1897) -Ángela María Fernández de Córdoba               | Francisco de Borja Téllez-Girón xi duque de Uceda y de Escalona (1839-1897) -Ángela María Fernández de Córdoba               | Francisco de Borja Téllez-Girón xi duque de Uceda y de Escalona (1839-1897) -Ángela María Fernández de Córdoba               |                                                              |                                                              | Mª Rosario Téllez-Girón, xvi duquesa de Béjar -Luis Roca de Togores                                                                                     | Mª Rosario Téllez-Girón, xvi duquesa de Béjar -Luis Roca de Togores                             | Mª Rosario Téllez-Girón, xvi duquesa de Béjar -Luis Roca de Togores                             | Mª Rosario Téllez-Girón, xvi duquesa de Béjar -Luis Roca de Togores                             | Mª Rosario Téllez-Girón, xvi duquesa de Béjar -Luis Roca de Togores                             | Mª Rosario Téllez-Girón, xvi duquesa de Béjar -Luis Roca de Togores                             |                                                           |                                                           |                                                                          |                                                                          |                                                                          |                                                                          |                                                                          |                                                                          |  |  |                                                               |                                                               |                                                               |                                                               |                                                               |                                                               |  |  |                                                                                 |                                                                                 |                                                                                 |                                                                                 |                                                                                 |                                                                                 |  |  |  |  |  |  |  |  |  |  |
| |                                                                                         |                                                                                         |                                                                                         |                                                                                         |                                                                                         |  |  |                                                                                                |                                                                                                |                                                                                                |                                                                                                |                                                                                                |                                                                                                |  |  | |                                                                                                  |                                                                                                  |                                                                                                  |                                                                                                  |                                                                                                  |  |  | | | | | | |                                                              |                                                              | |                                                                                                 |                                                                                                 |                                                                                                 |                                                                                                 |                                                                                                 |                                                           |                                                           |                                                                          |                                                                          |                                                                          |                                                                          |                                                                          |                                                                          |  |  |                                                               |                                                               |                                                               |                                                               |                                                               |                                                               |  |  |                                                                                 |                                                                                 |                                                                                 |                                                                                 |                                                                                 |                                                                                 |  |  |  |  |  |  |  |  |  |  |
| |                                                                                         |                                                                                         |                                                                                         |                                                                                         |                                                                                         |  |  |                                                                                                |                                                                                                |                                                                                                |                                                                                                |                                                                                                |                                                                                                |  |  | |                                                                                                  |                                                                                                  |                                                                                                  |                                                                                                  |                                                                                                  |  |  | Luis María Téllez-Girón, xiv duque de Osuna, Uceda y Escalona (1870-1909)                                                    | Luis María Téllez-Girón, xiv duque de Osuna, Uceda y Escalona (1870-1909)                                                    | Luis María Téllez-Girón, xiv duque de Osuna, Uceda y Escalona (1870-1909)                                                    | Luis María Téllez-Girón, xiv duque de Osuna, Uceda y Escalona (1870-1909)                                                    | Luis María Téllez-Girón, xiv duque de Osuna, Uceda y Escalona (1870-1909)                                                    | Luis María Téllez-Girón, xiv duque de Osuna, Uceda y Escalona (1870-1909)                                                    |                                                              |                                                              | Mariano Téllez-Girón xv duque de Osuna, de Uceda y Escalona (1887-1925) -Petra Duque de Estrada                                                         | Mariano Téllez-Girón xv duque de Osuna, de Uceda y Escalona (1887-1925) -Petra Duque de Estrada | Mariano Téllez-Girón xv duque de Osuna, de Uceda y Escalona (1887-1925) -Petra Duque de Estrada | Mariano Téllez-Girón xv duque de Osuna, de Uceda y Escalona (1887-1925) -Petra Duque de Estrada | Mariano Téllez-Girón xv duque de Osuna, de Uceda y Escalona (1887-1925) -Petra Duque de Estrada | Mariano Téllez-Girón xv duque de Osuna, de Uceda y Escalona (1887-1925) -Petra Duque de Estrada |                                                           |                                                           | Ángela María Téllez-Girón -Ricardo Martorell, duque de Almenara Alta     | Ángela María Téllez-Girón -Ricardo Martorell, duque de Almenara Alta     | Ángela María Téllez-Girón -Ricardo Martorell, duque de Almenara Alta     | Ángela María Téllez-Girón -Ricardo Martorell, duque de Almenara Alta     | Ángela María Téllez-Girón -Ricardo Martorell, duque de Almenara Alta     | Ángela María Téllez-Girón -Ricardo Martorell, duque de Almenara Alta     |  |  | María Teresa Téllez-Girón -Iván de Bustos, duque de Estremera | María Teresa Téllez-Girón -Iván de Bustos, duque de Estremera | María Teresa Téllez-Girón -Iván de Bustos, duque de Estremera | María Teresa Téllez-Girón -Iván de Bustos, duque de Estremera | María Teresa Téllez-Girón -Iván de Bustos, duque de Estremera | María Teresa Téllez-Girón -Iván de Bustos, duque de Estremera |  |  |                                                                                 |                                                                                 |                                                                                 |                                                                                 |                                                                                 |                                                                                 |  |  |  |  |  |  |  |  |  |  |
| |                                                                                         |                                                                                         |                                                                                         |                                                                                         |                                                                                         |  |  |                                                                                                |                                                                                                |                                                                                                |                                                                                                |                                                                                                |                                                                                                |  |  | |                                                                                                  |                                                                                                  |                                                                                                  |                                                                                                  |                                                                                                  |  |  | Luis María Téllez-Girón, xiv duque de Osuna, Uceda y Escalona (1870-1909)                                                    | Luis María Téllez-Girón, xiv duque de Osuna, Uceda y Escalona (1870-1909)                                                    | Luis María Téllez-Girón, xiv duque de Osuna, Uceda y Escalona (1870-1909)                                                    | Luis María Téllez-Girón, xiv duque de Osuna, Uceda y Escalona (1870-1909)                                                    | Luis María Téllez-Girón, xiv duque de Osuna, Uceda y Escalona (1870-1909)                                                    | Luis María Téllez-Girón, xiv duque de Osuna, Uceda y Escalona (1870-1909)                                                    |                                                              |                                                              | Mariano Téllez-Girón xv duque de Osuna, de Uceda y Escalona (1887-1925) -Petra Duque de Estrada                                                         | Mariano Téllez-Girón xv duque de Osuna, de Uceda y Escalona (1887-1925) -Petra Duque de Estrada | Mariano Téllez-Girón xv duque de Osuna, de Uceda y Escalona (1887-1925) -Petra Duque de Estrada | Mariano Téllez-Girón xv duque de Osuna, de Uceda y Escalona (1887-1925) -Petra Duque de Estrada | Mariano Téllez-Girón xv duque de Osuna, de Uceda y Escalona (1887-1925) -Petra Duque de Estrada | Mariano Téllez-Girón xv duque de Osuna, de Uceda y Escalona (1887-1925) -Petra Duque de Estrada |                                                           |                                                           | Ángela María Téllez-Girón -Ricardo Martorell, duque de Almenara Alta     | Ángela María Téllez-Girón -Ricardo Martorell, duque de Almenara Alta     | Ángela María Téllez-Girón -Ricardo Martorell, duque de Almenara Alta     | Ángela María Téllez-Girón -Ricardo Martorell, duque de Almenara Alta     | Ángela María Téllez-Girón -Ricardo Martorell, duque de Almenara Alta     | Ángela María Téllez-Girón -Ricardo Martorell, duque de Almenara Alta     |  |  | María Teresa Téllez-Girón -Iván de Bustos, duque de Estremera | María Teresa Téllez-Girón -Iván de Bustos, duque de Estremera | María Teresa Téllez-Girón -Iván de Bustos, duque de Estremera | María Teresa Téllez-Girón -Iván de Bustos, duque de Estremera | María Teresa Téllez-Girón -Iván de Bustos, duque de Estremera | María Teresa Téllez-Girón -Iván de Bustos, duque de Estremera |  |  |                                                                                 |                                                                                 |                                                                                 |                                                                                 |                                                                                 |                                                                                 |  |  |  |  |  |  |  |  |  |  |
| |                                                                                         |                                                                                         |                                                                                         |                                                                                         |                                                                                         |  |  |                                                                                                |                                                                                                |                                                                                                |                                                                                                |                                                                                                |                                                                                                |  |  | |                                                                                                  |                                                                                                  |                                                                                                  |                                                                                                  |                                                                                                  |  |  | | | | | | |                                                              |                                                              | Ángela María Téllez-Girón xvi duquesa de Osuna, de Benavente, Gandía, Arcos, Plasencia y Uceda (1925-2015) -Pedro de Solís-Beaumont -José María Latorre |                                                                                                 |                                                                                                 |                                                                                                 |                                                                                                 |                                                                                                 |                                                           |                                                           |                                                                          |                                                                          |                                                                          |                                                                          |                                                                          |                                                                          |  |  |                                                               |                                                               |                                                               |                                                               |                                                               |                                                               |  |  |                                                                                 |                                                                                 |                                                                                 |                                                                                 |                                                                                 |                                                                                 |  |  |  |  |  |  |  |  |  |  |
| |                                                                                         |                                                                                         |                                                                                         |                                                                                         |                                                                                         |  |  |                                                                                                |                                                                                                |                                                                                                |                                                                                                |                                                                                                |                                                                                                |  |  | |                                                                                                  |                                                                                                  |                                                                                                  |                                                                                                  |                                                                                                  |  |  | | | | | | |                                                              |                                                              | |                                                                                                 |                                                                                                 |                                                                                                 |                                                                                                 |                                                                                                 |                                                           |                                                           |                                                                          |                                                                          |                                                                          |                                                                          |                                                                          |                                                                          |  |  |                                                               |                                                               |                                                               |                                                               |                                                               |                                                               |  |  |                                                                                 |                                                                                 |                                                                                 |                                                                                 |                                                                                 |                                                                                 |  |  |  |  |  |  |  |  |  |  |
| |                                                                                         |                                                                                         |                                                                                         |                                                                                         |                                                                                         |  |  |                                                                                                |                                                                                                |                                                                                                |                                                                                                |                                                                                                |                                                                                                |  |  | |                                                                                                  |                                                                                                  |                                                                                                  |                                                                                                  |                                                                                                  |  |  | | | | | | |                                                              |                                                              | |                                                                                                 |                                                                                                 |                                                                                                 |                                                                                                 |                                                                                                 |                                                           |                                                           |                                                                          |                                                                          |                                                                          |                                                                          |                                                                          |                                                                          |  |  |                                                               |                                                               |                                                               |                                                               |                                                               |                                                               |  |  |                                                                                 |                                                                                 |                                                                                 |                                                                                 |                                                                                 |                                                                                 |  |  |  |  |  |  |  |  |  |  |
| |                                                                                         |                                                                                         |                                                                                         |                                                                                         |                                                                                         |  |  |                                                                                                |                                                                                                |                                                                                                |                                                                                                |                                                                                                |                                                                                                |  |  | |                                                                                                  |                                                                                                  |                                                                                                  |                                                                                                  |                                                                                                  |  |  | | | | | | |                                                              |                                                              | Ángela María de Solís-Beaumont y Téllez-Girón xvii duquesa de Osuna 2016                                                                                | Ángela María de Solís-Beaumont y Téllez-Girón xvii duquesa de Osuna 2016                        | Ángela María de Solís-Beaumont y Téllez-Girón xvii duquesa de Osuna 2016                        | Ángela María de Solís-Beaumont y Téllez-Girón xvii duquesa de Osuna 2016                        | Ángela María de Solís-Beaumont y Téllez-Girón xvii duquesa de Osuna 2016                        | Ángela María de Solís-Beaumont y Téllez-Girón xvii duquesa de Osuna 2016                        |                                                           |                                                           | María de Gracia de Solís-Beaumont y Téllez-Girón xx duquesa de Plasencia | María de Gracia de Solís-Beaumont y Téllez-Girón xx duquesa de Plasencia | María de Gracia de Solís-Beaumont y Téllez-Girón xx duquesa de Plasencia | María de Gracia de Solís-Beaumont y Téllez-Girón xx duquesa de Plasencia | María de Gracia de Solís-Beaumont y Téllez-Girón xx duquesa de Plasencia | María de Gracia de Solís-Beaumont y Téllez-Girón xx duquesa de Plasencia |  |  | María del Pilar de Latorre y Téllez-Girón xv duquesa de Uceda | María del Pilar de Latorre y Téllez-Girón xv duquesa de Uceda | María del Pilar de Latorre y Téllez-Girón xv duquesa de Uceda | María del Pilar de Latorre y Téllez-Girón xv duquesa de Uceda | María del Pilar de Latorre y Téllez-Girón xv duquesa de Uceda | María del Pilar de Latorre y Téllez-Girón xv duquesa de Uceda |  |  | María de la Asunción de Latorre y Téllez-Girón xxi duquesa de Medina de Rioseco | María de la Asunción de Latorre y Téllez-Girón xxi duquesa de Medina de Rioseco | María de la Asunción de Latorre y Téllez-Girón xxi duquesa de Medina de Rioseco | María de la Asunción de Latorre y Téllez-Girón xxi duquesa de Medina de Rioseco | María de la Asunción de Latorre y Téllez-Girón xxi duquesa de Medina de Rioseco | María de la Asunción de Latorre y Téllez-Girón xxi duquesa de Medina de Rioseco |  |  |  |  |  |  |  |  |  |  |
| |                                                                                         |                                                                                         |                                                                                         |                                                                                         |                                                                                         |  |  |                                                                                                |                                                                                                |                                                                                                |                                                                                                |                                                                                                |                                                                                                |  |  | |                                                                                                  |                                                                                                  |                                                                                                  |                                                                                                  |                                                                                                  |  |  | | | | | | |                                                              |                                                              | Ángela María de Solís-Beaumont y Téllez-Girón xvii duquesa de Osuna 2016                                                                                | Ángela María de Solís-Beaumont y Téllez-Girón xvii duquesa de Osuna 2016                        | Ángela María de Solís-Beaumont y Téllez-Girón xvii duquesa de Osuna 2016                        | Ángela María de Solís-Beaumont y Téllez-Girón xvii duquesa de Osuna 2016                        | Ángela María de Solís-Beaumont y Téllez-Girón xvii duquesa de Osuna 2016                        | Ángela María de Solís-Beaumont y Téllez-Girón xvii duquesa de Osuna 2016                        |                                                           |                                                           | María de Gracia de Solís-Beaumont y Téllez-Girón xx duquesa de Plasencia | María de Gracia de Solís-Beaumont y Téllez-Girón xx duquesa de Plasencia | María de Gracia de Solís-Beaumont y Téllez-Girón xx duquesa de Plasencia | María de Gracia de Solís-Beaumont y Téllez-Girón xx duquesa de Plasencia | María de Gracia de Solís-Beaumont y Téllez-Girón xx duquesa de Plasencia | María de Gracia de Solís-Beaumont y Téllez-Girón xx duquesa de Plasencia |  |  | María del Pilar de Latorre y Téllez-Girón xv duquesa de Uceda | María del Pilar de Latorre y Téllez-Girón xv duquesa de Uceda | María del Pilar de Latorre y Téllez-Girón xv duquesa de Uceda | María del Pilar de Latorre y Téllez-Girón xv duquesa de Uceda | María del Pilar de Latorre y Téllez-Girón xv duquesa de Uceda | María del Pilar de Latorre y Téllez-Girón xv duquesa de Uceda |  |  | María de la Asunción de Latorre y Téllez-Girón xxi duquesa de Medina de Rioseco | María de la Asunción de Latorre y Téllez-Girón xxi duquesa de Medina de Rioseco | María de la Asunción de Latorre y Téllez-Girón xxi duquesa de Medina de Rioseco | María de la Asunción de Latorre y Téllez-Girón xxi duquesa de Medina de Rioseco | María de la Asunción de Latorre y Téllez-Girón xxi duquesa de Medina de Rioseco | María de la Asunción de Latorre y Téllez-Girón xxi duquesa de Medina de Rioseco |  |  |  |  |  |  |  |  |  |  |
| |                                                                                         |                                                                                         |                                                                                         |                                                                                         |                                                                                         |  |  |                                                                                                |                                                                                                |                                                                                                |                                                                                                |                                                                                                |                                                                                                |  |  | |                                                                                                  |                                                                                                  |                                                                                                  |                                                                                                  |                                                                                                  |  |  | | | | | | |                                                              |                                                              | |                                                                                                 |                                                                                                 |                                                                                                 |                                                                                                 |                                                                                                 |                                                           |                                                           |                                                                          |                                                                          |                                                                          |                                                                          |                                                                          |                                                                          |  |  |                                                               |                                                               |                                                               |                                                               |                                                               |                                                               |  |  |                                                                                 |                                                                                 |                                                                                 |                                                                                 |                                                                                 |                                                                                 |  |  |  |  |  |  |  |  |  |  |
| |                                                                                         |                                                                                         |                                                                                         |                                                                                         |                                                                                         |  |  |                                                                                                |                                                                                                |                                                                                                |                                                                                                |                                                                                                |                                                                                                |  |  | |                                                                                                  |                                                                                                  |                                                                                                  |                                                                                                  |                                                                                                  |  |  | | | | | | | Ángela María de Ulloa y Solís-Beaumont, xx duquesa de Gandía | Ángela María de Ulloa y Solís-Beaumont, xx duquesa de Gandía | Ángela María de Ulloa y Solís-Beaumont, xx duquesa de Gandía                                                                                            | Ángela María de Ulloa y Solís-Beaumont, xx duquesa de Gandía                                    | Ángela María de Ulloa y Solís-Beaumont, xx duquesa de Gandía                                    | Ángela María de Ulloa y Solís-Beaumont, xx duquesa de Gandía                                    |                                                                                                 |                                                                                                 | Cristina de Ulloa y Solís-Beaumont xviii duquesa de Arcos | Cristina de Ulloa y Solís-Beaumont xviii duquesa de Arcos | Cristina de Ulloa y Solís-Beaumont xviii duquesa de Arcos                | Cristina de Ulloa y Solís-Beaumont xviii duquesa de Arcos                | Cristina de Ulloa y Solís-Beaumont xviii duquesa de Arcos                | Cristina de Ulloa y Solís-Beaumont xviii duquesa de Arcos                |                                                                          |                                                                          |  |  |                                                               |                                                               |                                                               |                                                               |                                                               |                                                               |  |  |                                                                                 |                                                                                 |                                                                                 |                                                                                 |                                                                                 |                                                                                 |  |  |  |  |  |  |  |  |  |  |